# Ottó-kori művészet

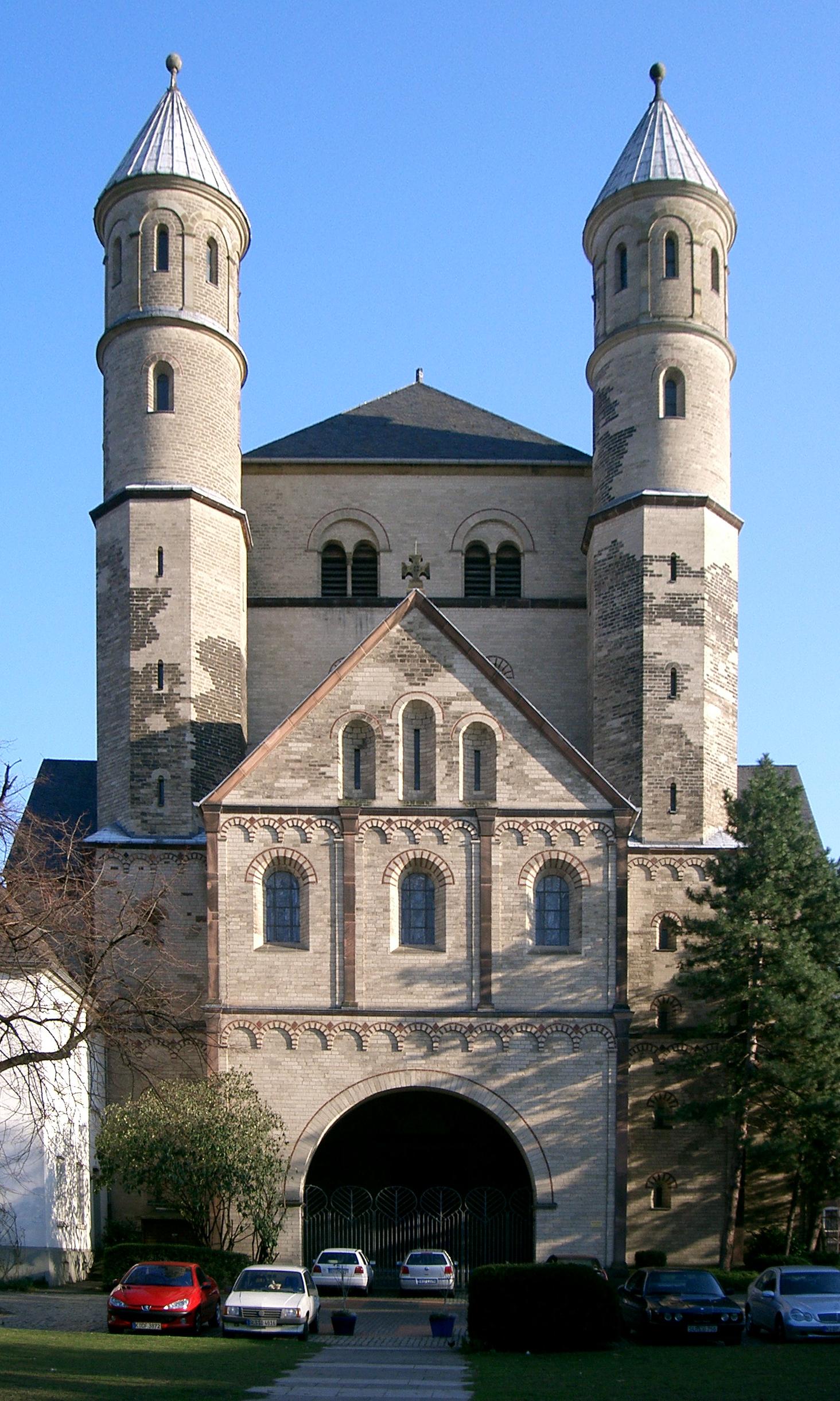
A kölni Szent Pantaleon-templom westwerk része

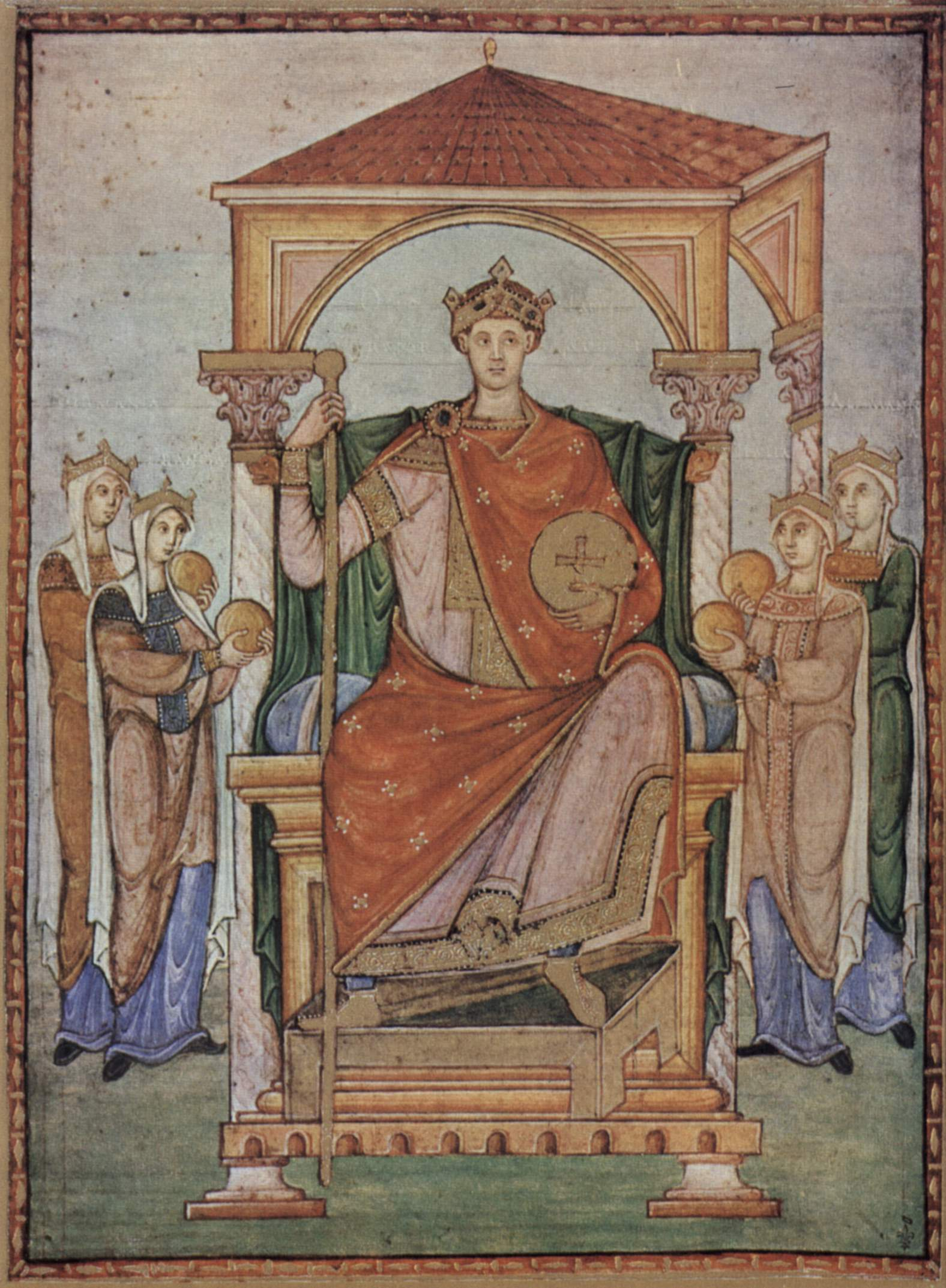
A Registrum Gregorii II. Ottó császárt ábrázoló miniatúrája

Ottó-kori művészetnek nevezik a Német-római Birodalom területén a 10. század közepétől a 11. század első harmadáig tartó időszakban készült műalkotások együttesét. Ebben az időben a Szász-ház tagjai adták a birodalom császárait. Uralkodásuk idejében jelentős művészi tevékenység folyt, amelyet az uralkodók az udvar szűk körén belül maguk is támogattak. A műalkotások jellegét elsősorban a karoling örökség határozta meg, és ehhez járultak a II. Ottó császár Theophanu hercegnővel kötött házassága utáni bizánci hatások. A 11. században az olyan központokra, mint Regensburg, Köln, Milánó és Echternach, hatottak a bizánci művészet stílusjegyei, mégis az alkotások túlnyomó többsége Karoling-kori és késő antik modellek újraértelmezésével készült.
Az egyházi építészetben a bazilikális szerkezetet alkalmazták, az épületeket kriptákkal, kórusokkal és tornyokkal egészítették ki. A templomok nyugati oldalán többszintes épületrészt, úgynevezett westwerket építettek. Újításnak számítottak a falakon kialakított párkányok és karzatok. A császári hatalom keletebbre került súlypontja és a szláv területek felé irányuló terjeszkedésük eredménye a hasonló épülettípusok elterjedése az egykori Frank Birodalom határain túl is. A kor monumentális festészetéből alig lehet ismerni valamit. A mára elpusztult alkotásokról csak azoknak a forrásoknak az utalásai alapján lehet képet alkotni, amelyek falfelületeket díszítő festményciklusokról szólnak. A szobrászat terén vezető szerepet játszott a hildesheimi műhely, ahol Bernward püspök kezdeményezésére újraindult a bronzöntés. A monumentális szobrokról is csak a leírások utalásaiból és néhány vitatott datálású szórványos emlék alapján lehet tudni.
Az első Ottó-kori kéziratok bizonyíthatóan a karoling-korból származó kódexek másolatai voltak. A könyvfestészet fejlődésének kiváltója a szükségessé vált vallási reform volt, és az újjászervezett kolostori központoknak liturgikus könyvekre volt szükségük. A karoling kortól eltérően, amikor a fő cél a szövegében hibátlan teljes Bibliák elkészítése volt, az Ottó-korban inkább díszes liturgikus könyvek előállítására helyezték a hangsúlyt. Mivel ezek az evangéliumokon alapultak, így a leggyakrabban előforduló kéziratok a díszesen kialakított evangeliáriumok voltak.

## Történelmi háttér

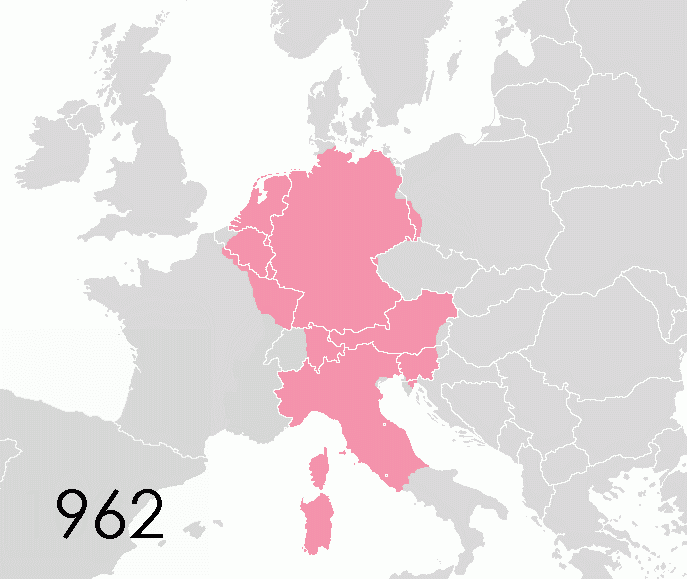
A birodalom kiterjedése 962-ben, I. Ottó császárrá koronázásának évében

Nagy Károly utódai alatt a Frank Birodalom három részre szakadt. Az uralkodók hatalma meggyengült, a háborúk nagy területen pusztítottak. A kor zavaros viszonyai miatt az építési tevékenység mindenhol szünetelt. Keletről magyarok támadtak a birodalomra, nyugatról a normannok pusztították a városokat. A karoling uralkodók széthullott birodalma I. (Madarász) Henrik és utóda I. (Nagy) Ottó császár alatt erősödött meg. A keleti frank területekből létrejött a Német-római császárság, a nyugatiból pedig Franciaország. A 10. század közepe és a 11. század eleje közötti időszakban Németországban az addig alárendelt szerepet játszó határterület, Szászország jutott vezető szerephez, és ez a terület vált az újjászerveződő császárság központjává. A viszonylagos nyugalomnak köszönhetően az építő tevékenység I. Ottó uralkodása alatt indult meg, és a Nagy Károly példáját követő császárok nagyságát hivatott hirdetni. A terület egyesítése után Merseburg, Quedlinburg és Magdeburg új egyházi központokká váltak, ahonnan térítő tevékenységet is folytattak a keleti, barbár területeken. Ez a térítési-hódítási tevékenység, az egyházi és vallási reform, valamint a pápai hatalom támogatása képezte a szász császárok politikájának alapját.
I. Ottó 936-ban Aachenben királlyá, majd 962-ben Rómában császárrá történő koronázása világossá tette, hogy a Frank Birodalom örökösének és a Nyugat vezetőjének tekintette magát. Az Ottó-kor császárait sok kritika érte azért, hogy túl nagy figyelmet fordítottak az itáliai területekre, viszont a pápaság támogatása egyfajta kontrollt jelentett Róma felett. A másik ok az volt, hogy a pápa támogatása nélkül az egyház által végzett adminisztráció és szervezés hiányában az Ottók birodalma hamar széthullott volna.

### Róma szerepe
Róma még romjaiban is az erdőkkel és mocsarakkal borított Európában a várost és a klasszikus kultúrát testesítette meg. A többi európai település nagy része, az utak és a civilizáció egyéb vívmányainak túlnyomó többsége szintén a rómaiak hagyatékából maradt meg. A 10. században még mindig Róma volt a zarándokok első számú célpontja, ezen kívül a város az antik tárgyak és ereklyék egyik legfontosabb beszerzési helyének számított. A püspökök is oda utaztak pápai áldásért, és a város műemlékei olyan hatást tettek rájuk, ami komolyan befolyásolta az Ottó-kori művészet fejlődését. Róma álláspontja merőben eltérő volt, a pápák a Szász-dinasztiát idegennek tekintették. Támogatásukra azonban szükségük volt, ugyanis az Ottó-császárok segítsége nélkül folyamatos veszélynek lettek volna kitéve. Az Ottók birodalmának újabb egyházi központjai szintén szorosan kötődtek Rómához.

### A feudális arisztokrácia
A birodalom egysége érdekében a magas egyházi tisztségeket a feudális arisztokrácia tagjai töltötték be. I. Ottó testvére, Brúnó, akit bizánci nevelők tanítottak, egy személyben volt Lotaringia hercege és Köln érseke. I. Ottó unokája, Mathilda, az esseni Szentháromság-kolostor apátnője lett. Egy másik Mathilda, I. Ottó lánya, Quedlinburg kolostorának apátnője volt. II. Ottó lányai is jelentős kolostorok apátnőivé váltak. Wilhelm, I. Ottó házasságon kívül született fia, 954 és 968 között Mainz érseki tisztségét töltötte be. Ulrich, Augsburg püspöke rokonságban állt a császári családdal, míg Egbert, Trier érseke és III. Ottó császár kancellárja, II. Diterich, Hollandia grófjának fia volt. Bernward, III. Ottó nevelője, Hildesheim püspöke, Adalbert palotagróf unokája volt.
Akadtak azonban kivételek is, a legfelsőbb osztály nem volt egy teljesen zárt, áthatolhatatlan közeg. Willigis, Mainz érseke és a birodalom nagykancellárja alacsony rangúnak született, ennek ellenére jó nevelést kapott, majd Volkold püspök segítségével I. Ottó szolgálatába lépett. Később ő koronázta meg III. Ottó és II. Henrik császárokat. Gerbert d’Aurillac, korának egyik legtehetségesebb alakja, 972 és 982 között a reimsi kolostori iskola vezetője, Bobbio apátja, egy paraszt fia volt, de a reimsi Adalbert valamint II. és III. Ottó császárok támogatásával 999-ben II. Szilveszter néven római pápa lett.
Ezek a magas rangú egyházi személyek világi feladatokat is elláttak. A mainzi Willigis, a hildesheimi Bernward és a reimsi Adalbert támogatta Theophanu császárnét régenssége alatt, és igyekeztek megakadályozni, hogy a főurak hasznot húzzanak abból, hogy III. Ottó császár még gyermekkorú. Védelmezték a keleti határokat a szláv betörésektől, a templomok mellett várakat is építettek. Az uralkodó mellett harcoltak a csatákban, vagy ha nem volt jelen, igyekeztek védeni az érdekeit. Egy fennmaradt levélben a reimsi Adalbert a trieri Egberttől katonai segítséget kért, egy másik levélben Gerbert d’Aurillac kétségbe vonta itáliai lovagjainak hűségét, és egy itáliai hadjáratot sürgetett. Alkirályként uralkodtak, ezen kívül egy személyben bírói és papi szerepet is betöltöttek. Rendkívül népszerűek voltak a lakosság körében, mivel a 10. és 11. század zavaros viszonyai közepette egyfajta védelmet és jogbiztonságot tudtak garantálni. Haláluk után sokukat szentté is avatták.

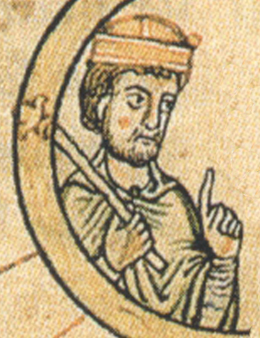
I. (Madarász) Henrik német király, részlet a Szász-ház családfáját ábrázoló, a 12. század második feléből származó kéziratból
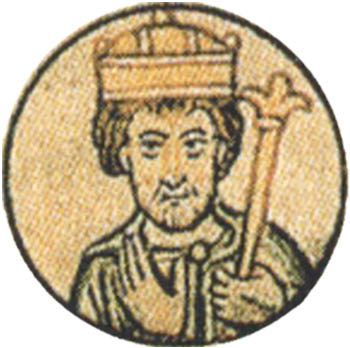
I. Ottó német-római császár, részlet a Szász-ház családfáját ábrázoló, a 12. század második feléből származó kéziratból
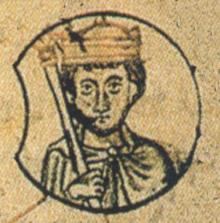
II. Ottó német-római császár, részlet a Szász-ház családfáját ábrázoló, a 12. század második feléből származó kéziratból
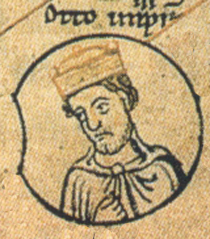
III. Ottó német-római császár, részlet a Szász-ház családfáját ábrázoló, a 12. század második feléből származó kéziratból
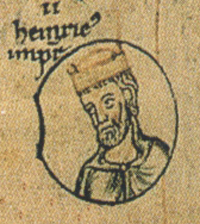
II. Henrik német-római császár, részlet a Szász-ház családfáját ábrázoló, a 12. század második feléből származó kéziratból

## Építészet
Az Ottó császárok a Frank Birodalom örököseinek tekintették magukat, így nyilvánvaló volt, hogy az újjáéledő művészi tevékenység is Karoling mintákon alapul. Az alaprajzokból, az ásatásokból és a kevés számú fennmaradt emlékből kitűnik, hogy az épülettípusok már a Karoling időkben léteztek, viszont az Ottó-kori építészek a tömegek és a tér újfajta elosztásával, a falak újfajta tagolásával, galériákkal és tornyokkal kísérleteztek. A Karoling-korból átvett sajátosság volt a hosszanti elrendezésű bazilikák mindkét végén az önálló kultusz céljaira felépített terek alkalmazása. Jellemző volt a sima falfelületek kialakítása, ahol a lehető legkevesebb áttörést alkalmazták. A belső terek legfontosabb díszítőeleme a vörös és világos sávok váltakozása volt a templom valamennyi ívbélletén. Az Ottó-korban kezdődött fejlődés a 11. század közepén, a Száliak uralkodásának kezdetén, a speyeri császárdóm építésekor érte el csúcspontját. Az Ottó-kori épületek túlnyomó többsége elpusztult vagy átépítették.
- I. Henrik Quedlinburgban épített palotája az Ottó-kori építészet egyik legkorábbi alkotása volt. A palota már 922-ben lakható volt,[5] az uralkodót a palota kápolnájában temették el 936-ban. A kripta egy patkó alaprajzú, fülkékkel tagolt, stukkódíszítéses boltozattal fedett alacsony tér volt, amely ma a Szent Servatius-templomhoz tartozik.
- I. Ottó palotáját Magdeburgban építették fel, ez volt császári udvar legfontosabb tartózkodási helye. A palota elpusztult, csak alapfalainak maradványaiból kaphatunk képet elrendezéséről. A trónterem egy, két oldalán apszisokkal bővített lépcsőtornyokon megközelíthető emeleti tér volt. Az uralkodó hatalmát hangsúlyozó emeleti trónterem kialakítása bizánci hagyományokat követ.[5] A palota összefüggő együttest alkotott a mára szintén elpusztult Szent Móric-templommal.
- A Szent Móric-templom 968-ban az érsekség székesegyháza lett. A régészeti feltárások során kiderült, hogy a templomnak átriuma, ezen kívül a keleti oldalán nagyméretű kereszthajója volt, amihez tornyokkal közrefogott apszis csatlakozott, alatta kriptával. A hosszház nyugati végén is volt egy kripta, fölötte szentélyt vagy westwerket alakítottak ki.
- Magdeburg katedrálisát, az Ottók birodalmának egyik központját 955-ben kezdték el építeni, és a Karoling-kor hagyományait követve az építkezéshez Rómából szereztek be oszlopokat, márvány- és porfírtömböket.[6] Az építkezés egészen a 11. század közepéig tartott, majd 1208-ban egy tűzvész teljesen elpusztította a templomot.[6] A katedrális valószínűleg egy háromhajós bazilika volt, a hosszház két végén kereszthajóval és kórussal, egy keresztelőkápolnával, átriummal és a keleti kereszthajónál egy toronypárral. Az épületet feltehetően falfestményekkel is díszítették.[6]
- A mainzi katedrális – amely mérete alapján egyike lehetett a Ottó-kori építészet legmonumentálisabb alkotásainak – 1009-ben, felszentelésének napján, egy tűzvészben teljesen elpusztult.[6] Hosszházának nyugati végén vele T alakot alkotó kereszthajót emeltek, a szentélye háromkaréjos alaprajzú volt. Az épület keleti oldalán, a tornyok között kialakított apszis egy kripta fölött emelkedett.
- Trier 934 és 952 között épült Szent Maximiusznak szentelt kolostorát francia katonák rombolták le 1674-ben.
- Bamberg katedrálisát valamikor 1004 és 1012 között kezdték el építeni, majd a 13. században szinte teljesen átalakították.
- Köln számos templomát I. Brúnó kölni érsek érsek alapította 953 és 965 között. Ezek közül a Szent Antalnak ajánlott templomot Gero érsek idejében fejezték be 969 és 976 között, majd először a 12., később a 13. században jelentősen átépítették.

### A gernrodei Szent Cyriakus-templom

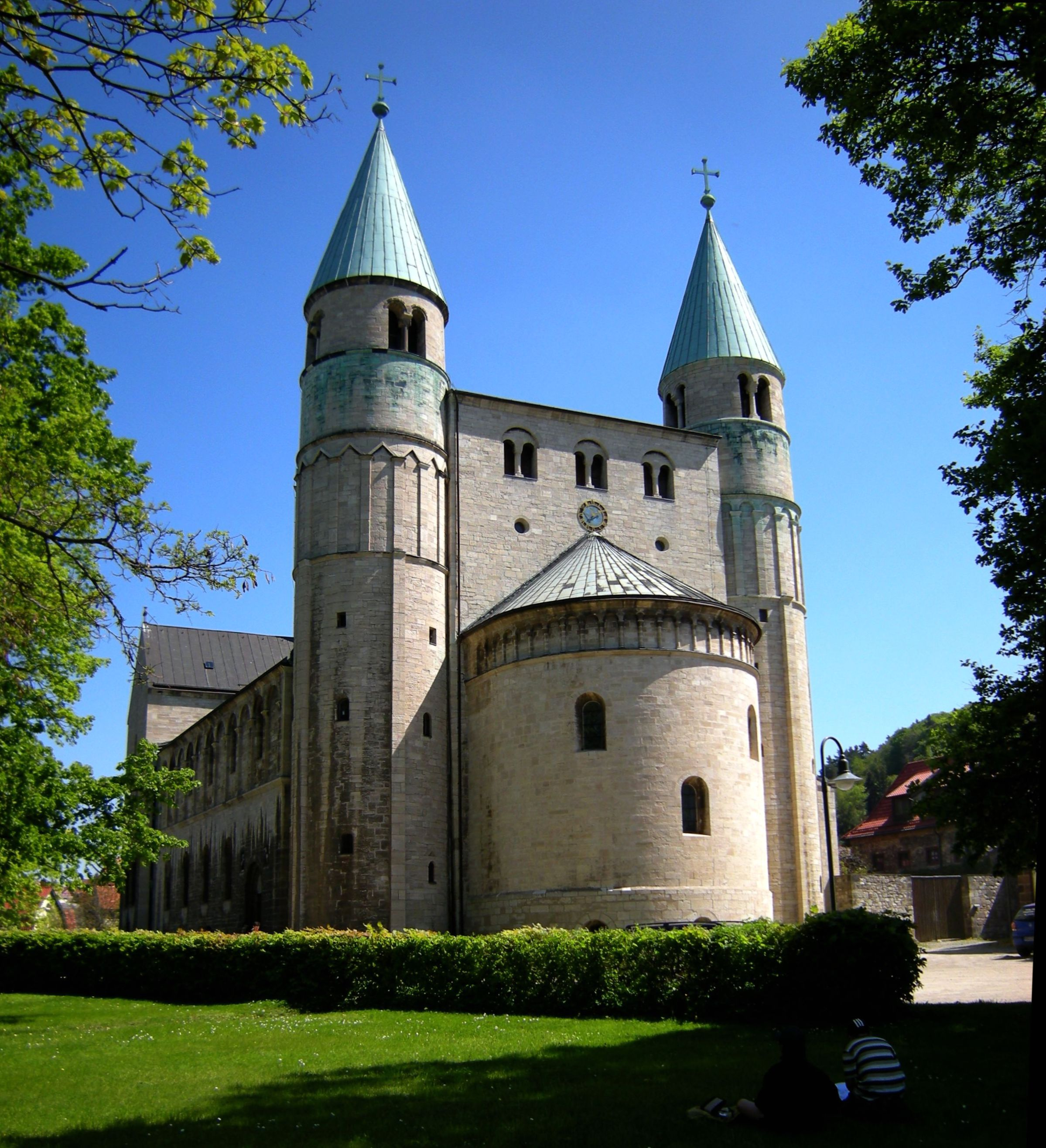
A gernrodei Szent Cyriakus-templom

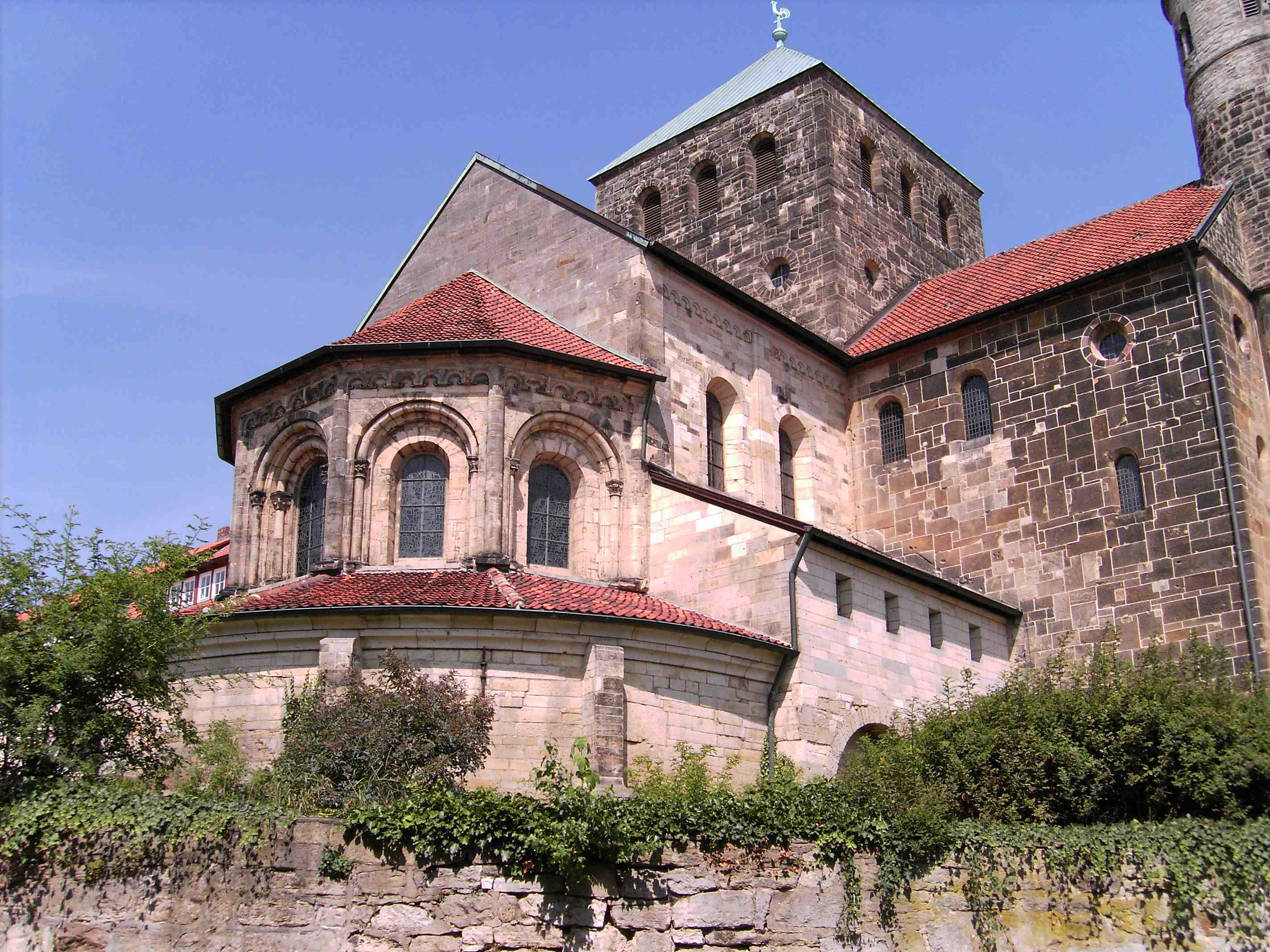
A hildesheimi Szent Mihály-templom kriptája

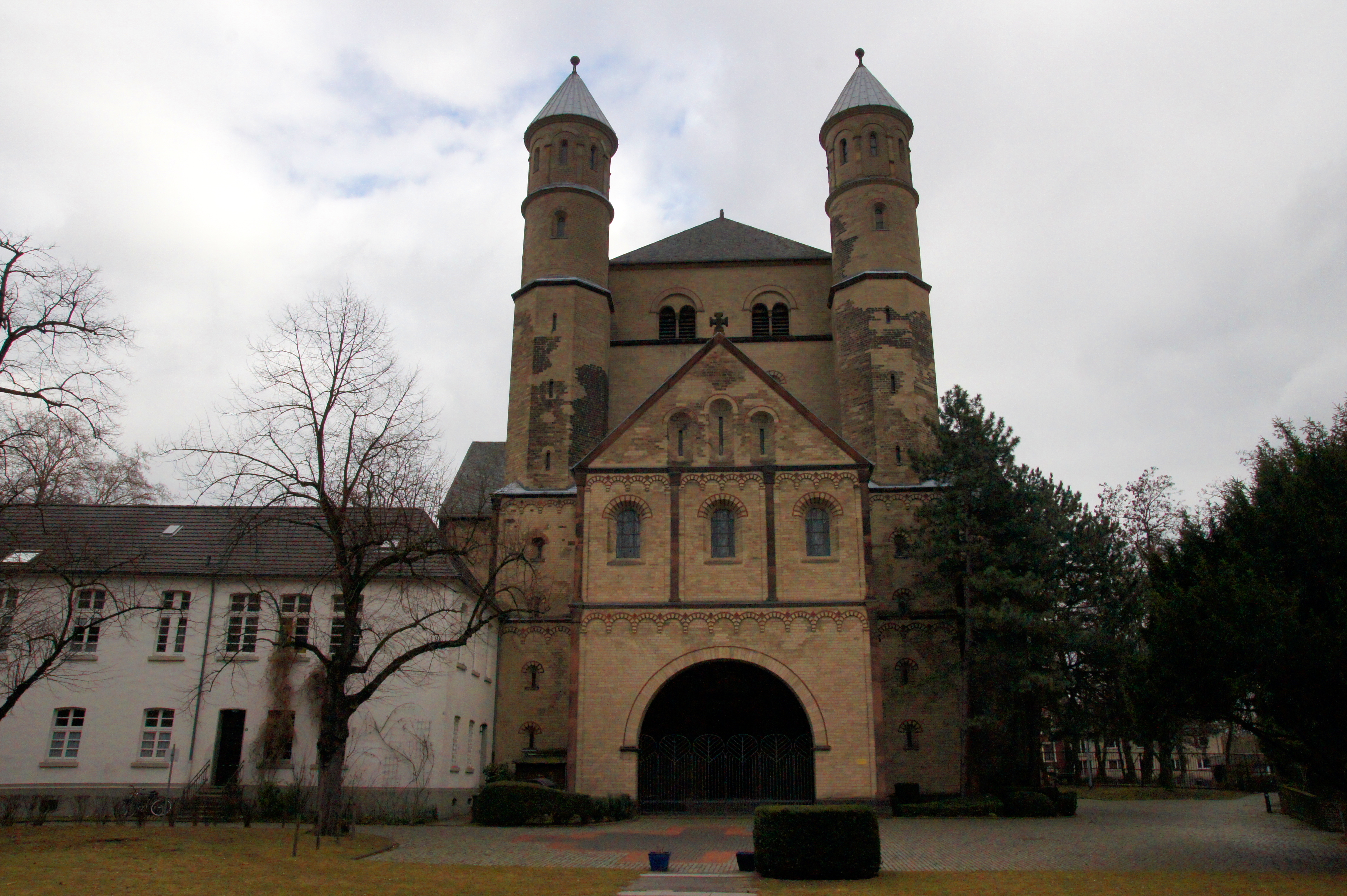
A kölni Szent Pantaleon-templom westwerk része

A szászországi építészeti fellendülés egyik első emléke a gernrodei Szent Cyriakus-templom. Ez az Ottó-kori építészet legrégebbi fennmaradt alkotása. Az itteni apácakolostor alapítója Gero palotagróf, I. Ottó császár egyik legközelebbi bizalmasa volt. A 961 körül alapított kisméretű női apátsági templom építését a 10. század végén fejezték be. A templom az alapító halálakor még nem volt kész, a hosszházat és a nyugati részt II. Ottó, majd Theophanu császárné támogatásával fejezték be.
Szerkezete hasonlít a nagy püspöki székesegyházak felépítésére, figyelemre méltóak vastag falai, amelyek így a külső oldalon vakárkádok kialakítását tették lehetővé. A templom háromhajós, keleti végén 'T' formájú kereszthajóval és a kereszthajóhoz csatlakozó három apszissal. A főapszis alatt egy kriptát alakítottak ki, ahova később az alapítót temették. A hosszház nyugati végén eredetileg karzat volt, amelyet két hengeres torony fogott közre. Ezt a részt a 12. században szentéllyé alakították át. A karzat az Ottó-kori építészetben újdonságnak számított, előképe vagy a bizánci építészetből, vagy Róma 7. századi templomépítészetéből származik. A főhajót nagyméretű összefüggő falsíkok határolják, amelyeket a pillérek zárópárkánya és a karzat könyöklője vízszintes zónákra oszt. Az épület külsején, ott, ahol ma is az Ottó-kori épületrész látható, alig van tagolás. A kor építészetének jellemzője a lábazat hiánya, így az épületek olyan benyomást keltenek, mintha közvetlenül a földből nőnének ki. A templom tengelye kissé megtörik, a keleti kereszthajó nem pontosan derékszögben csatlakozik a hosszházhoz, ami az építők még hiányos tudásáról árulkodik. A kereszthajóból lépcsők vezetnek a szentélybe valamint a szentély alatt kialakított csarnokkriptába. Az oszlopok és pillérek váltakozó használata ritmust ad a főhajó falának. Ezek a váltakozó oszlopok és pillérek a szász építészetben sokáig uralkodó támváltás alapformáját mutatják. A főhajó falának közepén felállított négyszögletes pillér a hosszházat két egyenlő részre bontja. Ez a tagolási rendszer a karzaton is megfigyelhető, ahol három boltívpár felel meg a földszint egy boltívpárjának. Figyelemre méltó, hogy ez a tagolási mód nem folytatódik a gádorfalba bevágott ablakokon.

### A hildesheimi Szent Mihály-templom
Az Ottó-kori építészet egyik legjelentősebb emléke a hildesheimi Szent Mihály egykori apátsági templom. Az épület az Ottó-kori művészi fejlődés egyik csúcspontjának tekinthető. A templomot Bernward hildesheimi püspök (993–1022) alapította, aki a bizánci származású Theophanu császárné udvarában a kiskorú III. Ottó nevelője volt, majd hildesheimi püspökként a későbbi császár támogatójává és tanácsadójává vált. Az arisztokrata származású püspök különös gonddal támogatta az építkezéseket és a művészeteket, és tudatosan törekedett arra, hogy Hildesheimben művészi központot hozzon létre. A templomot 996-ban alapította egy a városon kívül eső területen. Feltételezhető, hogy a püspök, aki többször járt Itáliában és Franciaországban, maga is részt vett az épület tervezésében. A templom a második világháborúban súlyosan megsérült, jelenlegi állapota a háború utáni újjáépítés eredménye. 1015-ben elkészült a kripta, és 1022-ben már az egész épületet felszentelték. Az templom teljesen 1033-ra készülhetett el. Egy évvel később az épület egy része egy tűzvész miatt károsodott, de a pusztítás nem lehetett jelentős, mert a templomot egy évvel később újraszentelték.
Az épület egy háromhajós síkmennyezettel fedett bazilika. Az egyszerűbb kocka alakú oszlopfők nagy részét a 12. században gazdagon díszített figurális fejezetekkel váltották fel. A hosszházhoz keleten és nyugaton is egy-egy kereszthajó csatlakozik, a négyezetek fölött tornyokkal. A kereszthajók száraiban egy-egy karzatot alakítottak ki, amelyeket a homlokzatok közepére épített tornyok csigalépcsőin közelíthettek meg. A keleti homlokzatot a három templomhajó végében kialakított apszisok tagolják. A hosszház nyugati végén, a templom padlószintjén félköríves, körüljárható kriptát építettek, és fölötte egy apszist alakítottak ki. Ezt az apszist a 13. század közepe táján átépítették. A templom változatos, összetett együttes, amely egymáshoz önálló tagokként kapcsolódó egységekből épül fel, és pontosan meghatározott arányok jellemzik. Hildesheimben a hosszház hangsúlyosabban jelenik meg, mint a gernrodei Szent Cyriakus-templomban, mivel az ott kialakított karzat helyett is összefüggő falfelület húzódik. Az épületen belül különösen hangsúlyos a két négyezet tere, amelyeknek a sarkait hasábszerű pillérek jelölik ki. Négyzetes alaprajzuk a főhajó mértékegységéül szolgált, amelynek hossza egy ilyen négyzet oldalának háromszorosa. A hosszházat a pillérek három ekkora szakaszra osztják. A négyzetes szerkesztési elvet azonban nem teljesen érvényesítették, mert a mellékhajók lényegesen szélesebbek a főhajó felénél.
Az épületet az oszlopok és pillérek váltakozása, a gernrodei Szent Cyriakus-templom építésekor már alkalmazott támváltásos szerkezet jellemzi. Ezt a pillér-oszlop-oszlop-pillér elrendezést szász támváltásnak nevezik. Az eredeti oszlopfők kocka alakja is kiemelte a falfelület síkját. A vállköveken olvasható feliratokból kiderül, hogy az oszlopokat szentek jelképeinek tekintették, akik a mennyei város szimbólumának felfogott templomépületet hordozzák. A templomot a hagyományos sík fatetővel fedték be, a gyámköveket és az íveket színezték, az apszisok falait pedig freskókkal borították. A Szent Cyriakus-templomtól eltérően az árkádok fölötti falfelület teljesen sima, csak a gádorfal ablakai törik meg a teret. Figyelemre méltó, hogy a gádorfal ablakai itt sincsenek semmiféle tengelykapcsolatban az árkádokkal.

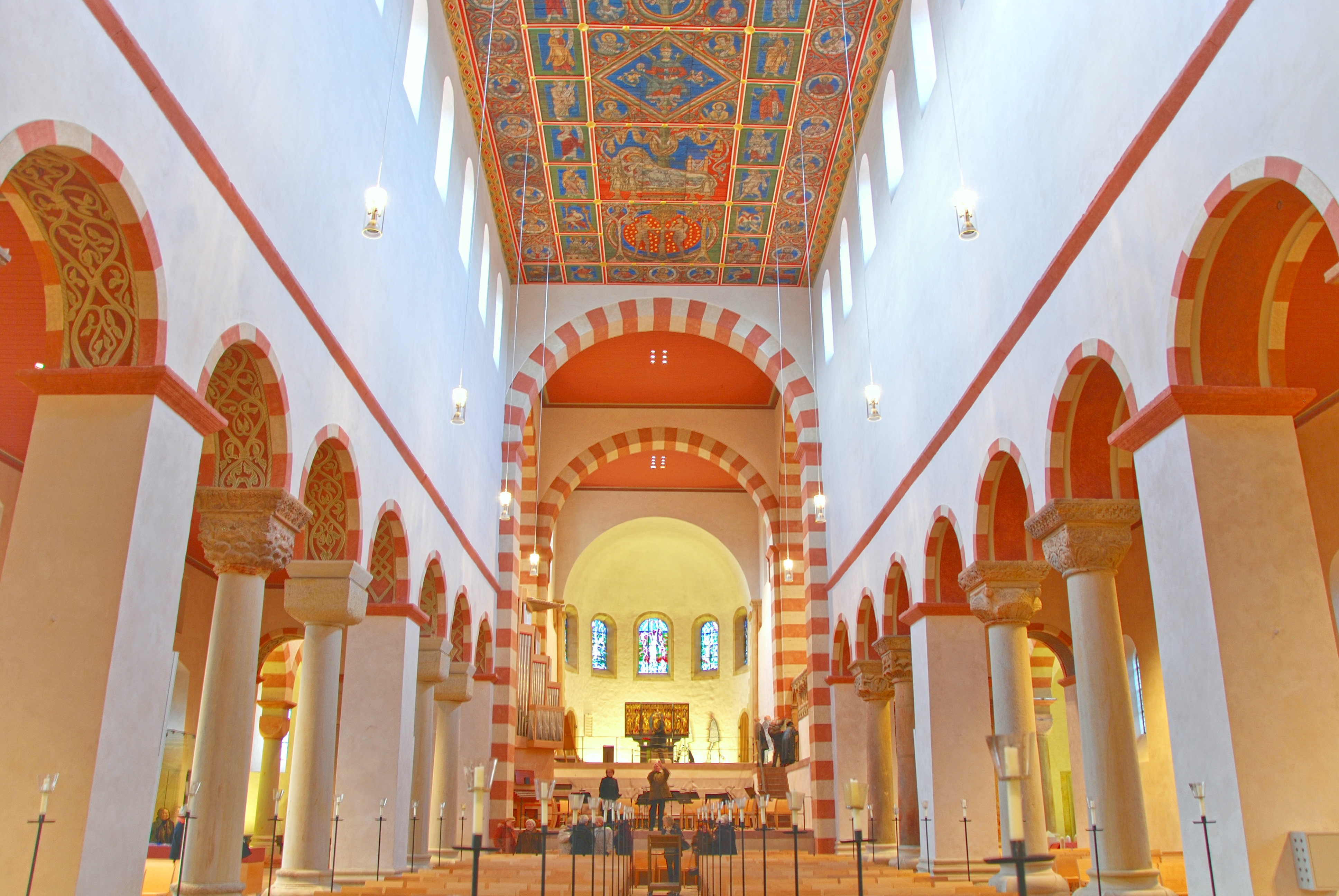
A hildesheimi Szent Mihály-templom belső tere
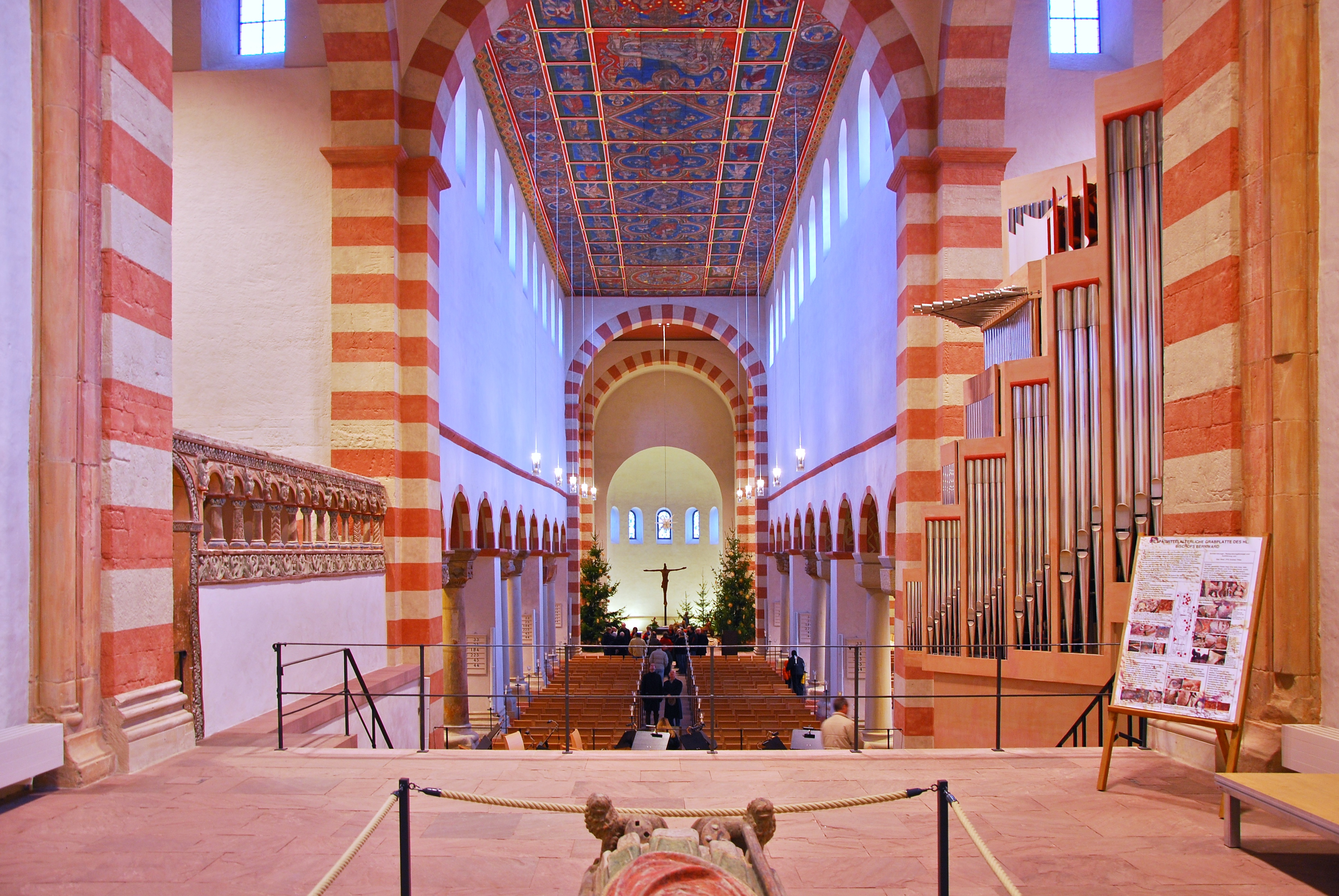
A hildesheimi Szent Mihály-templom főhajója a kórus felől
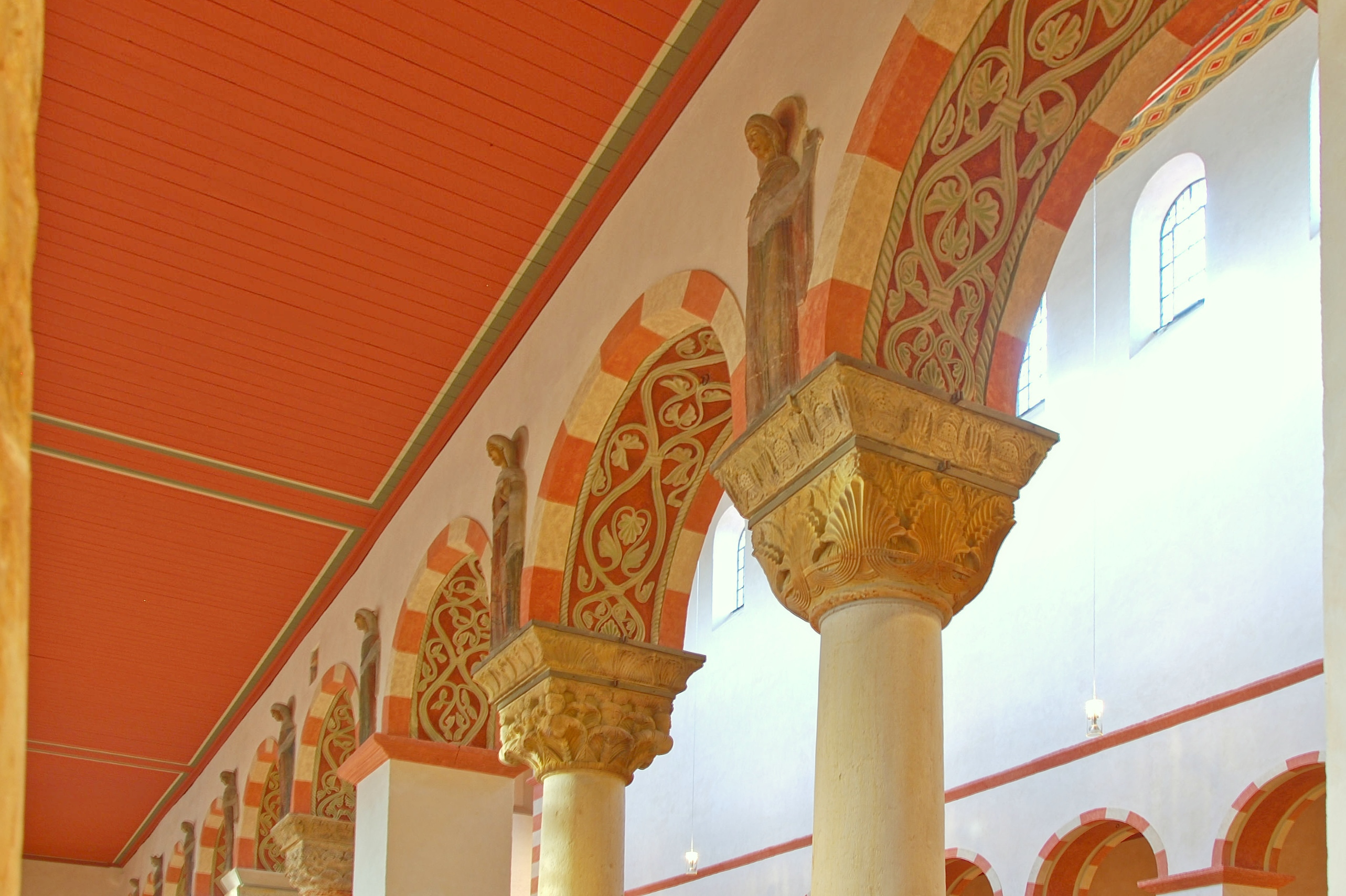
A hildesheimi Szent Mihály-templom 12. századból származó figurális fejezetei
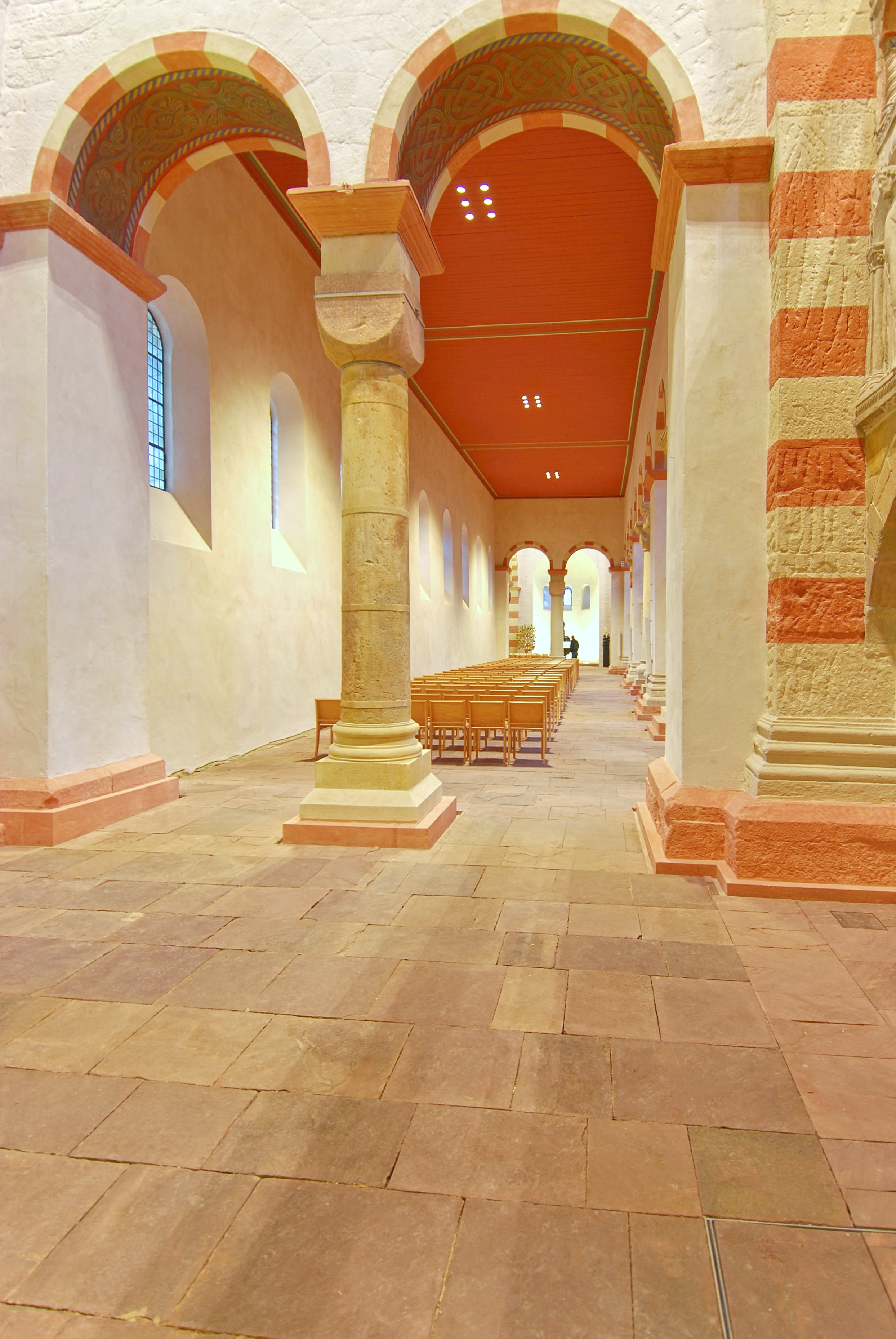
A hildesheimi Szent Mihály-templom egyik kockafejezete

### A kölni Szent Pantaleon-templom
A kölni Szent Pantaleon-templom a Karoling westwerk egyszerűsítésének egyik jelentős példája. A módosítás oka a liturgia változásában, a Karoling-kori nyugati építmények önálló funkciójának a templom liturgikus egységébe való integrálásában rejlik. A templomot Brúnó kölni érsek, I. Ottó császár testvére kezdte el építeni bencés szerzetesek számára 964-ben, és 980-ban szentelték fel. Nem sokkal felszentelése után a később itt eltemetett Theophanu császárné támogatásával elkezdték az épület bővítését.
Az egyhajós, széles hosszházzal rendelkező épület elé emelték a meredeken felmagasodó westwerket. A templomnak ez a nyugati része a négyzetes középtoronnyal és a kétszintes oldalszárnyakkal napjainkig megőrizte centralizáló jellegét. A Karoling westwerk típusa itt módosult, a földszinti kripta helyét egy bejárati csarnok foglalta el. A belső terét három oldalról karzatok keretezik, a felső kápolna a földszintre került, és egyfajta nyugati szentélyként funkcionált. Keleti oldalán sávváltásos technikával falazott széles, magas félkörívvel nyílik a templomhajó felé. Ez a westwerk teljes mértékben Ottó-kori felfogásban épült, ez felismerhető külsejének újfajta tagolásán is. A homlokzatot emeletenként párkányok tagolják, amelyeket félköríves frízek kapcsolnak össze. Ezek a frízek csak egyszerűen kiemelkednek a falból, nem konzolokra támaszkodnak, mint a későbbi épületeken. A vakárkádok és a félköríves frízek a középkori építészeti tagolás kezdeti elemei.

### Essen
Karoling építészeti gondolatok továbbélését mutatja az esseni egykori női kolostortemplom is, amelynek építését Mathilda apátnő, I. Ottó császár unokája kezdte el a 10. század végén, és valamikor a 11. század közepe táján szentelték fel. A épület hosszházát később gótikus stílusban egy csarnoktérré alakították át, a nyugati rész viszont napjainkig megőrizte Ottó-kori állapotát. A templom nyugati oldala kívülről nézve egy westwerk benyomását kelti, azonban ehelyett egy kórussal zárták le a templomhajót. Ez a típus, a westwerknek egy kórussal való egyesítése, újdonságnak számított. A kórus körülfogja a nyugati szentélyt, földszintjén és emeletén egymástól elválasztott kisméretű helyiségek csoportosulnak. Az árkádokat pillérek hordozzák, fölöttük párkánnyal elválasztva magas félköríves nyílások helyezkednek el, amelyekben oszlopok állnak. Az ívbélleteket itt is sávosan falazták, ahogy a hildesheimi Szent Mihály- vagy a kölni Szent Pantaleon-templom esetében is történt.

## Falfestészet
Az Ottó-korban számos falfestmény keletkezett, amelyekből nagyon kevés maradt ránk. A krónikákban St. Gallen, Petershausen, Reichenau, Hildesheim, Toul, Deutz, Halberstadt, Köln, Mainz, Zwiefalten, Aachen, Tegernsee, Passau, Eichstätt és Echternach városokban készült festményekre vannak utalások. A leírások az esetek túlnyomó többségében túl általánosak ahhoz, hogy a kor festészetéről átfogó képet kapjunk. A krónikákban legtöbbször csak az alkotások létezésére utalnak, például így: „Ralph, Deutz apátja képekkel díszítette kolostorát”, „Bernward, Hildesheim püspöke ragyogó és tökéletes képekkel ékesítette katedrálisát”, „Gebehard, Eichstätt püspöke csodálatos, majdnem élő képeket festetett a Szent Gertrúd-kápolnába”. A kor festészetéről ránk maradt néhány bővebb leírás is. Ezekből kiderül, hogy Gebehard püspök, amikor 980 és 996 között felépíttette Petershausen templomát, utasítást adott arra, hogy a mennyezetet aranyozott gombokkal díszítsék ki, ami a mennyországot szimbolizálta. A falakat Krisztus életéből és az Ótestamentumból vett jelenetekkel borították be. Ulrich 984 és 990 között St. Gallen apátja Mária mennybevételét és Szent János halálát megjelenítő festményekre adott megbízást. Witigowo aki 985 és 997 között Reichenau apátja volt a Madonnáról a Gyermekkel, Szent Márkról, Szent Januáriuszról, Reichenau korábbi apátjairól és szerzeteseiről rendelt falfestményeket. Ezekből az utalásokból arra következtethetünk, hogy a falfestészet fő témái Krisztus élete, ótestamentumi jelenetek, a Madonna a Gyermekkel, az evangelisták, helyi és más szentek ábrázolásai voltak.
Az Ottó-kori falfestészetből jelentősebb képciklusok San Vincenzo di Gallianóban, a Goldbachi Szent Szilvester- és az reichenaui Szent György-templomban maradtak fenn. A goldbachi és a reichenaui képciklusok szoros stilisztikai kapcsolatban állnak egymással, és mindkettő a 10. század végén vagy a 11. század elején készült. A Szent Szilvester-templom falfestményei töredékesebbek, viszont megmaradt részei kevésbé károsodtak, mint a Szent György-templom képei. A keleti falon Krisztust ábrázolták az adományozóval és annak feleségével, szentek társaságában. A nyugati falon Krisztus csodatételeiből mutattak be jeleneteket. A kórus falán egy másik művész apostolokat ábrázolt párosával, ahogy eredetileg a trónon ülő Krisztus mellett állnak. Krisztus ábrázolása megsemmisült, amikor a kórus falában egy gótikus ablakot építettek be.

### A reichenau-oberzelli Szent György-templom képciklusa

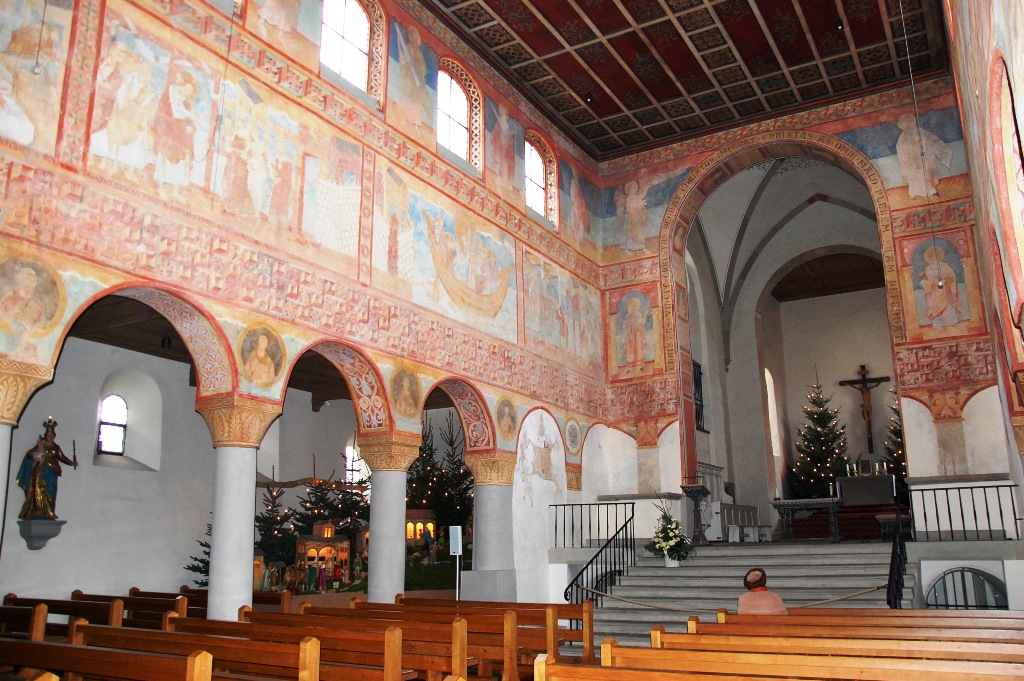
A reichenau-oberzelli Szent György-templom belső tere a képciklussal

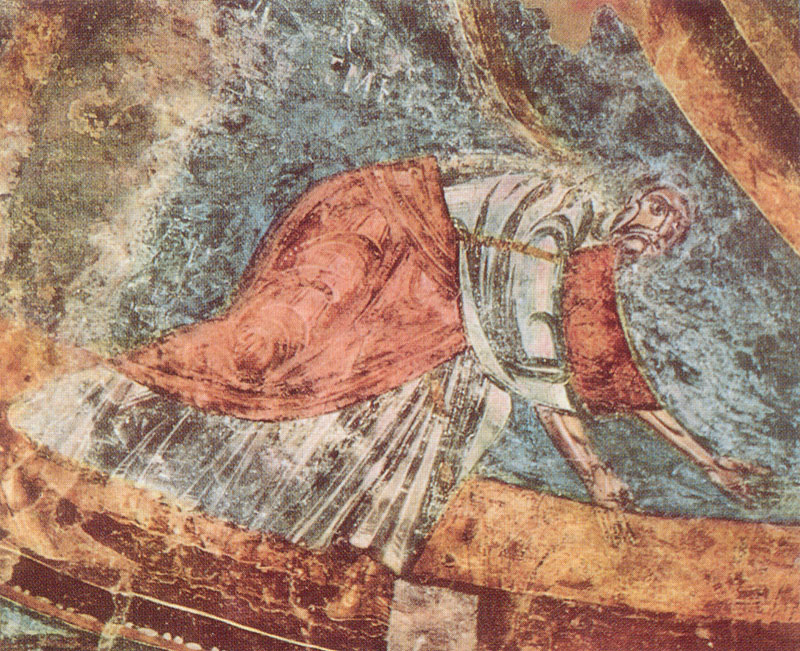
Jeremiás próféta, San Vincenzo di Galliano temploma

A templom a reichenaui apátsághoz tartozó szentélyek és kápolnák hálózatának egyik tagja volt. III. Ottó apát a 10. század fordulóján alapította, hogy méltóképpen el tudják helyezni az apátság egyik értékes kincsét, Szent György fejereklyéjét. A templom egy háromhajós, bazilikális elrendezésű épület. A festményciklus 993 és 1002 között készülhetett, stílusa a közeli St. Gallen és Konstanz templomait díszítő festményekéhez lehetett hasonló. Egy jelenleg Bernben őrzött, a 9. század végéről származó kéziratot a festményciklushoz hasonló módon a szereplők közötti tér kihangsúlyozásával, egyedül álló alakokkal, vagy csoportokkal díszítettek. A kórus, az oldalhajók és a nyugati fal festményei megsemmisültek, így a freskóciklus nem teljes.
A festmények a főhajó falán három sorba rendeződnek. Az árkádok közötti háromszögekre a kolostor apátjait ábrázoló medalionok kerültek, legfelül, az ablakok között próféták alakjai láthatók. A középső, legjelentősebb sávban Krisztus csodatételeit jelenítették meg. A jeleneteknek az ilyen sávokban való elrendezése az ókeresztény bazilikák díszítésére vezethető vissza. A festmények színei visszafogottak, a kompozíciók kiegyensúlyozottak. Amikor eltávolították a képekre felhordott vakolatot, akkor derült ki, hogy bár a felső festékréteg elpusztult, az alakokat plasztikussá tévő fény- és árnyékhatások megmaradtak és a ruhaszegélyek körvonalai is felismerhetők. A képek fokozatosan halványuló háttere zöld, kék vagy okkersárga színű. Az átfestések és restaurálások okozta károk ellenére is világos, hogy az ábrázolások bizánci mintákat követnek. A csak szimbolikusan megjelenített épületek és a városok felülről történő ábrázolása olyan 10. századi bizánci kódexekkel hozható kapcsolatba, mint például II. Baszileiosz Bibliája. A képeket függőlegesen keskeny, vízszintesen szélesebb meandermotívumokból és geometriai formákból álló keret veszi körül. A középső sávban ábrázolt nyolc jelenet: a gerázai megszállott meggyógyítása, a vihar lecsendesítése, a vak meggyógyítása, a leprások meggyógyítása, egy ifjú feltámasztása, Jairus lányának meggyógyítása, a vérfolyásos asszony meggyógyítása és Lázár feltámasztása. Minden képen Krisztus áll a kompozíció középpontjában, ahogy határozott kézmozdulatot tesz. A jeleneteket úgy alakították ki, hogy a történések azonnal felismerhetőek legyenek.
A reichenaui festmények nem bizonyítják egy helyi festőiskola létezését, ugyanis a forrásokban nincs utalás arra, hogy a képek helyi mesterek alkotásai. Ezt támasztja alá, hogy Konstanzi Geberhard megyés püspök világi művészt bízott meg a petershausei apátság falfestményeinek elkészítésével, pedig az apátságot a reichenaui kolostortól 983-ban megvásárolt földterületen alapította. A falfestők folyamatosan vándoroltak, tudomásunk van róla, hogy a reichenaui festmények keletkezésének idején egy itáliai művész német területen dolgozott, egy német festő pedig Angliában.

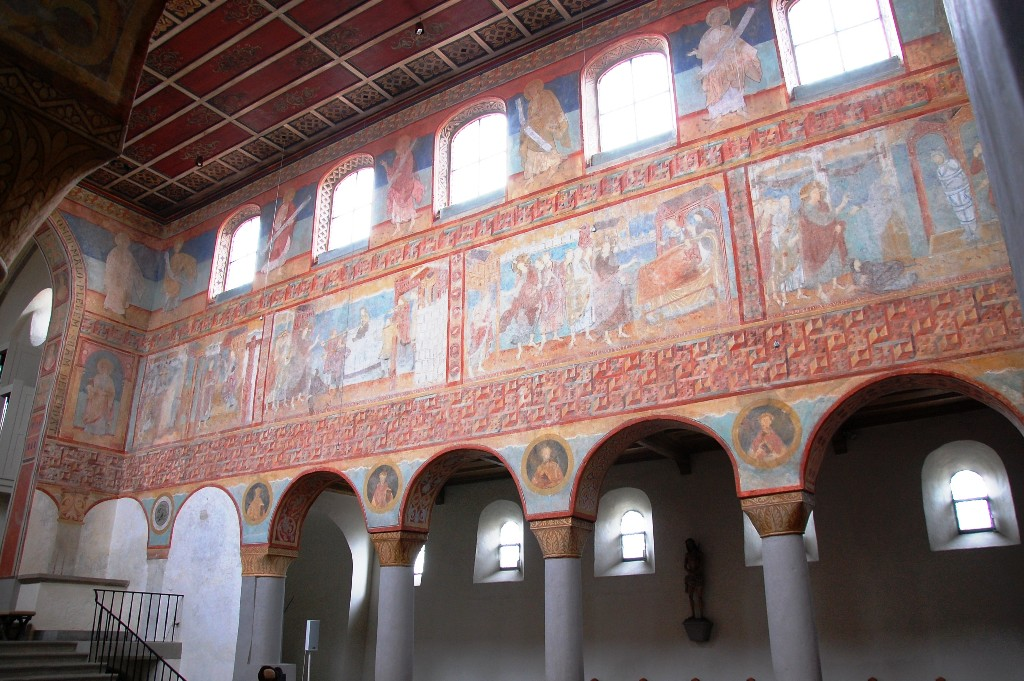
A reichenau-oberzelli Szent György-templom festményei, részlet
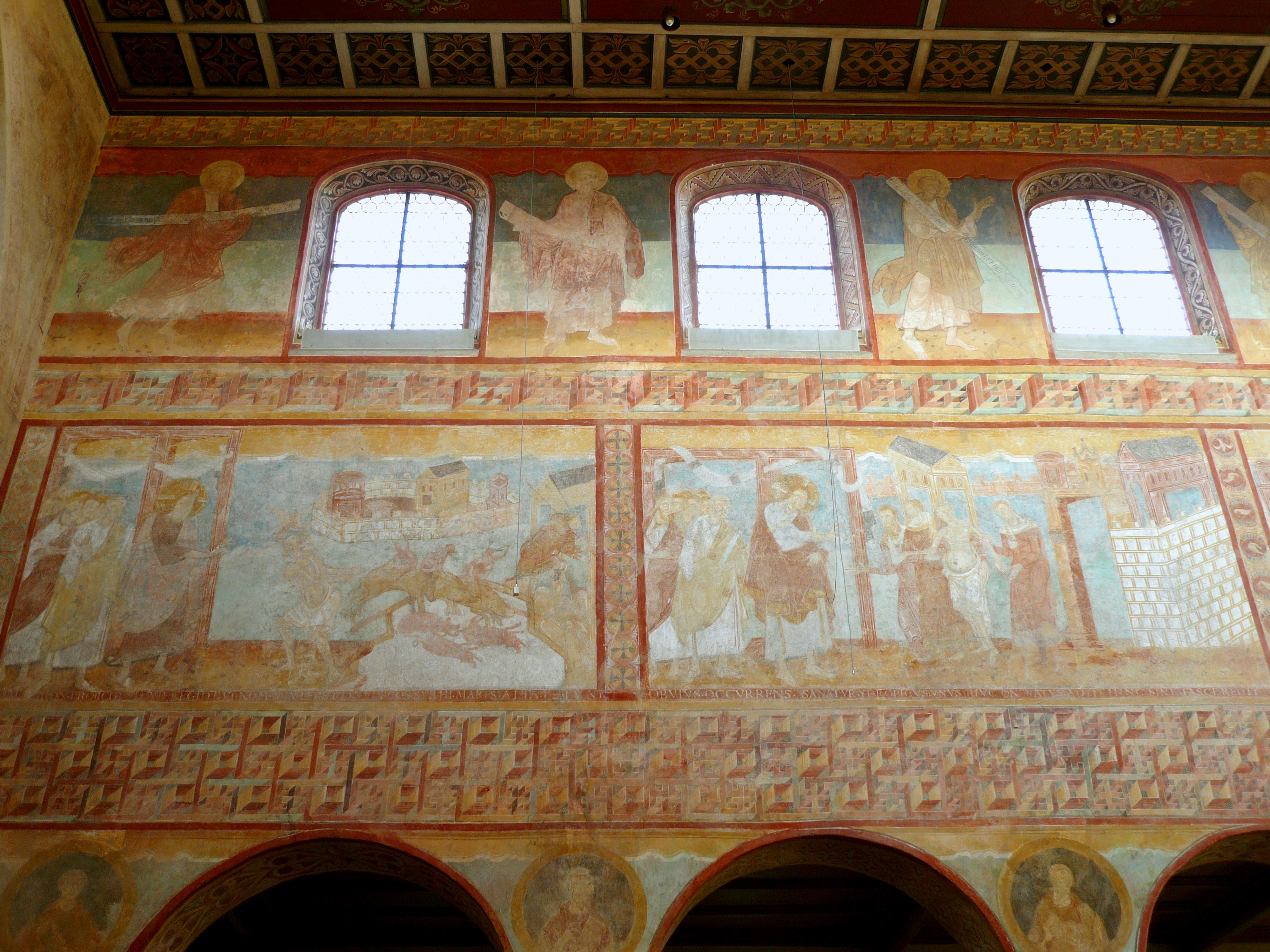
A reichenau-oberzelli Szent György-templom festményei, részlet
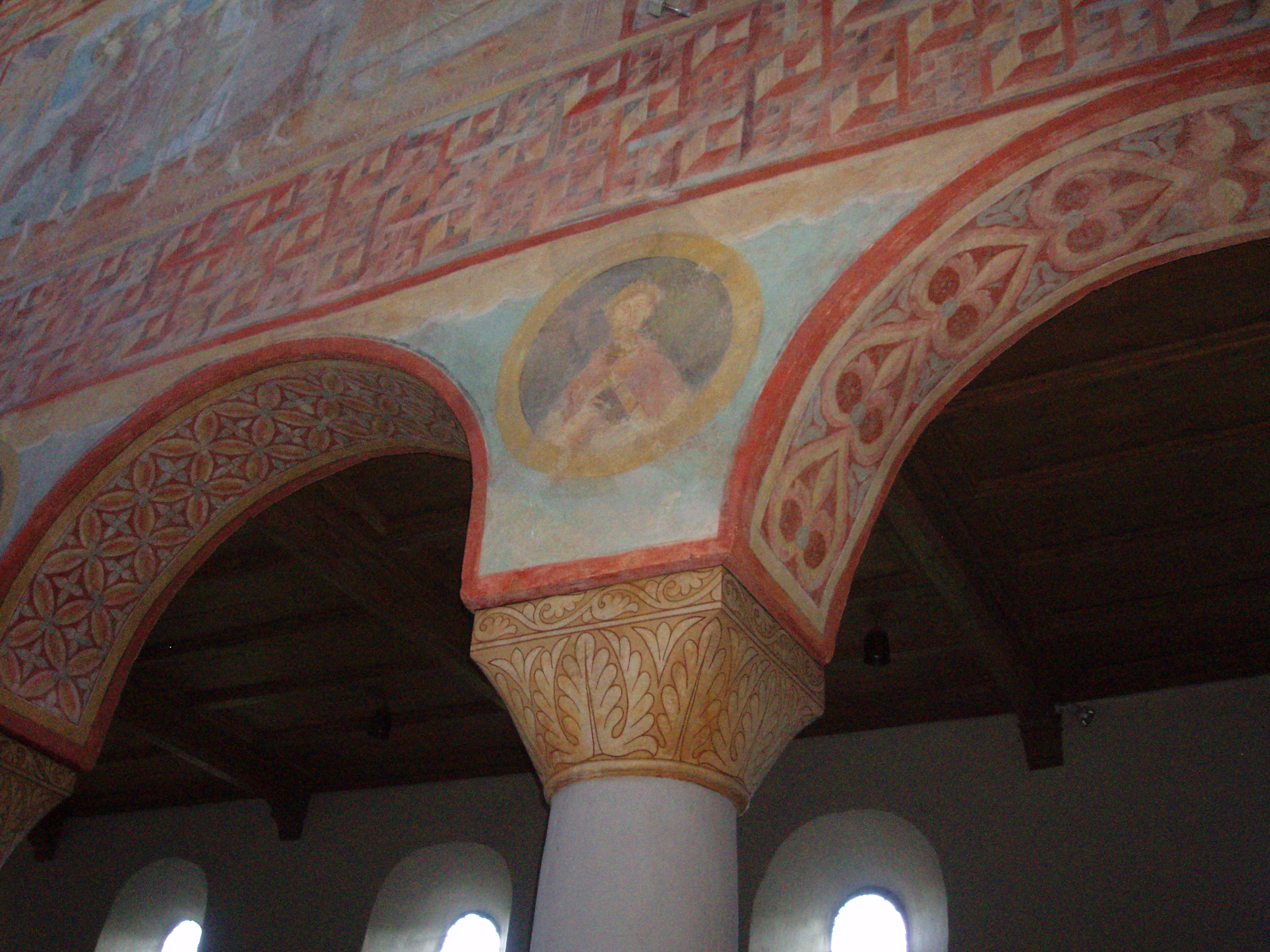
A reichenau-oberzelli Szent György-templom festményei, részlet

### A San Vincenzo di Galliano-templom falfestményei
Talán az Ottó-kori festészet legszebb ciklusa maradt fenn a Comói-tó közelében található San Vincenzo di Galliano kis templomának apszisában. A korábban épült templomot Ariberto, Milánó későbbi érseke hozatta rendbe és szentelte újjá 1007-ben. A felszentelésről egy felirat emlékezik meg, ami eredetileg a templom képciklusához tartozott. Ez a felirat az érsek „portréjával” együtt jelenleg a milánói Ambrosiana-könyvtárban található. Ebből arra következtethetünk, hogy a falképek is 1007 körül készültek. Az apszisban egy álló Krisztust ábrázoltak mandorlában, tekercseket tartó angyalok között, emlékeztetve mindenkit az utolsó ítélet napjára. Bár az angyalok öltözéke bizánci jellegzetességeket mutat, az alakok ábrázolásában nem érvényesülnek ezek a hatások. Az erőteljes arcvonások, a nagyméretű szemek, a ruhák leegyszerűsített, mégis kifejező formája az Ottó-kori művészetnek jellegzetes elemei. Jeremiás és Ezékiel próféták monumentális, masszív, szándékosan stilizált alakjai ugyanezeket a stílusjegyeket hordozzák.

## Könyvfestészet

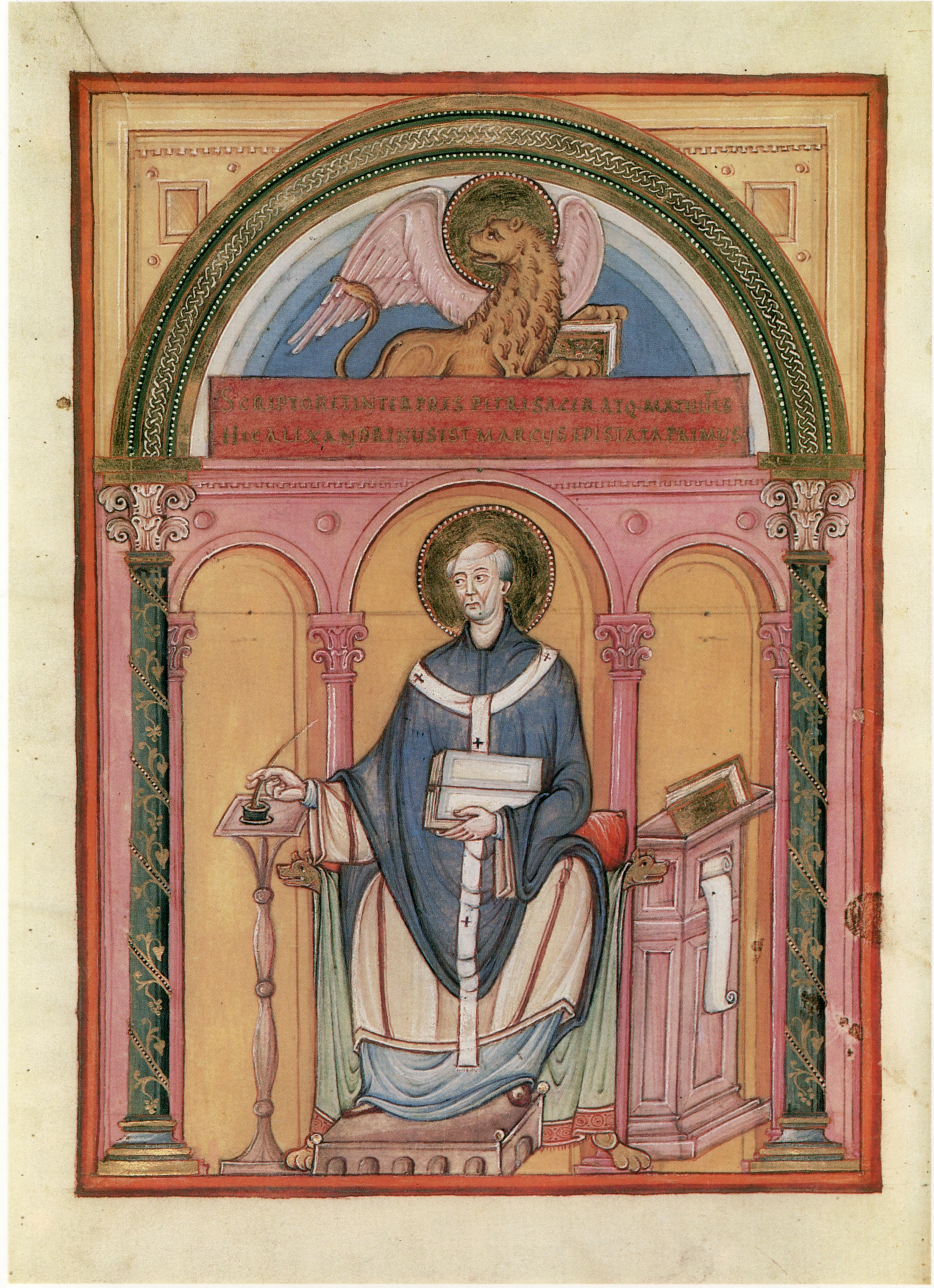
Sainte Chapelle evangeliárium Máté evangélistát ábrázoló miniatúrája, a Registrum Gregorii mesterének alkotása

Az első Ottó-kori kéziratok bizonyíthatóan a Karoling-korból származó kódexek másolatai voltak, ami a művészet 900 körül bekövetkezett hullámvölgyével magyarázható. A részekre szakadt Frank Birodalom politikai nehézségei bénítóan hatottak a művészeti tevékenységre. Csak az Ottók alatt szilárdult meg ismét a császári hatalom, ami kedvezően hatott a fejlődésre, de a könyvfestészet újbóli felvirágzásának kiváltója leginkább a szükségessé vált vallási és kolostori reform volt. A már létező vallási központokat újjászervezték, ezenkívül újakat alapítottak. Ezeknek a központoknak liturgikus könyvekre és templomi berendezési tárgyakra volt szükségük, amelyekre jelentős összegeket fordítottak, részben egyszerű felajánlásként, részben azért, hogy a helyi közösség fontosságát hangsúlyozzák. A templomok számára készített tárgyak olyan jelentőségre tettek szert, hogy a krónikákban egy püspök vagy apát jelentőségét úgy ítélték meg, hogy milyen kincseket adományozott a templom számára.
A könyvfestészet központjai a kolostorok voltak, ahol kezdetben karoling mintákat vettek alapul, majd később a miniatúrafestészet a korábbi mintákhoz képest sokkal ünnepélyesebbé vált. A Karoling-korban készült Ada evangeliárium (Trier) bizonyíthatóan hatott a II. Ottó számára 983 és 987 között díszített Registrum Gregorii alkotójára. Ugyanez a művész feltehetően ismerte a tours-i iskolából származó olyan kódexeket, mint a Vivian-Biblia, amelynek motívumait felhasználta a Sainte Chapelle evangeliárium készítésekor. A kódexen a karoling előkép klasszicizáló stílusa hűvös formai zártsággá és eleganciává változik. A Karoling-korból származó Lorschi evangeliárium a Gero-kódexre hathatott Maiestas Domini képével és evangelista ábrázolásaival.
A megrendelők tisztában voltak a műtárgyaknak a közösségre gyakorolt hatásával, ezért a könyvfestészetet arra is felhasználták, hogy legitimálják az uralkodó osztály hatalmát. A kéziratok dedikációs képein nagy hangsúlyt fektettek a főpapok státuszának kihangsúlyozására és az uralkodók hatalmának megjelenítésére. Például III. Ottó evangeliáriumában a trónon ülő császár a birodalom tartományait megszemélyesítő alakok hódolatát és ajándékait fogadja. Az Ottó-kori kéziratok világossá kívánták tenni az uralkodó hatalmának isteni eredetét. II. Henrik császár szakramentáriumának egyik miniatúráján a császárt személyesen Krisztus koronázza meg, miközben két karját szentek tartják magasban, és kardját valamint lándzsáját angyalok hozzák az égből. Fokozza a hatást a császár testtartása, amely egy miséző püspökére emlékeztet. III. Ottó evangeliáriumának egyik rossz állapotban lévő illusztrációján az uralkodót Krisztushoz hasonlóan mandorlában ülve ábrázolták, a négy evangelista szimbólumával. Az uralkodói eszméknek ilyen szintű terjesztésével a bizánci művészet alkotásainál találkozhatunk, ahol elefántcsont-faragványokon többször is megjelenik a Krisztus által megkoronázott uralkodó alakja. Néhány Ottó-kori festmény római eredetre is visszavezethető, például azok, amelyeken a trónon ülő II. és III. Ottó császár látható. Alapjuk egy császári hatalomról szóló késő római kézirat képei lehettek, amelyekről feltehetően a 10. században másolatokat készítettek. Az ilyen típusú ábrázolások túlzóak voltak, ugyanis az Ottók hatalma meg sem közelítette sem a Karoling uralkodók, sem a bizánci császárok hatalmát.
Az Ottó-kori könyvfestészet a Karoling-korhoz képest sokkal kevésbé állt császári ellenőrzés alatt. Az Ottó-korban a helyi kolostori iskolák már nem játszottak olyan fontos szerepet, mint a korábbi évszázadokban. Jelentősen megnövekedett a művészetpártoló világiak száma is, az uralkodó mellett számos főnemes is rendelt értékes kódexeket. A könyvfestészet hatósugara nagyobb lett, és már nem kötődött olyan szorosan egyes központokhoz. A királyi udvar és környezete, különösen a püspökök és apátok, valamint a nemesség megteremtették a művészi hatások cseréjének lehetőségét. Az Ottók művészete birodalmi művészet volt, nem egyes területeké. Nagy Károllyal ellentétben egyik Ottó császár sem tartott fenn személyes másolóközpontokat. Amikor a császároknak kéziratokra volt szükségük, a jelentősebb kolostorokhoz fordultak, általában az olyan híresebb központokhoz, mint Trier, Echternach vagy Regensburg, bár egyes esetekben kevésbé jelentős központok is kaptak császári megbízásokat. A főpapok is gyakran rendeltek díszes kéziratokat, főleg a birodalom északnyugati területén. A Karoling-kortól eltérően, amikor a fő cél a szövegében hibátlan teljes Bibliák elkészítése volt, az Ottó-korban inkább díszes liturgikus könyvek előállítására helyezték a hangsúlyt. Mivel ezek a evangéliumokon alapultak, így a leggyakrabban előforduló kéziratok a díszesen kialakított evangeliáriumok voltak.

### Reichenau
Reichenaut a kutatók hosszú ideig az egyik legfontosabb másolóközpontnak tekintették, néhány évtizeddel ezelőtt azonban kétségbe vonták a létezését. A reichenaui kolostor komoly hasznot húzott az Ottó-császárok és V. Gergely pápa (III. Ottó unokatestvére) kegyeiből. A kolostor császári apátságnak számított, apátja csak a császárnak tartozott felelősséggel. Politikai befolyása egy püspökével, sőt időnként egy érsekével vetekedett. Egyes elméletek szerint itt volt a császári kancellária is, és az udvari művészet egyik központja lehetett. A kutatásokból azonban az derül ki, hogy a kancellária a császári udvarhoz hasonlóan folyamatosan költözött, és százhúsz év alatt mindössze kétszer volt Reichenauban. Egy másik vélemény szerint Reichenau volt az uralkodó Itáliai útjainak kezdőpontja. Ez megmagyarázná, miért itt készült néhány császári tulajdonba került irat. A kétségtelenül Reichenauhoz köthető kéziratok közepes minőségűek.
A reichenaui központtal kapcsolatban felmerült problémák:
- a feltételezett reichenaui kéziratok különböző stílusfázisokban készültek, stílusjegyeik kapcsolatba hozhatók az olyan központokban, mint Trier, Köln, Lorsch, Salzburg, Echternach készült kéziratokkal;
- a dedikációs képeken megjelenő alakok nem mindig azonosíthatók;
- amikor a donátor azonosítható, akkor általában ugyanannak a személynek a megbízásából többféle stílusú kódex is készült.

Egyelőre csak annyi biztos, hogy nincs megdönthetetlen bizonyíték az ottani központ létezésére. Reichenau valószínűleg egy kisebb jelentőségű központ lehetett, és feltételezhető, hogy a korábban reichenauinak tartott kéziratokat Trierben vagy a Lorschi másolóműhelyben készítették. Arra sincs bizonyíték, hogy a kódexek közül bármelyik is bármikor Reichenauban lett volna, ezen kívül egyik dedikációs szövegben sem említik, hogy a kézirat ott készült volna. A reichenaui központtal kapcsolatos vitát máig nem sikerült lezárni.

### Lorsch

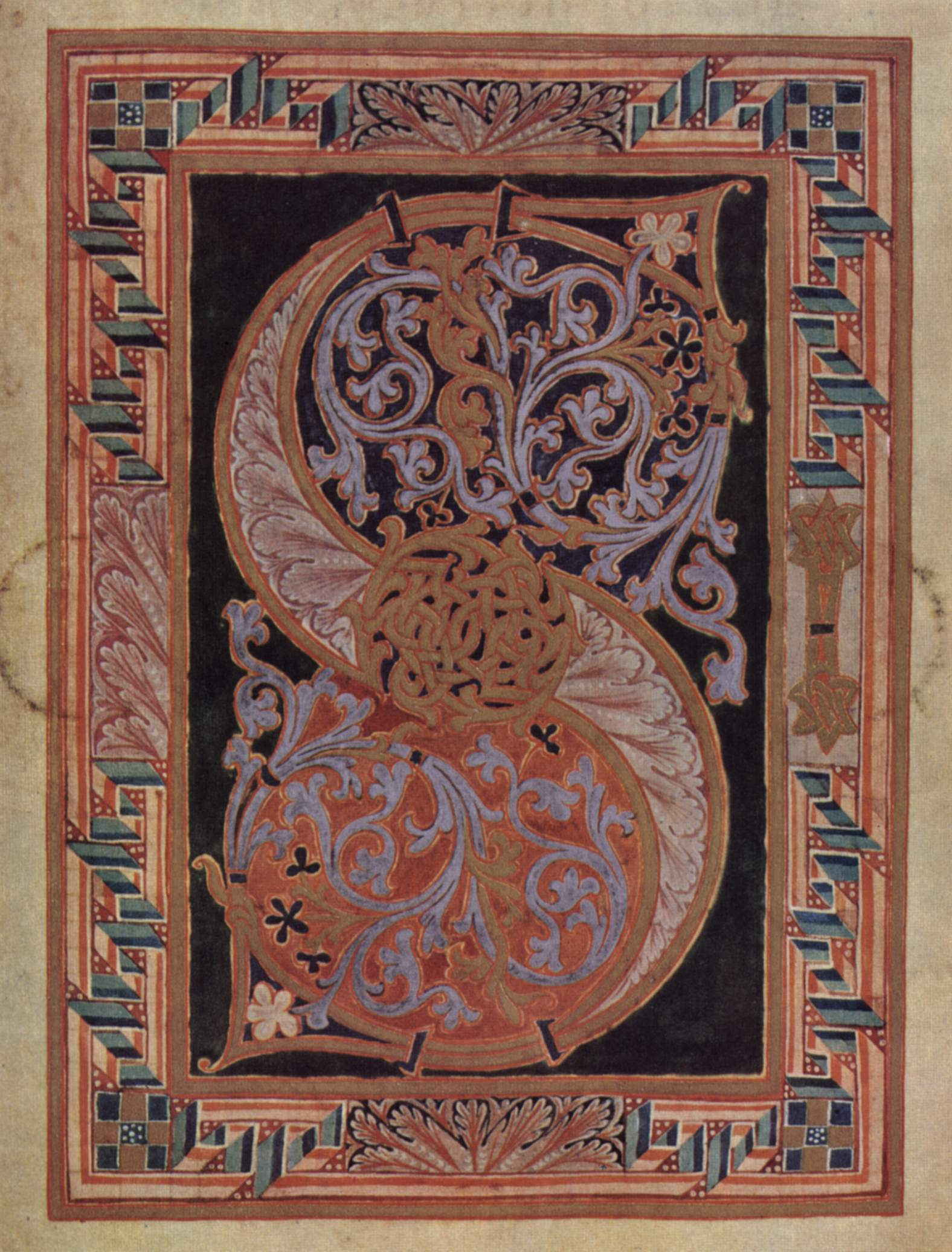
A Gero-kódex egyik egész oldalas iniciáléja

A legkorábbi ismert Ottó-kori kéziratok egy csoportját az egyik másolóról Eburnant-csoportnak szokták nevezni. A kéziratok közül három kiemelkedő jelentőségű. A legkorábbi és legszebb közülük a Gero-kódex (Darmstadt, Landesbibliothek), amelynek keletkezése 950 és 970 közé tehető. Dedikációs feliratából kiderül, hogy egy bizonyos Anno nevű másoló készítette Gero megbízásából, ajándékul egy Szent Péternek ajánlott templom számára. Bár Köln és Worms katedrálisát is Szent Péternek szentelték, ezenkívül mindkét helyen élt Gero nevű pap a kódex keletkezésének idején, úgy tűnik a célpont Köln lehetett. Az biztos, hogy egy kolostorban készült, mivel Annót a dedikációs kép szerzetesi ruhában jeleníti meg. A konkrét utalások hiánya ellenére feltételezhető, hogy a lorschi másolóközpontban készült, mert díszítése egy a 9. században Lorschban készült, az úgynevezett Ada-csoporthoz tartozó Lorschi evangeliáriumon alapul.
A hasonlóság szembetűnő a két kódex egész oldalas Dicsőséges Krisztus és János evangélista ábrázolásain. A Gero-kódex miniatúrái sematikusabbak, részleteik kevésbé kidolgozottak, és az Ottó-kori kéziratokra jellemzően élesebb körvonalúak, mégis egyértelműen a lorschi kódex képeinek másolatai. A két dedikációs kép közül az elsőn Anno átnyújtja a kódexet Gerónak, a megrendelőnek, aki a második képen felajánlja azt Szent Péternek. A második kép is karoling mintákra vezethető vissza, hasonló ábrázolás látható Hrabanus Maurus 9. századi kódexén. A Gero-kódex teljes oldalas, egymásba fonódó vonalakból álló, ezüst és arany színű, kék, zöld és bíbor hátterű iniciáléi a St. Gallenben működő másolóközpont hatására utalnak. A 10. század végére St. Gallen-i kolostor elveszítette a művészetekben és a tudományban elfoglalt vezető szerepét. A hanyatlás már a század közepén megkezdődött, Salamon apát halála után, akit kevésbé tehetséges utódok követtek. A magyarok már korábban, 925-ben vagy 926-ban megtámadták a kolostort, majd 937-ben egy tűzvész okozott komoly károkat. I. Ottó trónra kerülése után a kolostor vezetése nem támogatta a császár által elindított kolostori reformtörekvéseket, így a továbbiakban nem számíthatott császári privilégiumokra sem.

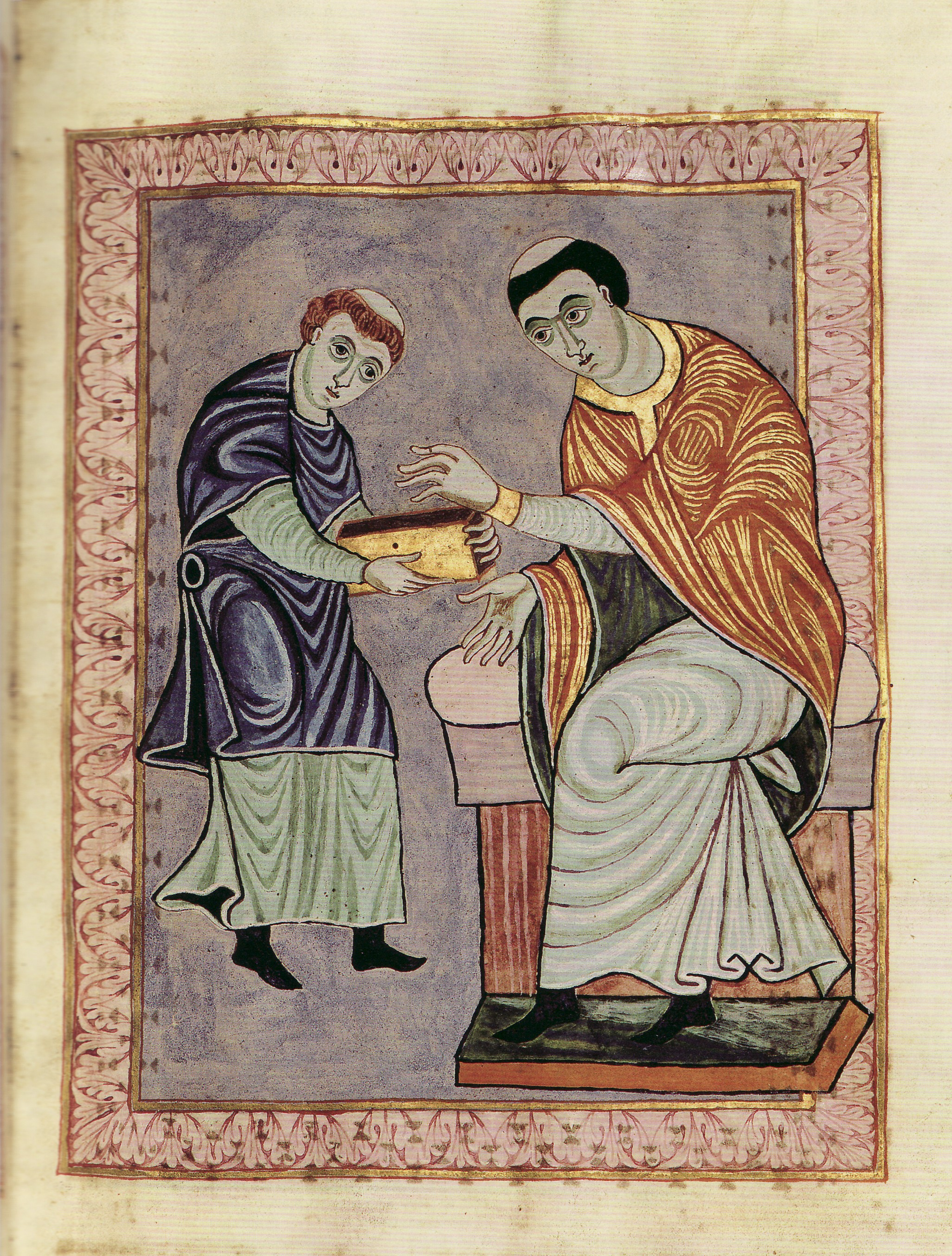
A Gero-kódex első dedikációs képe, ahol Anno, a másoló átnyújtja a kéziratot Gerónak…
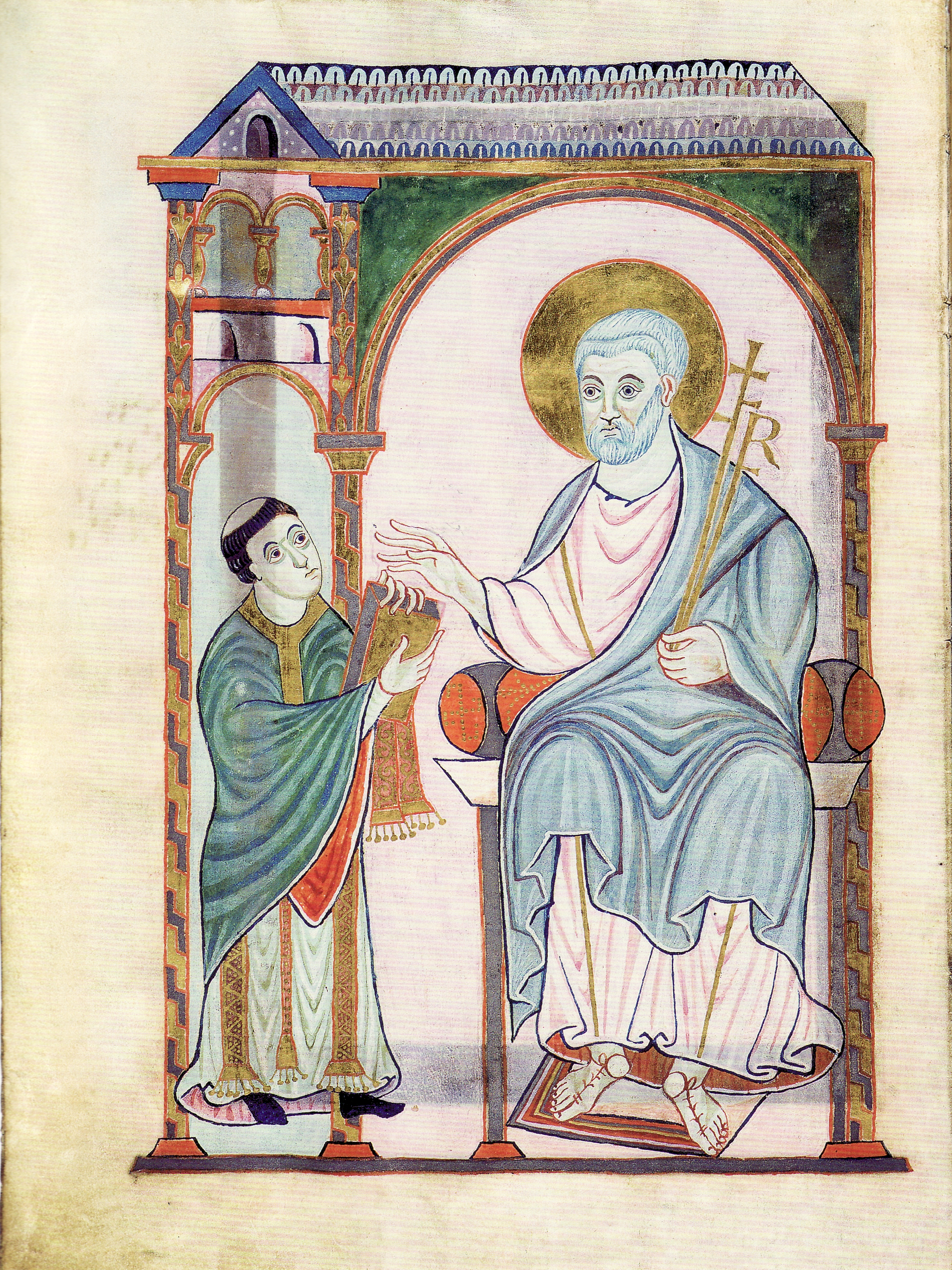
…aki a második képen felajánlja Szent Péternek

A másik két kódex szoros kapcsolatban áll a Gero-kézirattal. Az első a Petershauseni szakramentárium (Heidelberg, Bibliothek) amelynek egész oldalas Dicsőséges Krisztus ábrázolása a Gero-kódex alapján készült. A művész a miniatúrákon a körvonalakat olyan élesre rajzolta meg, hogy az alakok szinte kiemelkednek a kép hátteréből. Ez a fajta ábrázolásmód az Ottó-kori miniatúraművészet egyik jellegzetes vonásává vált. A másik Gero-kódexhez köthető kézirat a Hornbach szakramentárium, amelynek készítőjéről, a világi Eburnantról a csoportot elnevezték. A kéziratot Hornbach apátjának, Adalbertnek készítette a 10. század utolsó negyedében. A kódex származási helyére nincsenek konkrét bizonyítékok, de majdnem biztosra vehető, hogy ugyanott készült, ahol a Gero-kódex, mivel dedikációs szövegeik nagyon hasonlóak. A kézirat négy dedikációs képet tartalmaz, amelyeken nyomon követhető a kódex útja Eburnantól Adalbert apátig, az apáttól az templom védőszentjéig, tőle Szent Péterig, majd az utolsó képen Szent Pétertől Krisztusig. Az első két kép még karoling mintákon alapul, a másik kettő viszont metszet jellegű éles körvonalaival egyértelműen Ottó-kori stílusú.

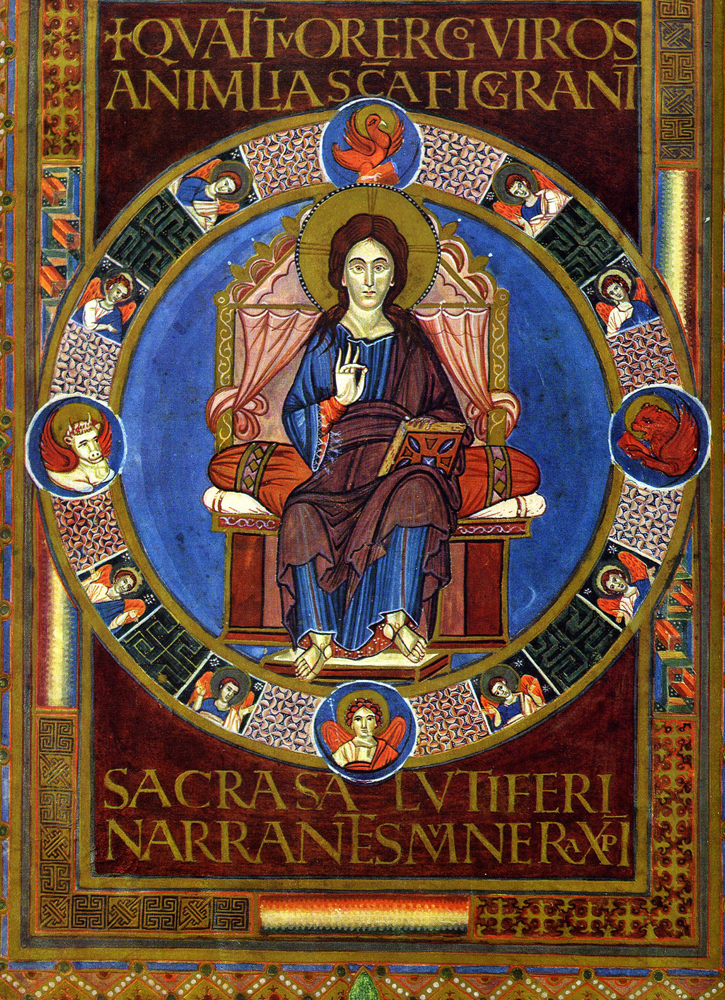
Az Ada-csoporthoz tartozó Lorschi evangeliárium a Dicsőséges Krisztust ábrázoló miniatúrája, 9. század, Vatikán, Biblioteca Apostolica Vaticana
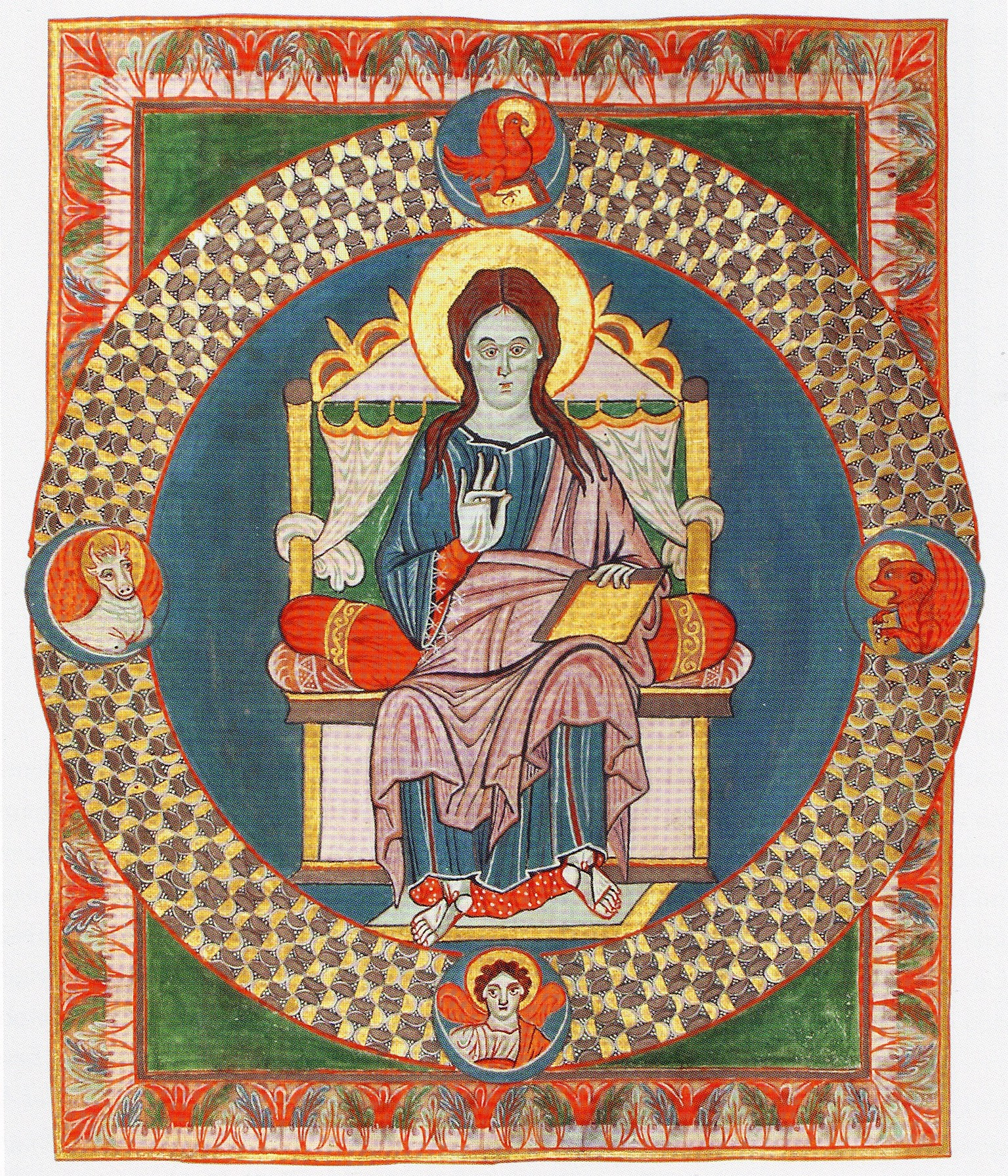
A Gero-kódex egész oldalas a Dicsőséges Krisztust ábrázoló miniatúrája
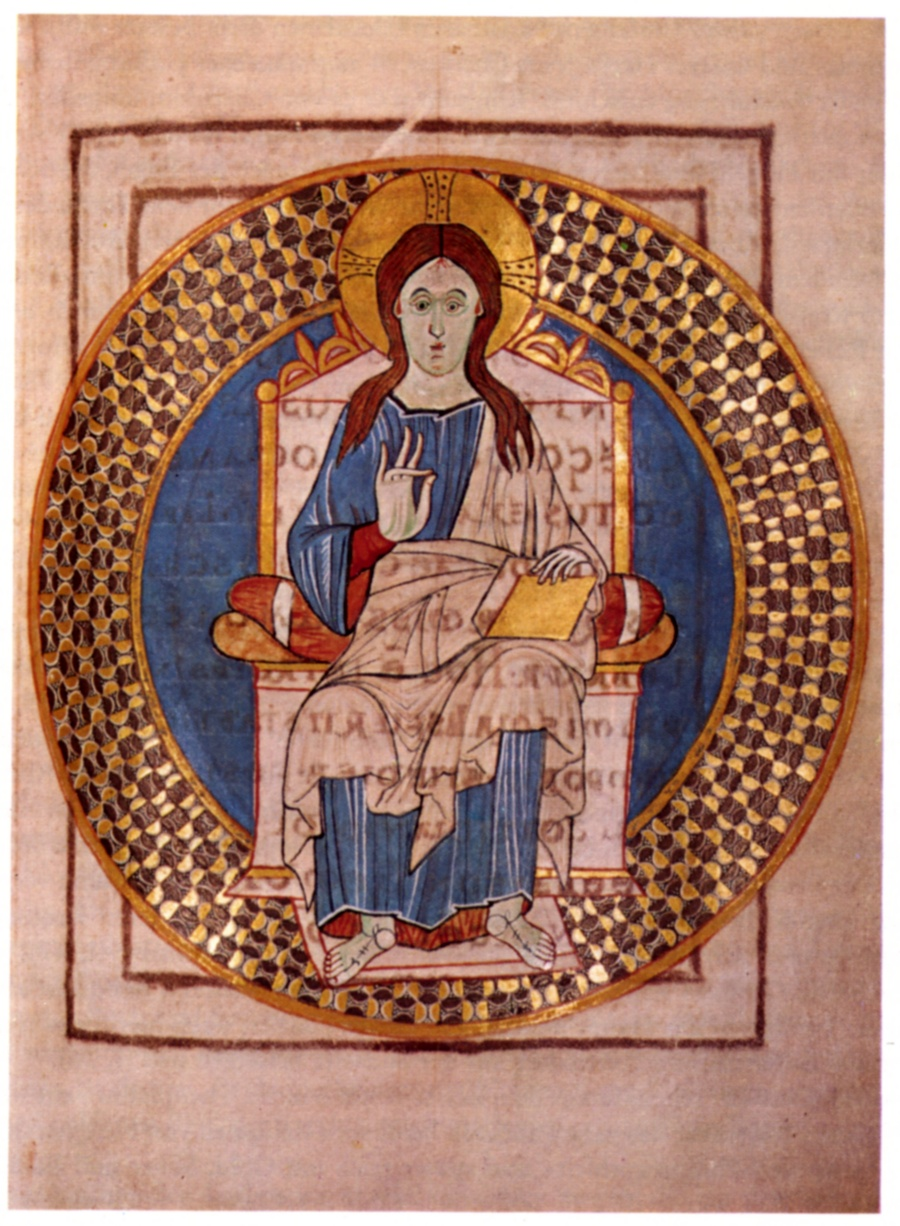
A Petershauseni szakramentárium egész oldalas a Dicsőséges Krisztust ábrázoló miniatúrája
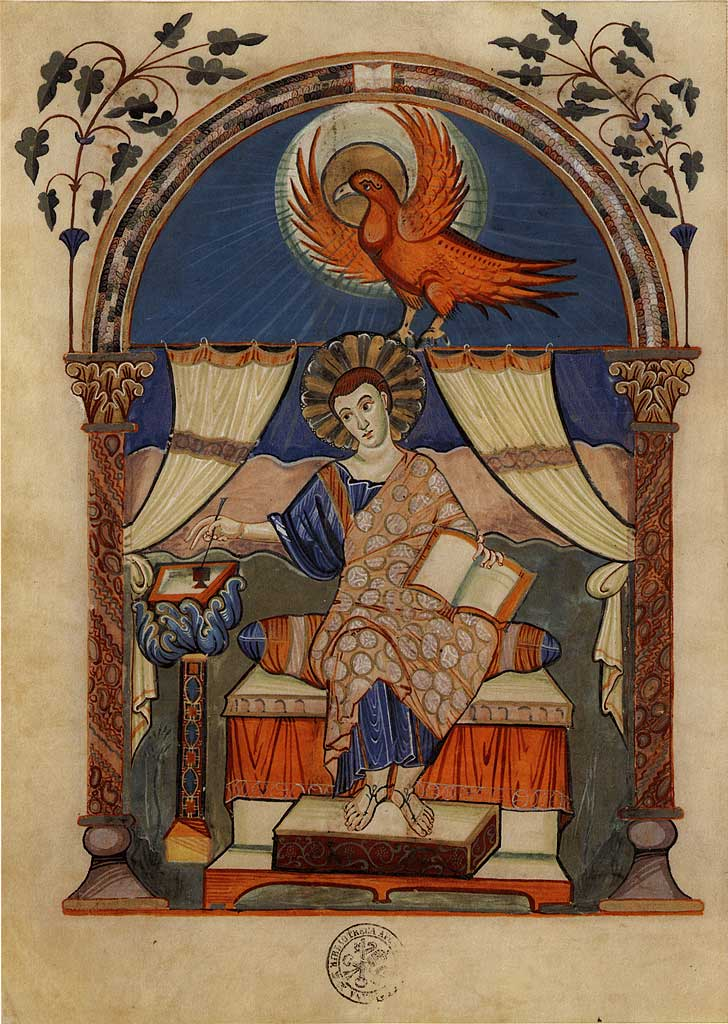
A Lorschi evangeliárium János evangélistát ábrázoló miniatúrája
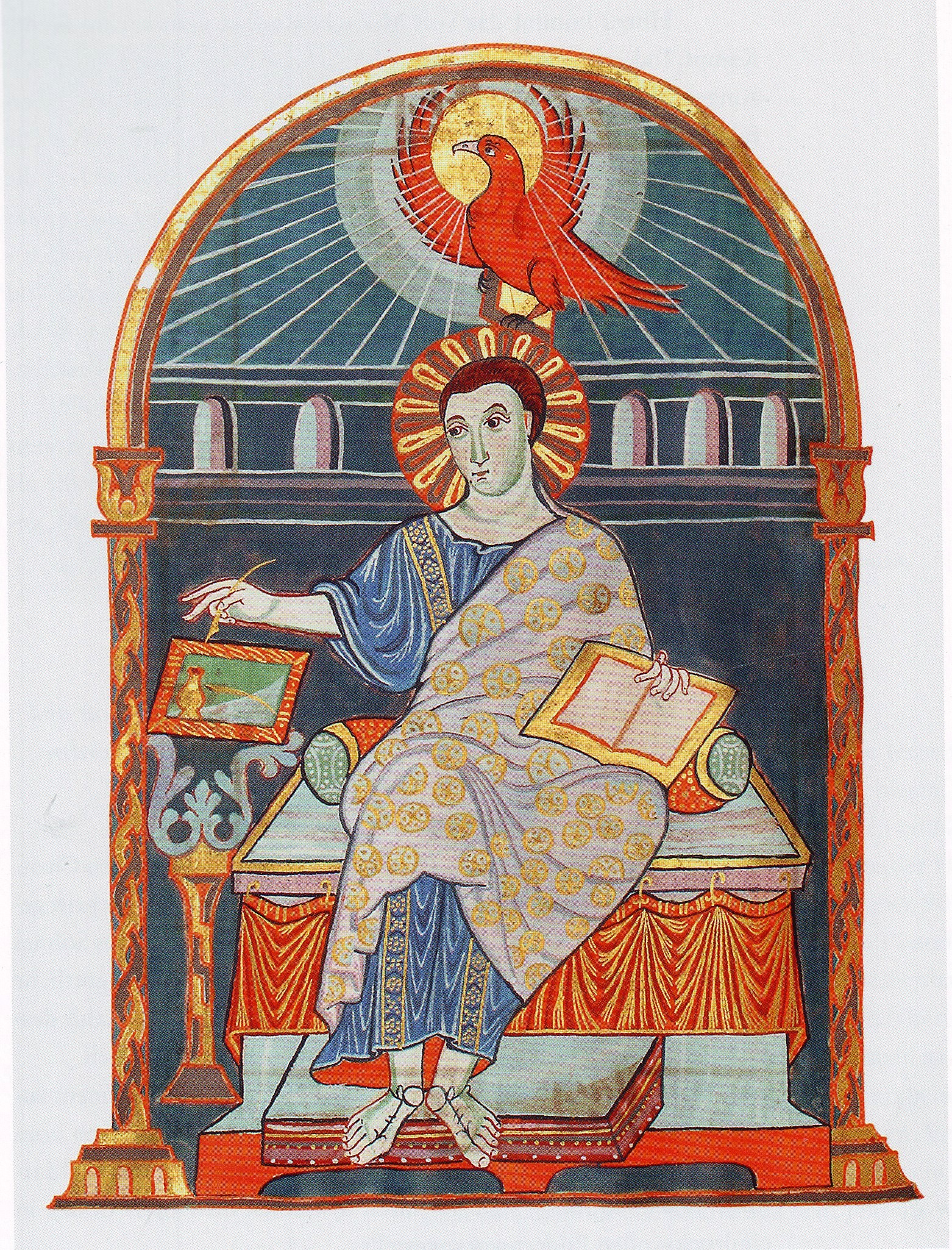
A Gero-kódex János evangélistát ábrázoló miniatúrája

### Trier
Néhány Ottó-kori kézirat feltünteti megrendelőjét, ezzel szemben készítési helyükről általában nem adnak információt. Feltételezhető azonban, hogy a megrendelők helyi műhelyekhez fordultak. Egyik leghíresebb megbízójuk Egbert volt, egy gróf fia, aki Egmont apátságában nevelkedett, 976 körül császári kancellár volt, majd 977 és 993 között Trier érseke. Egbert korában Trier az egyházi reform egyik legfontosabb központja volt. Trierből már a 940-es években szerzeteseket küldtek többek között Magdeburgba, Kölnbe és Regensburgba, hogy megreformálják az ottani kolostorokat. A 10. század második felében Triernek olyan híre volt, hogy Aachenből, Fuldából, Angliából és Flandriából is érkeztek szerzetesek tapasztalatokat gyűjteni.

#### Egbert zsoltároskönyve

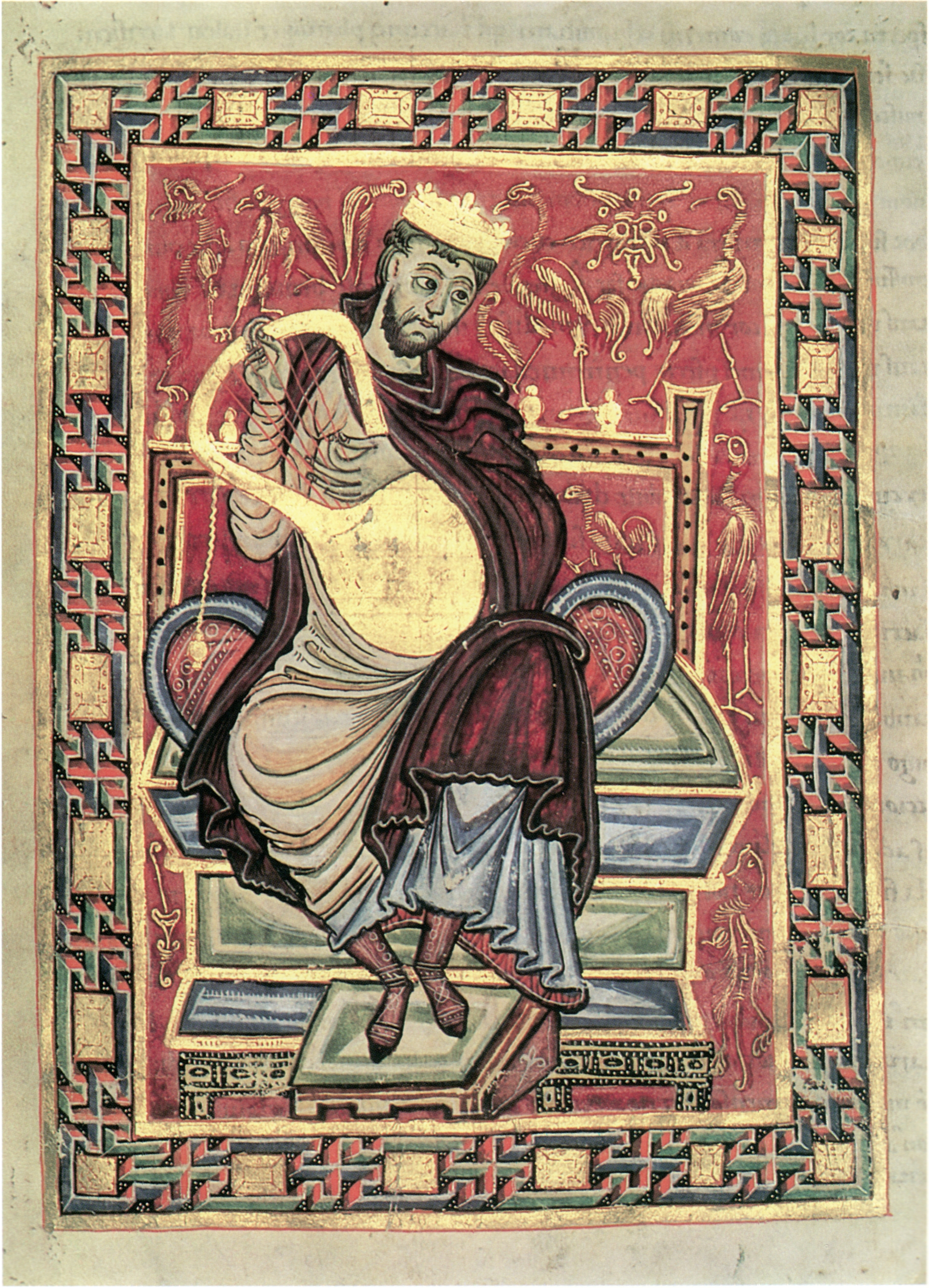
Egbert zsoltároskönyvének Dávid királyt ábrázoló miniatúrája

Egbert korának egyik leghíresebb műve zsoltároskönyve (Cividale, Museo Archeologico Nazionale), amelyet saját használatra rendelt meg. A könyv kalandos úton került Cividaléba, ahol a 13. század óta őrzik. Előtte az orosz és lengyel udvarban is volt, aztán egy sváb kolostorba került, majd egy ideig magyar tulajdonban volt, végül II. András magyar király lánya ajándékozta Cividale kolostorának 1229-ben. A zsoltároskönyv miniatúrái szebben kidolgozottak, mint az Gero-kódex illusztrációi, iniciáléi St. Gallen-i mintákat követnek. A zsoltároskönyvben maradt fenn az Ottó-kori művészet legkorábbi ismert elbeszélő újtestamentumi ciklusa. A kódex antikizáló, fekvő formátumú képeinek keletkezési helye vitatott, Trier mellett Reichenau is számításba jöhet.
A többi Ottó-kori kézirathoz hasonlóan ez a zsoltároskönyv is tartalmaz dedikációs képeket, amelyeken először a kódex készítője, Ruodprecht átnyújtja a kész művet Egbert püspöknek, aki a másik illusztráción továbbadja azt Szent Péternek. A képen Ruodprecht a bencés szerzetesek ruháját viseli, ebből kiderül, hogy szerzetes volt, de eddig személyét nem sikerült azonosítani. A korban a Ruodprecht név meglehetősen gyakori volt, a kódex készítője feltehetően egy helyi szerzetes lehetett. A zsoltároskönyv miniatúráin többféle hatás ismerhető fel. A képek stilisztikai hasonlóságot mutatnak a közeli Szűz Mária és a Mártírok-apátságban készült kéziratok illusztrációival. A trieri készítés egy másik bizonyítéka, hogy a szövegben Trierhez köthető szentekről is említést tesznek, ezen kívül a képeken számos korábbi trieri püspök „portréja” is megjelenik. A dedikációs képek és Dávid király ábrázolása még karoling mintákat követ, bár a király testtartása és energikus mozdulata túlmutat a 9. századi hagyományokon. A képeken ezen kívül világosan felismerhetők itáliai hatások is a fejformák, a testtartás, az arányok és a püspökök álló alakjainak kialakításánál. Nyugodt arckifejezésük, összeszedett mozdulataik is itáliai eredetűek, ruhájuk formája azonban dél-angliai hatást mutat, amellyel Triernek szintén voltak kapcsolatai. Az illusztrációkon kívül a zsoltároskönyv számos iniciálét is tartalmaz, ezek közül tizenöt egész oldalas. Az iniciálék ránézésre angolszász jellegűek, előképük ennek ellenére bizonyíthatóan St. Gallen-ből származik.

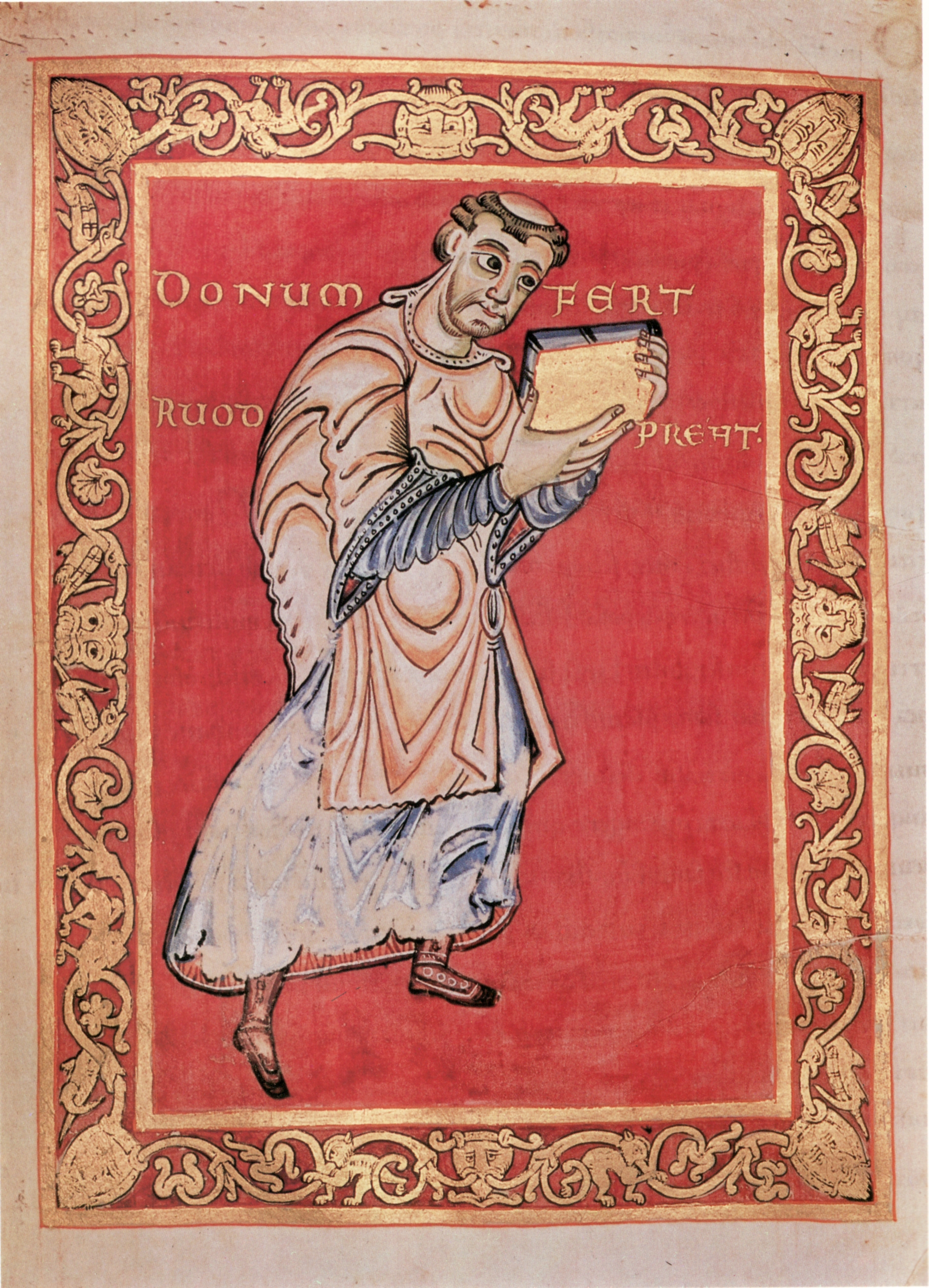
Egbert zsoltároskönyvének dedikációs képein nyomon követhető a kézirat útja. Először a másoló Ruodprecht…
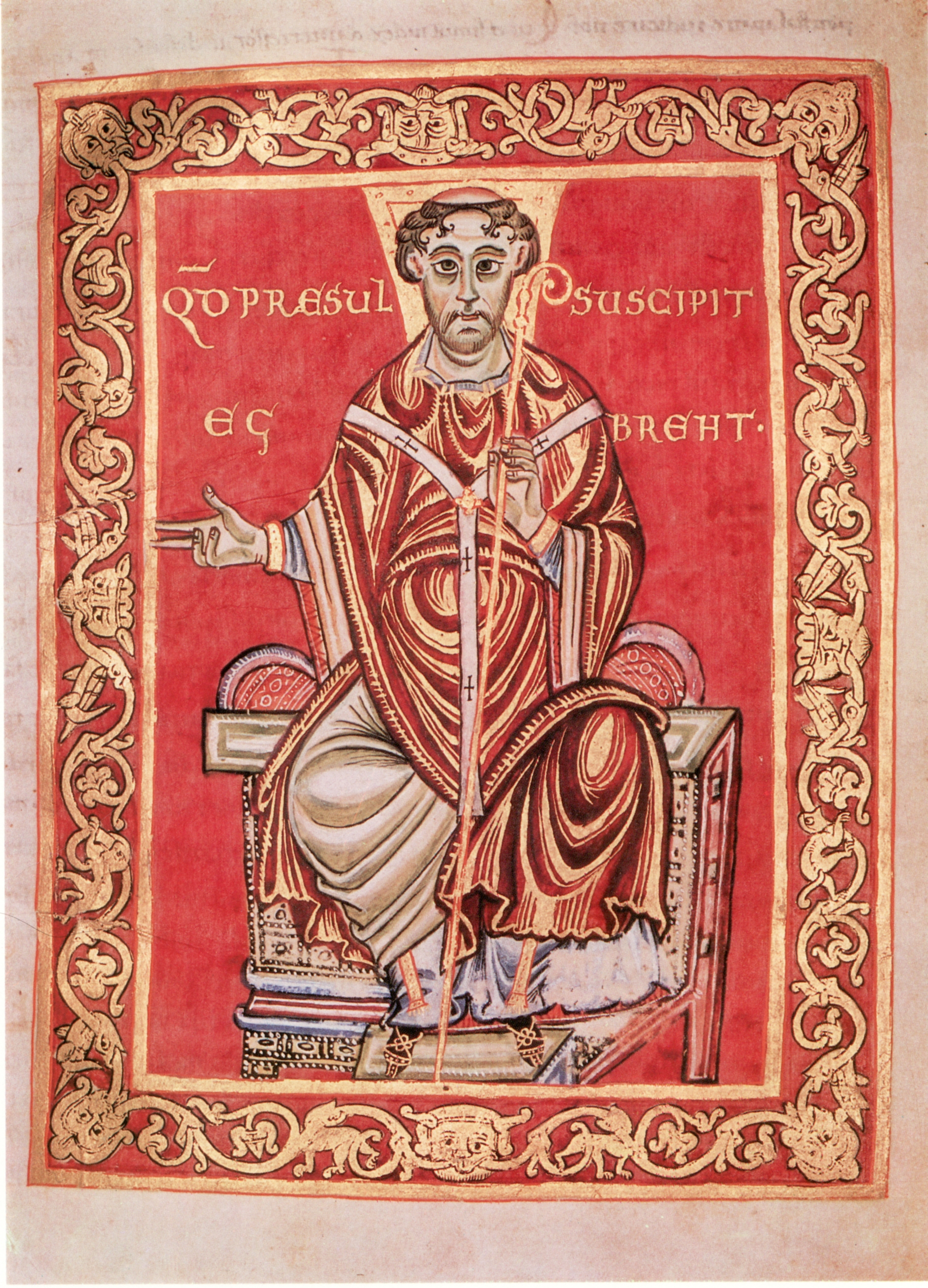
…átnyújtja a kész művet Egbert püspöknek,…
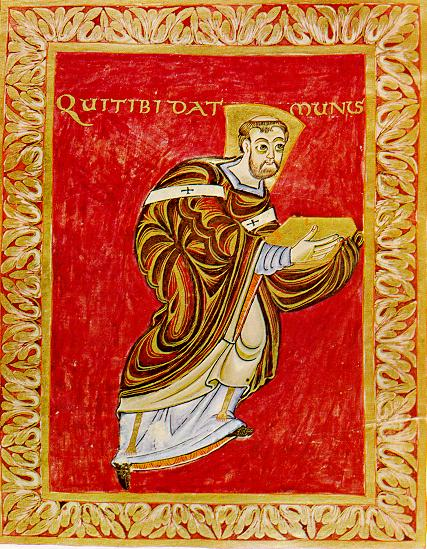
…aki továbbadja…
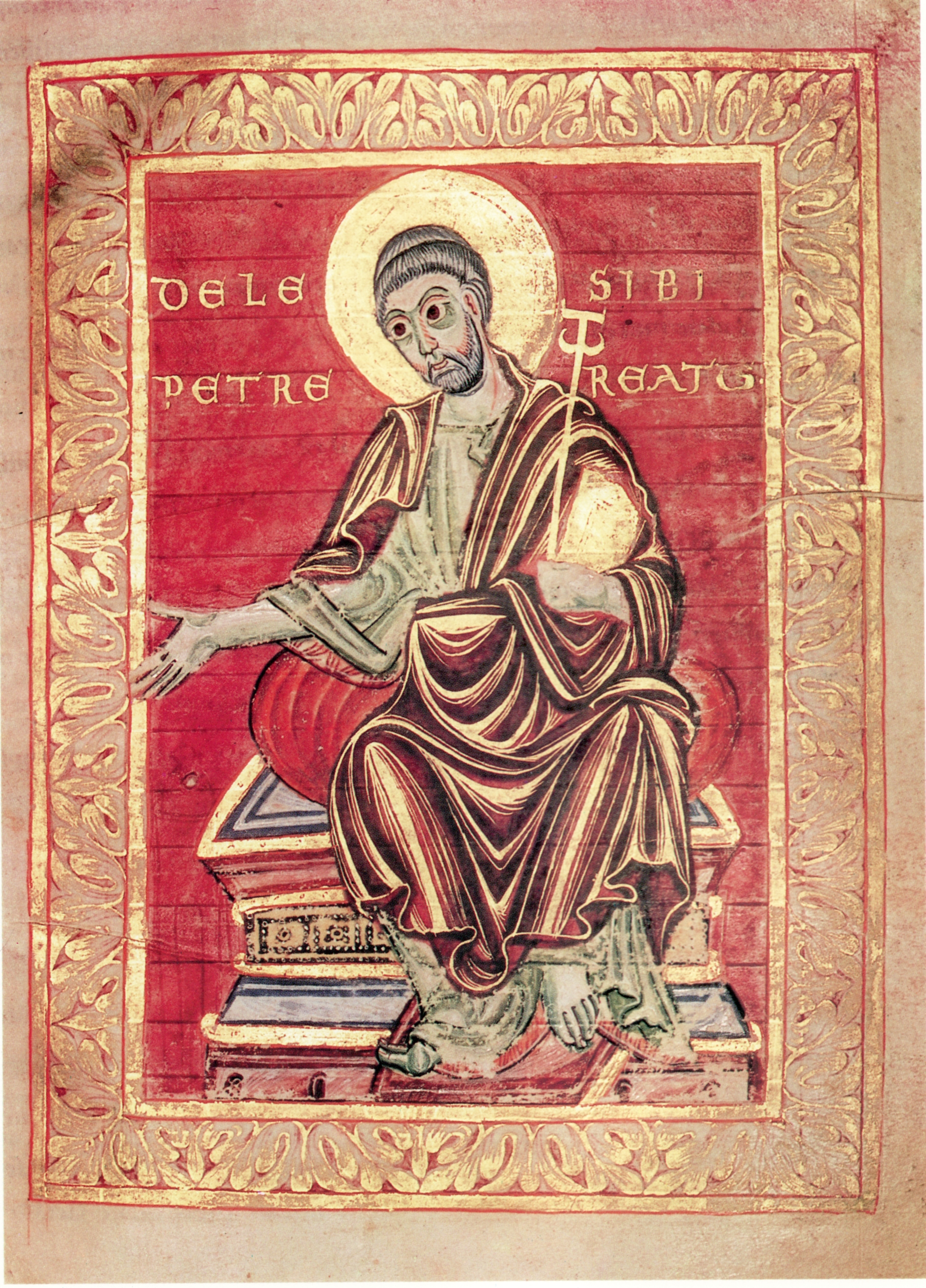
…Szent Péternek

#### A Poussay-evangeliárium
Trierhez köthető az úgynevezett Poussay-evangeliárium is, amely feltételezhetően Toulban, egy Trier fennhatósága álló egyházmegyében készült Szent Gerard püspök részére, valamikor 963 és 994 között. Illusztrációi a legkorábbi ismert Ottó-kori újtestamentumi jeleneteket ábrázolják, többek között Jézus születését, a Lábmosást és a Keresztrefeszítést. A kódex szokatlanul nagyméretű dedikációs képe két teljes egymás mellett álló oldalt foglal el. A bal oldali lapon az ismeretlen donátor két angyal között állva nyújtja át a kéziratot a jobb oldalon álló Krisztusnak. A donátor és az angyalok görög eredetű ruhát viselnek, és bár ebben az időben görög bevándorlók telepedtek le az egyházmegyében, az ábrázolás többi része itáliai eredetű. Az adományozót Krisztusnak bemutató angyalok kompozícióján a ravennai mozaikok hatása ismerhető fel, a fejformák és a drapériák ábrázolására még a Karoling-kor előtti itáliai festészet hatott. Az, hogy sem a donátor, sem a másoló nevét nem ismerjük, kivételes esetnek számít, ugyanis gyakran mindkettőjük nevét feltüntetik. Érdekes jelenség, hogy a miniatúrák készítőit általában nem említik meg, olyannyira, hogy a 10. században alkotó legjelentősebb miniatúrafestő nevét sem tudjuk. Napjainkban leghíresebb alkotásáról a Registrum Gregorii mestere néven ismerjük.

#### A Registrum Gregorii mestere

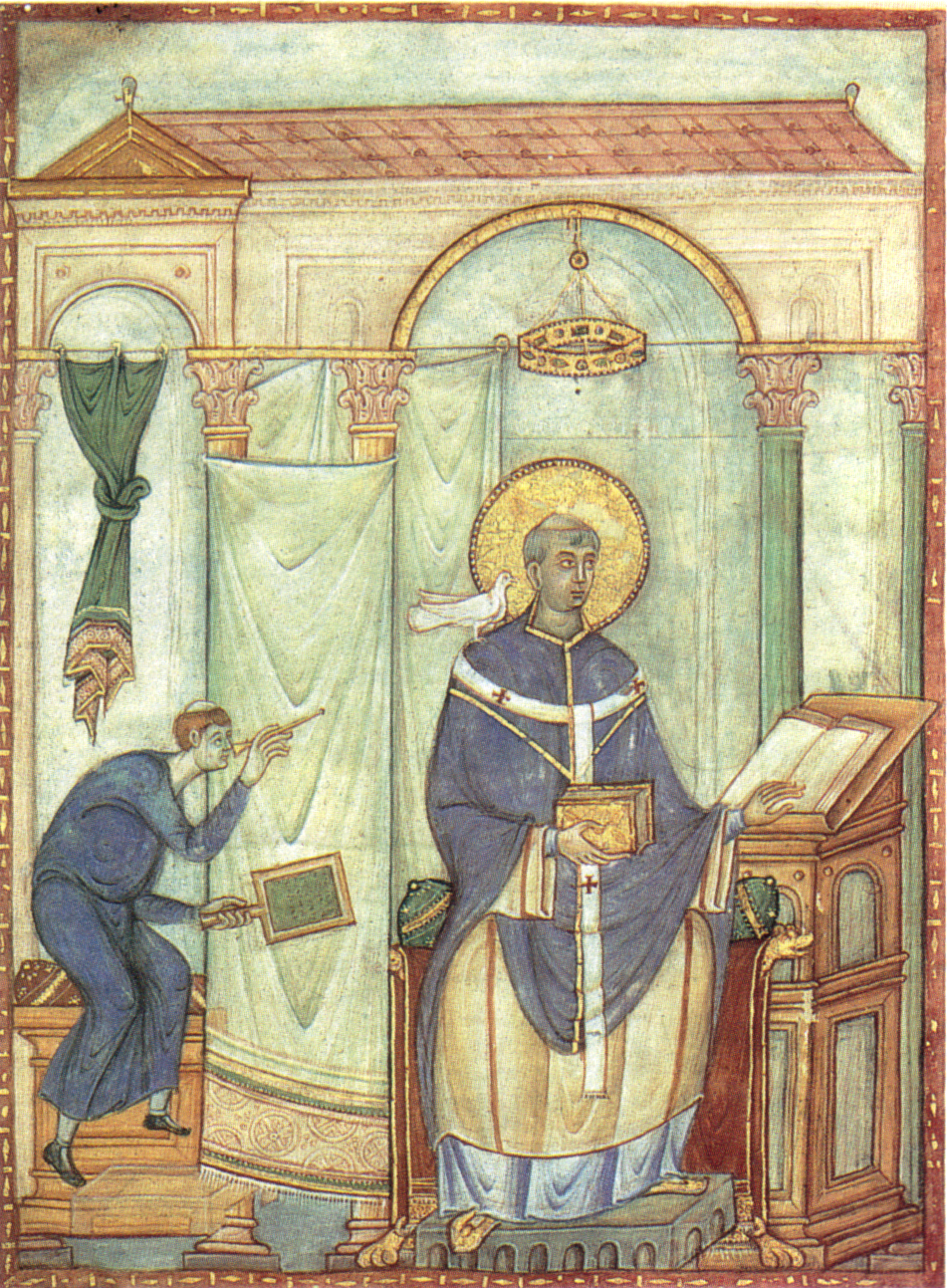
A Registrum Gregorii egyik megmaradt miniatúrája, Nagy Szent Gergely pápa ábrázolásával

A művész két leghíresebb műve a töredékesen fennmaradt Registrum Gregorii kódex két miniatúrája (Trier, Stadtbibliothek; Chantilly, Musée Condé). A forrásokból kiderül, hogy a drágakövekkel díszített, aranylapokba kötött kézirat Egbert érsek megbízásából készült, és Szent Péternek, a trieri katedrális védőszentjének ajánlották fel. Az egyik kép egy baldachin alatt a trónján ülő II. Ottó császárt ábrázolja, ahogy a birodalma területeit megszemélyesítő alakok hódolatát és ajándékait fogadja. A másik kép Nagy Szent Gergely pápát jeleníti meg, ahogy a Szentlélek galambja által sugallt gondolatait diktálja, miközben írnoka egy függöny mögül figyeli. A képeken a késő antik és a korai keresztény művészet hatásai figyelhetők meg. A császár testtartása, lábainak aszimmetrikus megjelenítése egy Trier mellett talált korai keresztény szentségtartó Krisztus-ábrázolására vezethető vissza. A II. Ottó uralkodása alatti viszonylagos békére való nosztalgikus visszautalás alapján valószínűsíthető, hogy a kézirat a 983 és 987 közötti zavaros időszakban készült. A miniatúrákat a ruhák alatti formák pontos ábrázolása, a szereplők közötti tér kiegyensúlyozott elosztása, a fényhatások kezelése és a színátmenetek alkalmazása jellemzi. A császár megjelenítése egy Theodosius császár korabeli ábrázoláson is alapulhat. Ezen kívül Nagy Szent Gergely pápa alakja azt sugallja, hogy a művész számos Rómában található festményt és mozaikot is ismert. Feltételezhető, hogy utazásai során a Santa Maria Trastevere-templomban található 8. századi Madonna-ikont is látta. Egy elmélet szerint a Registrum Gregorii mestere azonos azzal a Johannes nevű festővel, aki III. Ottó parancsára az aacheni dóm oldalfalait festményekkel díszítette, de ezt az elméletet eddig nem sikerült bizonyítani.
További alkotásainak nagy részét Egbert püspök megrendelésére Trierben készítette. Érdekelte a régebbi korok művészete, ami nagymértékben hatott munkáira. Egy korábbi evangeliáriumhoz címlapot és négy evangelista ábrázolást festett. Egy echternachi, még a Karoling-kornál is régebbi kódexet szintén a négy evangelista képével egészítette ki. Az utóbbi ábrázolásokból megmaradt egyetlen kép – Márk evangélista ábrázolása – a Karoling-korban, a Tours-i iskolában készült képekre hasonlít. Így feltételezhető, hogy a Tours-ban készült kéziratok közül legalább egy trieri tulajdonban lehetett. Ugyanez a művész készítette az aranybetűkkel írt Sainte Chapelle evangeliárium (Párizs, Bibliothèque Nationale) miniatúráit is, amely a Máté evangelistát ábrázoló oldalán medalionokban megjelenő császárportrék alapján 967 és 983 közé datálható. A Dicsőséges Krisztus ábrázolása az evangelisták társaságában szintén tours-i hagyományokra vezethető vissza, azonban lényeges különbség, hogy az éles körvonalakkal megrajzolt alakok az elefántcsont-faragványokhoz hasonlóan válnak el hátterüktől. Elképzelhető az is, hogy a Registrum Gregorii mestere egy személyben elefántcsont-faragó is volt.
A Registrum Gregorii mestere feltehetően ismerte a jelenleg a Vatikánban őrzött késő antik Vergilius-kódexet is. A művész éles körvonalakkal megrajzolt képei természetesen távol állnak a Vergilius-kódex vázlatjellegű illusztrációitól, viszont a figurák horizontális elhelyezése, a szövegben használt egyszerű keretek, az alakok feliratokkal történő azonosítása, a szereplők csoportjainak kiegyensúlyozott elrendezése hasonló a kódex illusztrációihoz. Ezen kívül ábrázolása rokonságban állnak egy negyedik század végi Királyok Könyve kézirat illusztrációival is. Kissé négyszögletesen ábrázolt alakjai, ruhájuk anyagának megjelenítése távoli kapcsolatban állhatnak 4. századi faragványokkal is, például az úgynevezett Bresciai szitulával, vagy a milánói Sant’Ambrogio-bazilika faragott faajtajával. Művészetére bizánci minták is hatottak, például a Sainte Chapelle evangeliárium Dicsősége Krisztus képén tipikusan bizánci arany háttér látható görög feliratokkal. Alkotásai a legmagasabb művészi színvonalat képviselik, miniatúráin a színek harmonikusak, a színátmenetek térbeliség illúzióját keltik.

#### Az Egbert-kódex

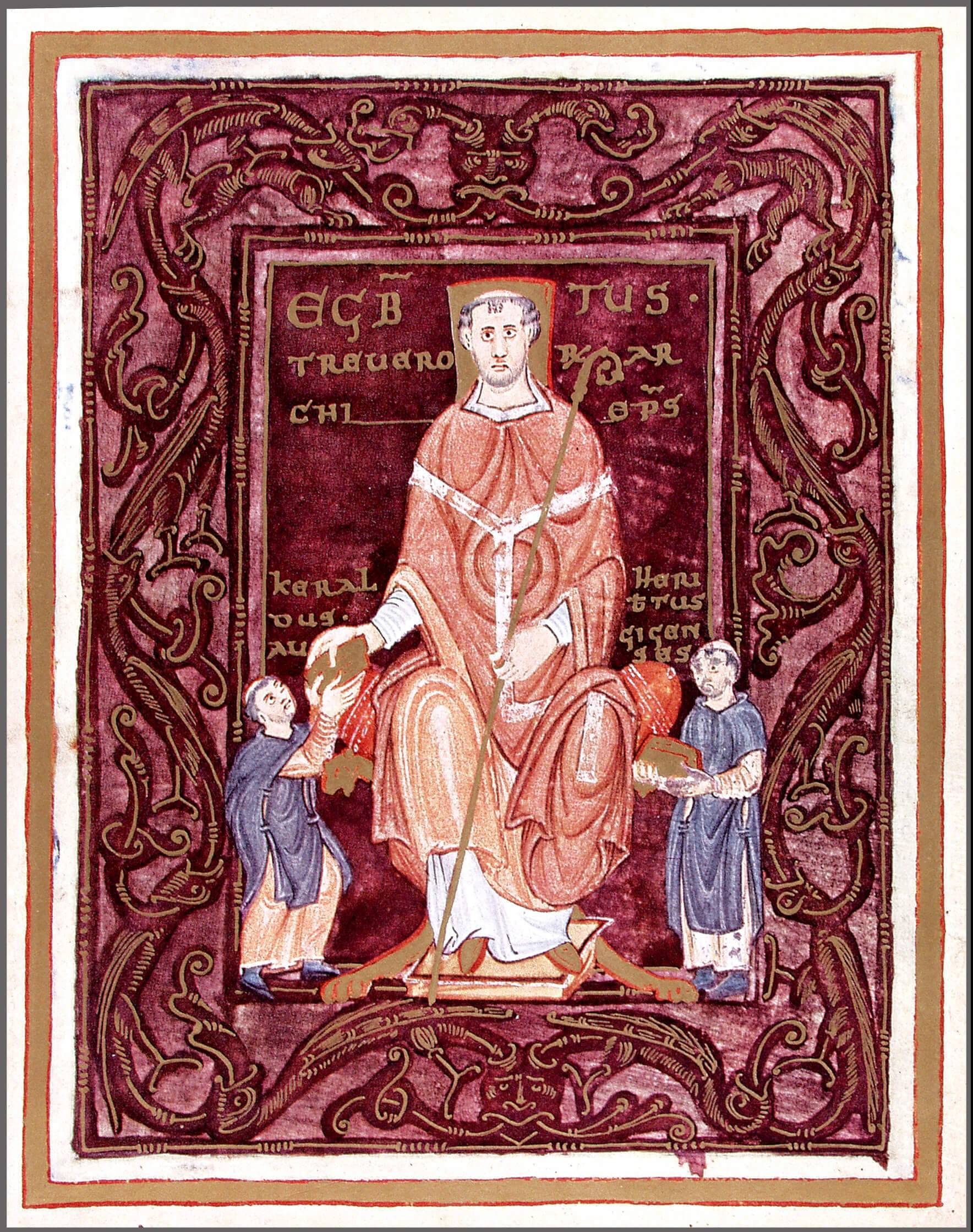
Az Egbert-kódex (Trier, Stadtbibliothek) dedikációs képe, ahol két szerzetes átadja a kéziratot a megrendelőnek

A Registrum Gregorii mestere a ma Trierben őrzött Egbert-kódexként ismert perikópás könyvbe is készített illusztrációkat. A kódexben nincs utalás arra, hogy Trierben készült, viszont két Reichenauból származó szerzetes, Keraldus és Heribertus nyújtja át a könyvet a megrendelőnek. Ez nem volt szokatlan, ebben az időben két másik szerzetes például Kölnben dolgozott. Ezenkívül a dedikációs szövegben a két másoló megemlíti, hogy Reichenauból származnak, aminek csak akkor van jelentősége, ha nem származási helyükön dolgoztak. Több bizonyíték, köztük a megbízó személye (Egbert trieri érsek) is Trier mellett szól. Reichenaui szármázására utalhat viszont az ajánlás szövege, amely szerint az érseknek az „angia fausta” vagyis a „boldog sziget”, azaz Reichenau készítette a kódexet. (Reichenau a Boden-tó egyik szigetén fekszik).
A kódexet számos ezüst és arany iniciáléval, egy dedikációs képpel, az evangélisták négy teljes lapot elfoglaló ábrázolásával, valamint ötven újtestamentumi jelenettel díszítették. A kódexet illusztráló egyik miniátor korabeli bizánci kéziratok alapján dolgozott, a másik késő antik mintákat követett, míg a harmadik, a Registrum Gregorii mestere, átfogó ismeretekkel rendelkezett a késő antik művészetről. A címlap két oldalán a dedikációs képeket valószínűleg ugyanaz a művész készítette, aki Egbert zsoltároskönyvén is dolgozott. Az első oldalon a dedikációs szöveget aranybetűkkel írták bíbor háttér elé, míg a szemben lévő oldalon az ülő Egbert püspöknek a két szerzetes átnyújtja a kész könyvet. Az, hogy az Egbert-kódex dedikációs képén a püspök glóriája négyszög alakú, bizonyítja, hogy a miniátor ismerte a római műemlékeket, viszont a kép hátterét kitöltő, egymásba fonódó állatalakok északi, és nem mediterrán eredetűek. A kódex illusztrációi késő antik mintákon alapulnak, valószínűleg egy mára elveszett 5. vagy 6. századi kéziraton, és nincs karoling előképük. A Registrum Gregorii mestere az Egbert-kódexnek csak néhány illusztrációját készítette el, ábrázolásai lényegesen eltérnek a többi közreműködő miniatúráitól, akik figuráikat gesztikulálva, érzelmeiket kimutatva jelenítették meg. Az érzelmek, a belső feszültség kimutatása, az alakok átható tekintete új jelenség a könyvfestészetben, ami az úgynevezett Liuthar-csoport alkotásaiban, a trieri könyvfestészet utolsó Ottó-kori fázisában fejlődik tovább.

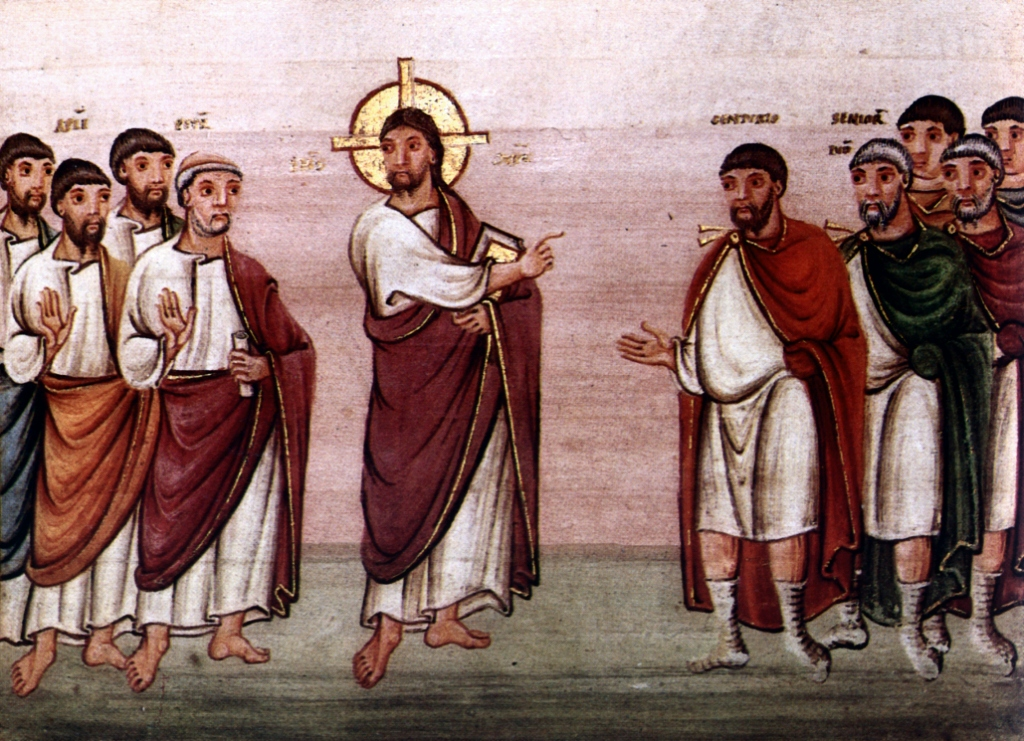
Egbert-kódex, Krisztus és a centurió, a Registrum Gregorii mestere
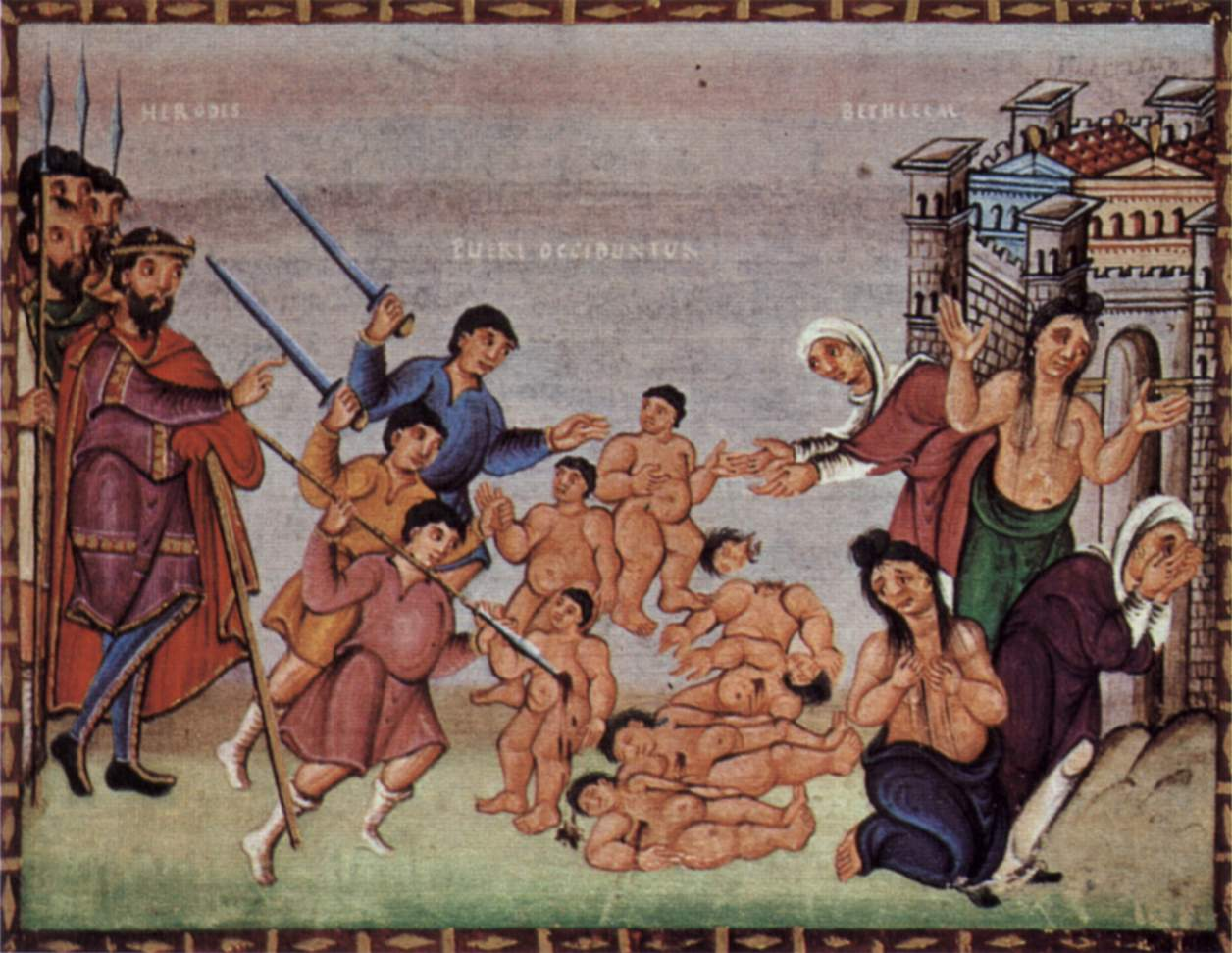
Egbert-kódex, Az ártatlanok meggyilkolása
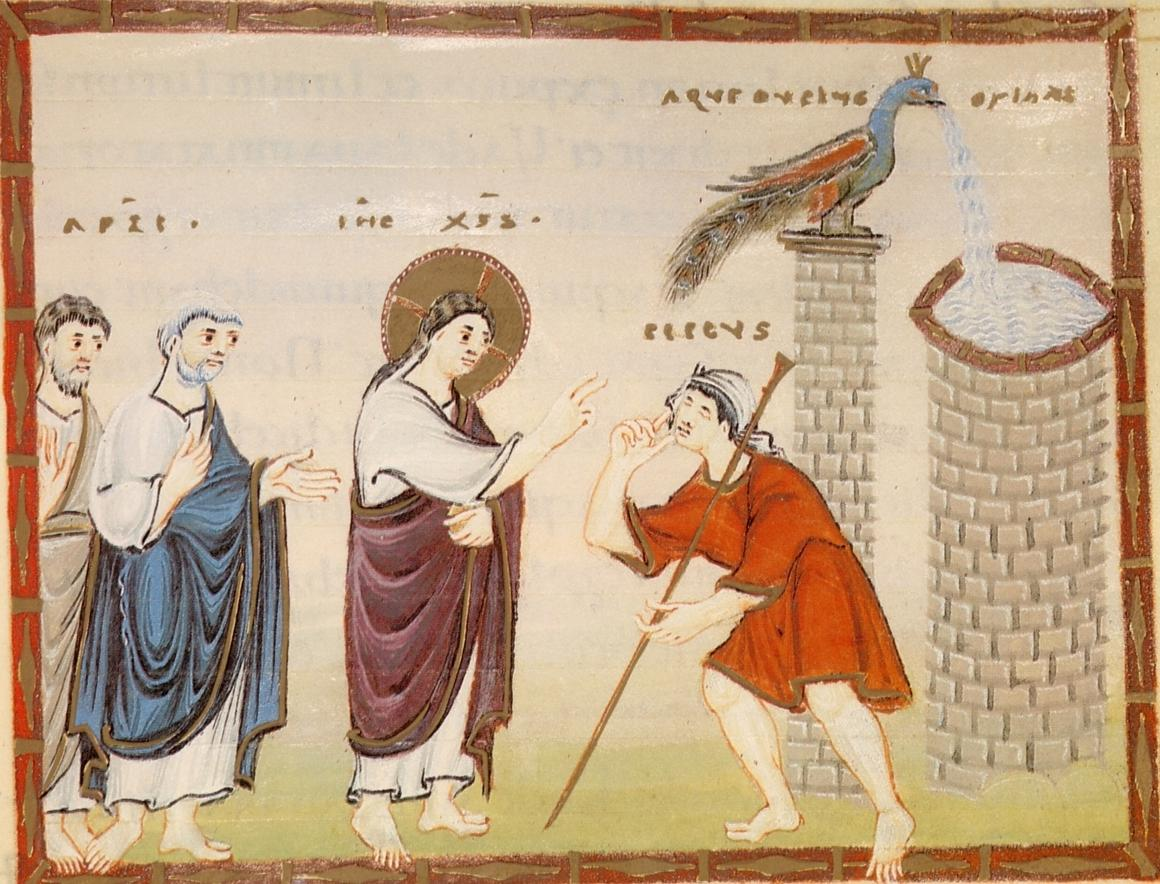
Egbert-kódex, A vak meggyógyítása

#### A Liuthar-csoport

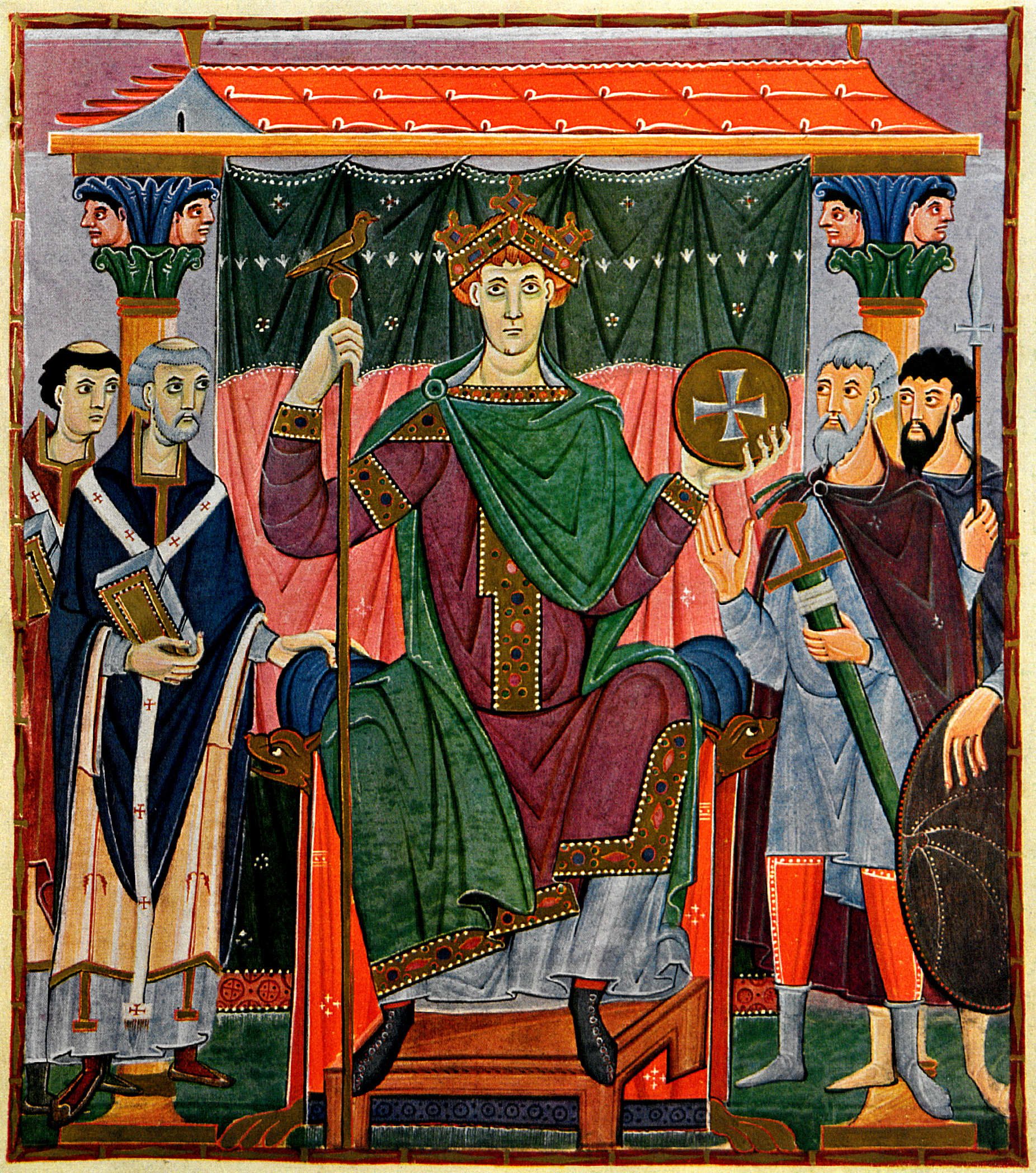
III. Ottó müncheni evangeliáriuma, az alattvalói hódolatát fogadó császár

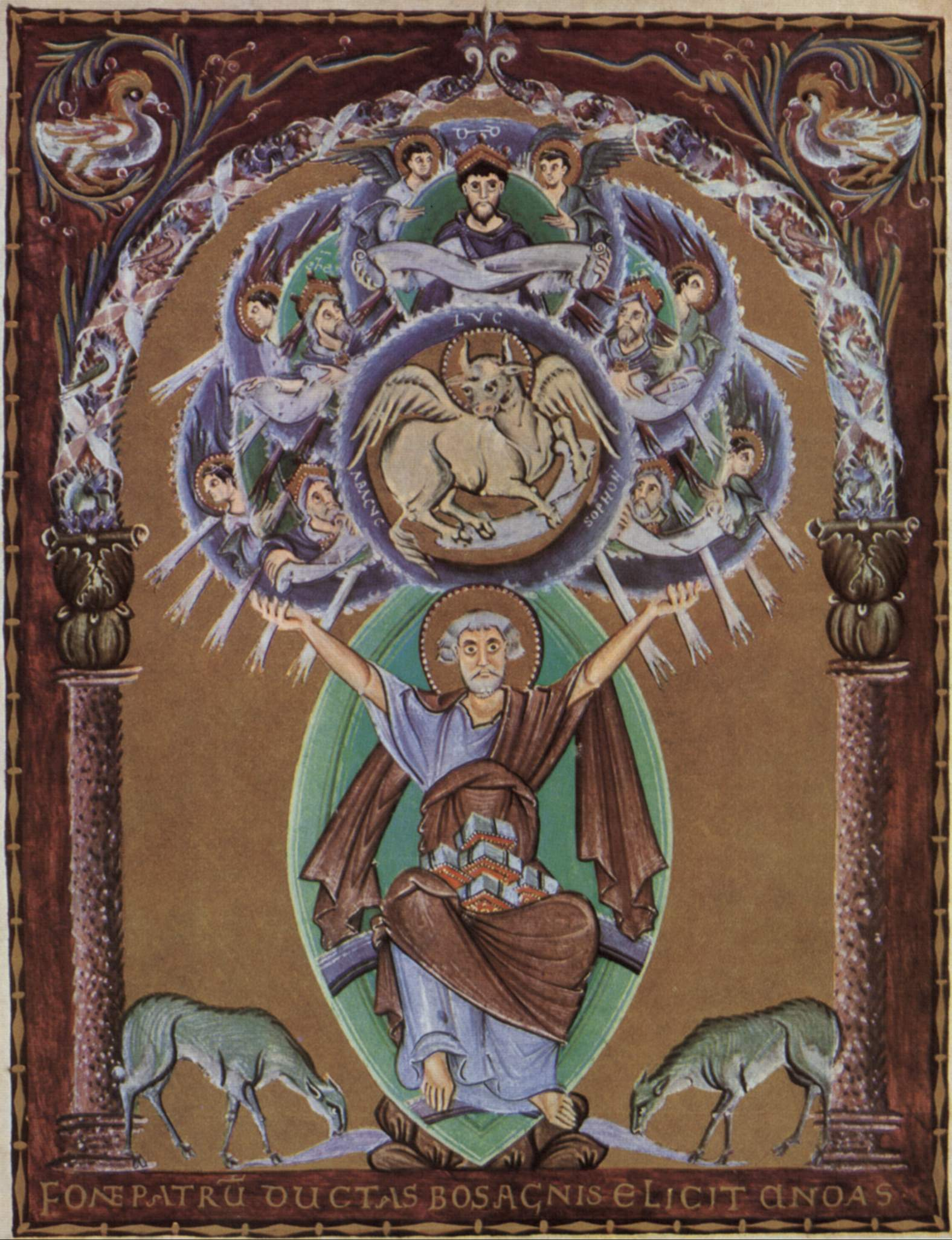
III. Ottó müncheni evangeliáriuma, Szent Lukács evangélista

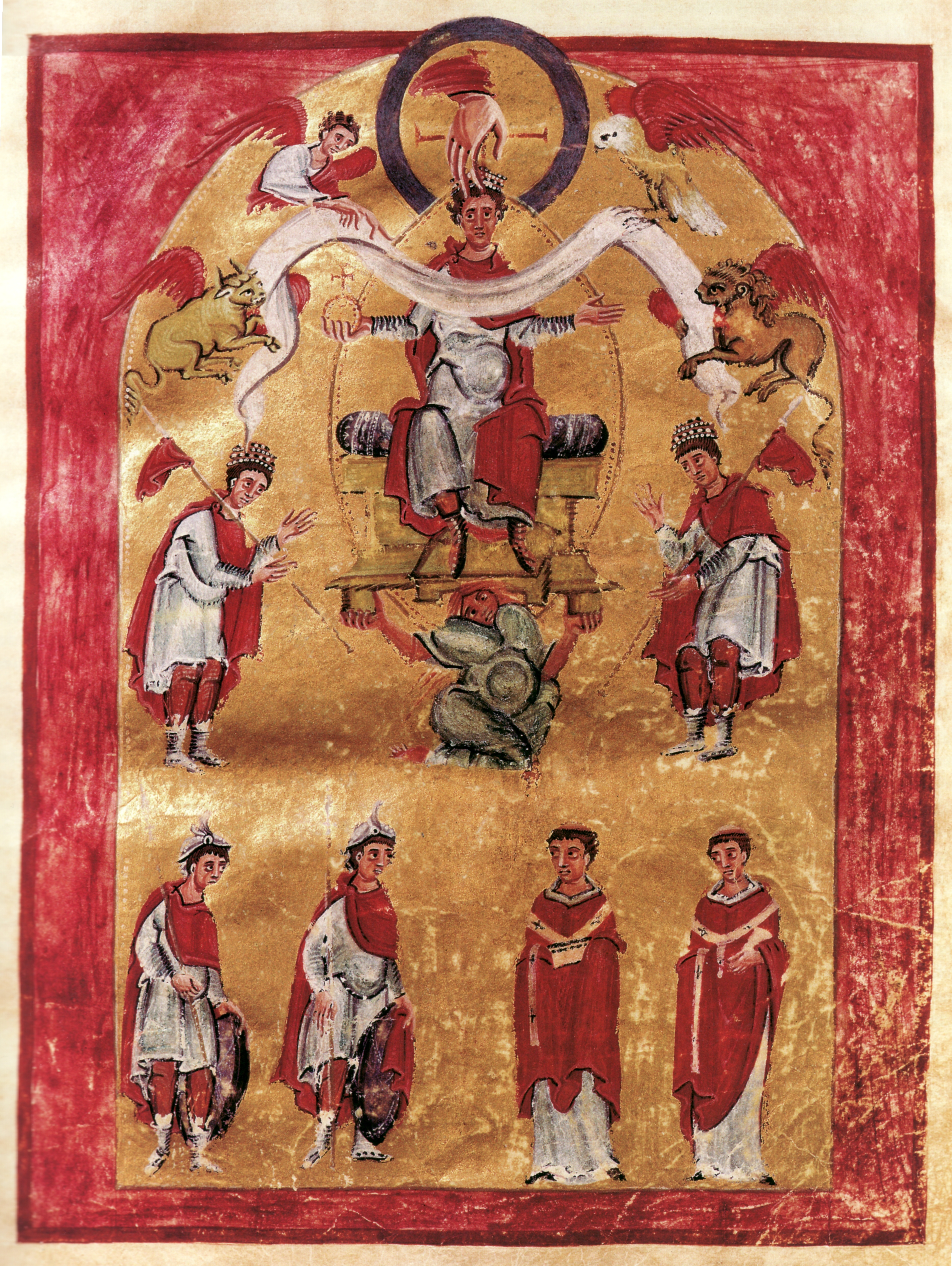
III. Ottó aacheni evangeliáriuma, Az uralkodó Krisztus által történő megkoronázása

Liuthar, a Reichenauból származó szerzetes és miniátor személyét számos kézirattal lehet kapcsolatba hozni. A Liuthar-iskola Egbert püspök utolsó éveitől a 11. század elejéig volt aktív. A csoport leghíresebb kéziratai 990 és 1025 között készültek, ezután Echternach kolostorának másolóműhelye folytatta a trieri hagyományokat. A közreműködő miniátorok a korábbi sokféleséghez képest egységes stílusban és ikonográfiával dolgoztak. Legszebb alkotásaik két evangeliárium III. Ottó számára (Aachen, a katedrális kincstára és München, Staatsbibliothek), II. Henrik perikópás könyve, amelyet az uralkodó a bambergi dómnak adományozott, ezenkívül három, jelenleg szintén Bambergben őrzött kézirat. A nyilvánvaló keleti hatás mellett a Liuthar-csoport miniátorai kialakították saját, sokszor meglepően eredeti stílusukat. Az arcok és fejformák kialakításában, a színezésben és a ruhák ábrázolásában a korai kéziratok esetében még felismerhetőek a Registrum Gregorii mesterének hatásai, bár a képek hangulata az érzelmek és a széles mozdulatok megjelenítése miatt merőben eltérő. A különbség még nyilvánvalóbbá válik III. Ottó müncheni evangeliáriumánál és II. Henrik perikópás könyvénél, amelyek díszítésekor teljes jeleneteket vettek át az Egbert-kódexből.

##### III. Ottó müncheni evangeliáriuma
A Liuthar-csoport egyik legkorábbi kézirata a III. Ottó császár evangeliáriuma, amely Liuthar szignatúráját viseli. A kézirat legismertebb miniatúrája a trónon ülő császárt ábrázolja, ahogy a birodalma területeit megszemélyesítő alakok hódolatát fogadja. A miniatúrán bizánci és karoling hatások is érvényesülnek. II. Ottó feleségének, Theophanunak hozományával nagy számú bizánci alkotás került nyugatra. Ezeknek a tárgyaknak a hatása különösen ott jelentős, ahol az uralkodók isteni küldetését kívánták hangsúlyozni. A reprezentációs formákat hamar befogadta a könyvfestészet, hatásuk abban is szerepet játszik, ahogyan a müncheni evangeliáriumban átformálták a trónoló uralkodó és a hódoló országrészek karoling eredetű képtípusát. A trónon ülő császár képe mellett az evangeliárium huszonegy teljes oldalas illusztrációt tartalmaz, amelyek újtestamentumi jeleneteket ábrázolnak.
A képek jellegzetességei a közvetlenül az ecsettel való rajzolás, a színátmenetek, az ecset óvatos használata, a késő antik városábrázolások átvétele, a fák és a felhők megjelenítése. A kódex lapjait építészeti keretbe illesztett függőleges mezőbe komponált egymás fölött elhelyezkedő vízszintes formátumú jelenetek díszítik. A korábbi kéziratokkal ellentétben a háttér fokozatos színátmeneteit – amelyek tompították az érzelmek kifejezését – egyszínű hátterek váltották fel, amelyek szinte előretolják a figurákat a térben. A jelenetek nagy részének háttere tagolatlan arany lap, csak az épületek és a figurák mozdulatai keltenek térhatást. Mozdulataikat, érzelmeik kifejezését tovább fokozták a drámai testtartások, a megnyújtott karok és a természetellenesen hosszúnak ábrázolt ujjak. A tágra nyílt, átható tekintetű nagy szemek belső feszültségről árulkodnak. Ennek az ábrázolásmódnak egyik jellegzetes példája az evangeliárium Szent Lukács-ábrázolása, ahol az égi fénnyel megvilágított ülő alak az isteni sugallat megtestesítőjévé válik. A glóriák, amelyeket szimbóluma mellett a feje fölött tart, ótestamentumi próféták képét foglalják magukba, számuk megegyezik a térdén tartott könyvek számával. Az előtte fakadó források, amelyből bárányok isznak, a Paradicsom folyóit jelképezik.
A dedikációs képen a kézirat donátora vagy másolója szerzetesi ruhában jelenik meg, így feltételezhető, hogy a másolóműhely egy kolostorban működött. A műhely helye eddig nem tisztázott, a hagyomány szerint Reichenauban volt, de az újabb kutatások alapján Trierben lehetett. Erre bizonyíték lehet, hogy a Liuthar-csoport alkotói láthatóan jól ismerték az Egbert-kódex stílusát és színvilágát, viszont a kódex sosem volt Reichenauban, hanem Egbert halála után is Trierben maradt. Ezenkívül az elkészült kódexek trieri kapcsolatokkal rendelkező személyek megrendelésére készültek. Egyikük maga III. Ottó császár volt, aki fontos privilégiumokat adományozott a trieri Szent Maximin-kolostornak és anyjával együtt megjelenik egy trieri kézirat kötéstábláján is.

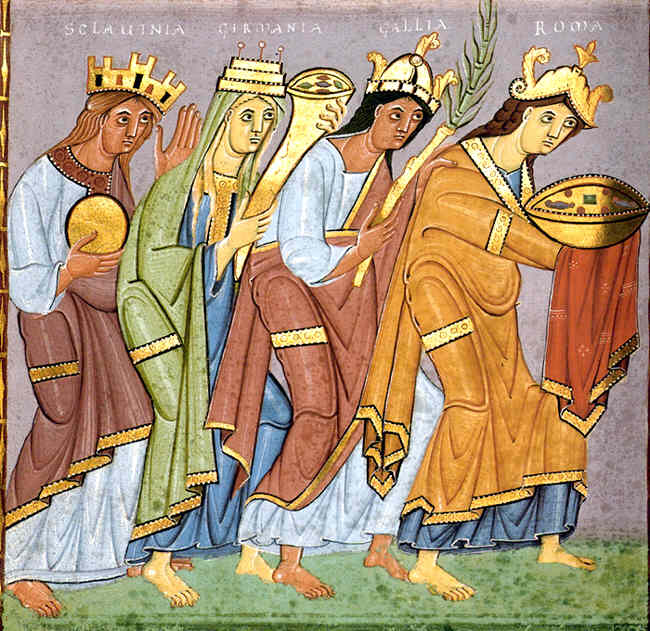
III. Ottó müncheni evangeliáriuma, a birodalom tartományait megszemélyesítő alakok
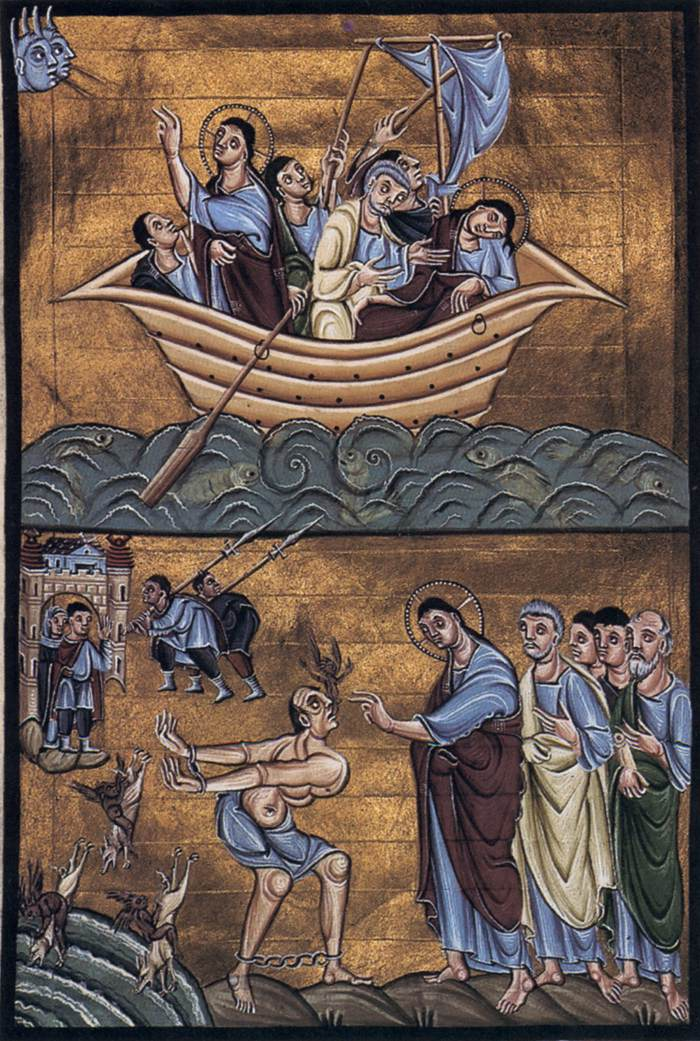
III. Ottó müncheni evangeliáriuma, a vihar lecsendesítése
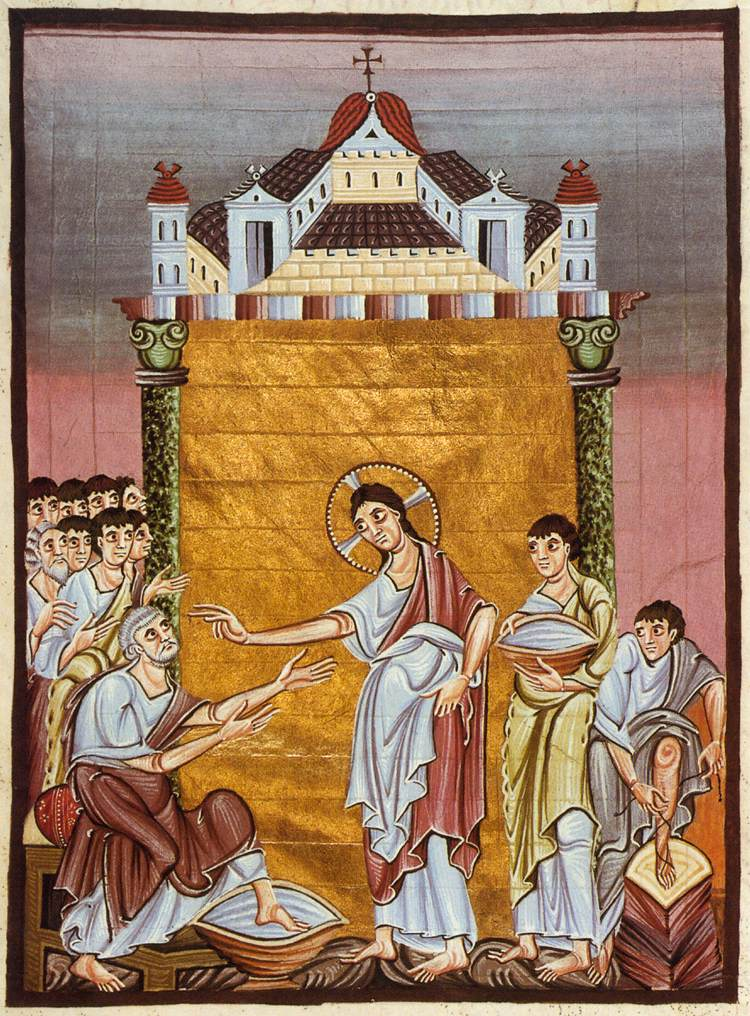
III. Ottó müncheni evangeliáriuma, Krisztus megmossa az apostolok lábát

##### III. Ottó aacheni evangeliáriuma
Az uralkodó hatalmának isteni eredetét minden korábbinál jobban hangsúlyozzák III. Ottó második zsoltároskönyvében, ahol a mandorlában ülő uralkodót Isten keze koronázza meg. A 990 körül készített kódexet (Aachen, a katedrális kincstára) is a csoport névadója, Liuthar készítette. A miniatúrán a császár alakja mellett a négy evangelista szimbóluma, alatta királyok, főpapok és államférfiak láthatók. Az uralkodó elé tartott szalag feltehetően egy tekercset szimbolizál. Az ilyen ábrázolásnak nincs karoling előképe, mert a karoling uralkodók környezetük dicsőítése ellenére is gyakorlatiasabban álltak hatalmuk eredetéhez. Az uralkodóknak ez a fajta dicsőítése bizánci eredetű. A kódex miniatúráin az alakok mérete egyenes arányban áll jelentőségükkel, a tájat csak jelzésszerűen ábrázolták, és a felhasznált színek sem természethűek. Az alakok testtartása és mozdulataik drámaiak. A képek előzménye egy késő antik kézirat lehetett, ennek legfőbb bizonyítéka Krisztus szakáll nélküli ábrázolása. Az evangelisták atlasz-szerű testtartással jelennek meg a képeken, ahogy a mennyországot tartják, arckifejezésük, átható tekintetük szinte bevonja a nézőt a jelenetbe.
Ezek a stílusjegyek még szembetűnőbbek II. Henrik perikópás könyvén. A Krisztus életét bemutató jeleneteket részben arany háttér elé festették. A fennkölt, kifinomult alakokat a miniátor vékony körvonalakkal és ragyogó kék, bíbor, sárga, zöld, rózsaszín és barna színekkel jelenítette meg. A kódex dedikációs képén II. Henrik és felesége, Kunigunda látható, ahogy Krisztus megkoronázza őket. A császári párt Szent Péter és Szent Pál, Bamberg védőszentjei ajánlják Krisztus figyelmébe. Alattuk a birodalmat szimbolizáló alakok jelennek meg. Figyelemre méltó, hogy a császári pár bizánci jellegű ruhát visel, míg a miniatúrán ezen kívül semmilyen bizánci hatás nem fedezhető fel.

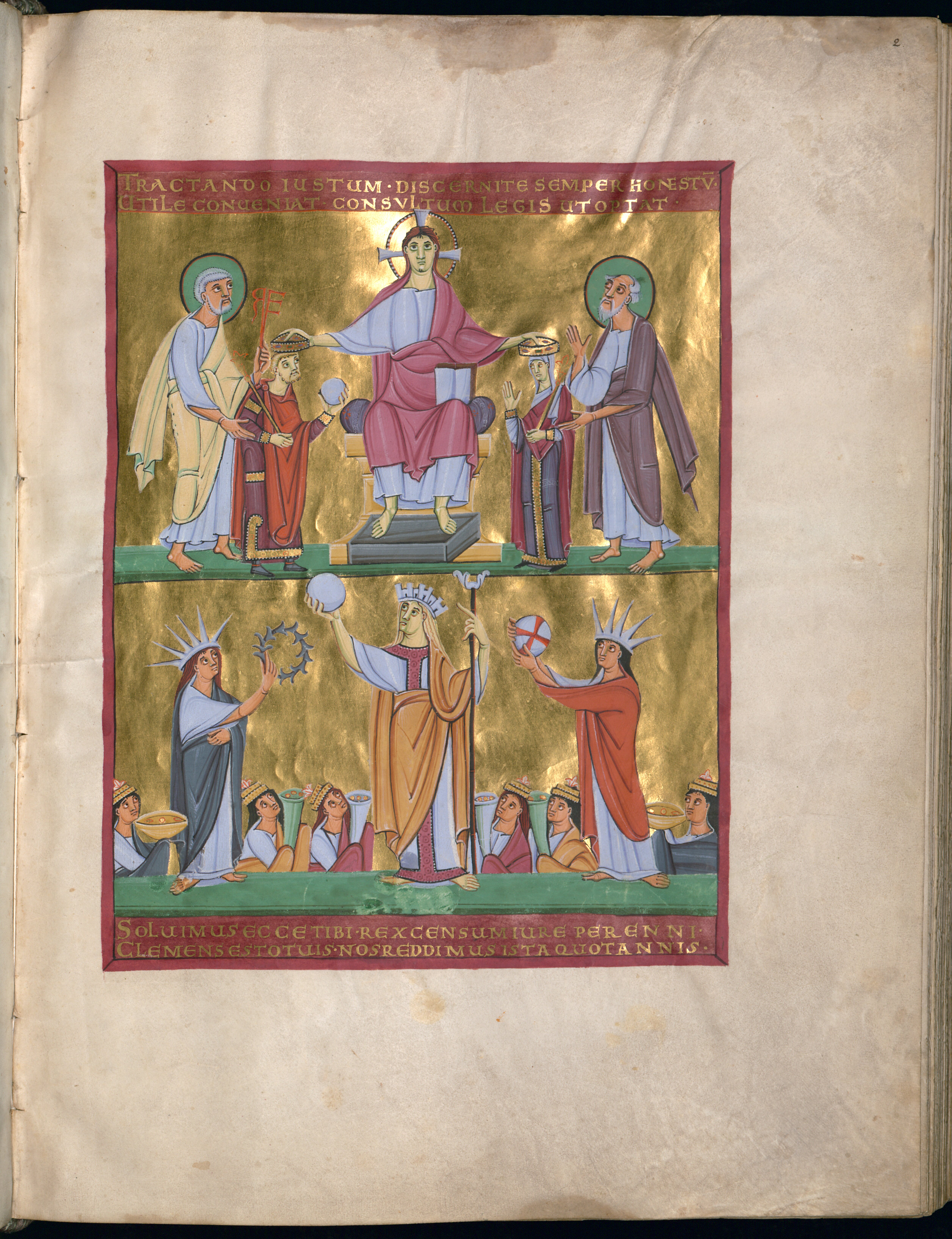
II. Henrik perikópás könyve, a kézirat dedikációs képe
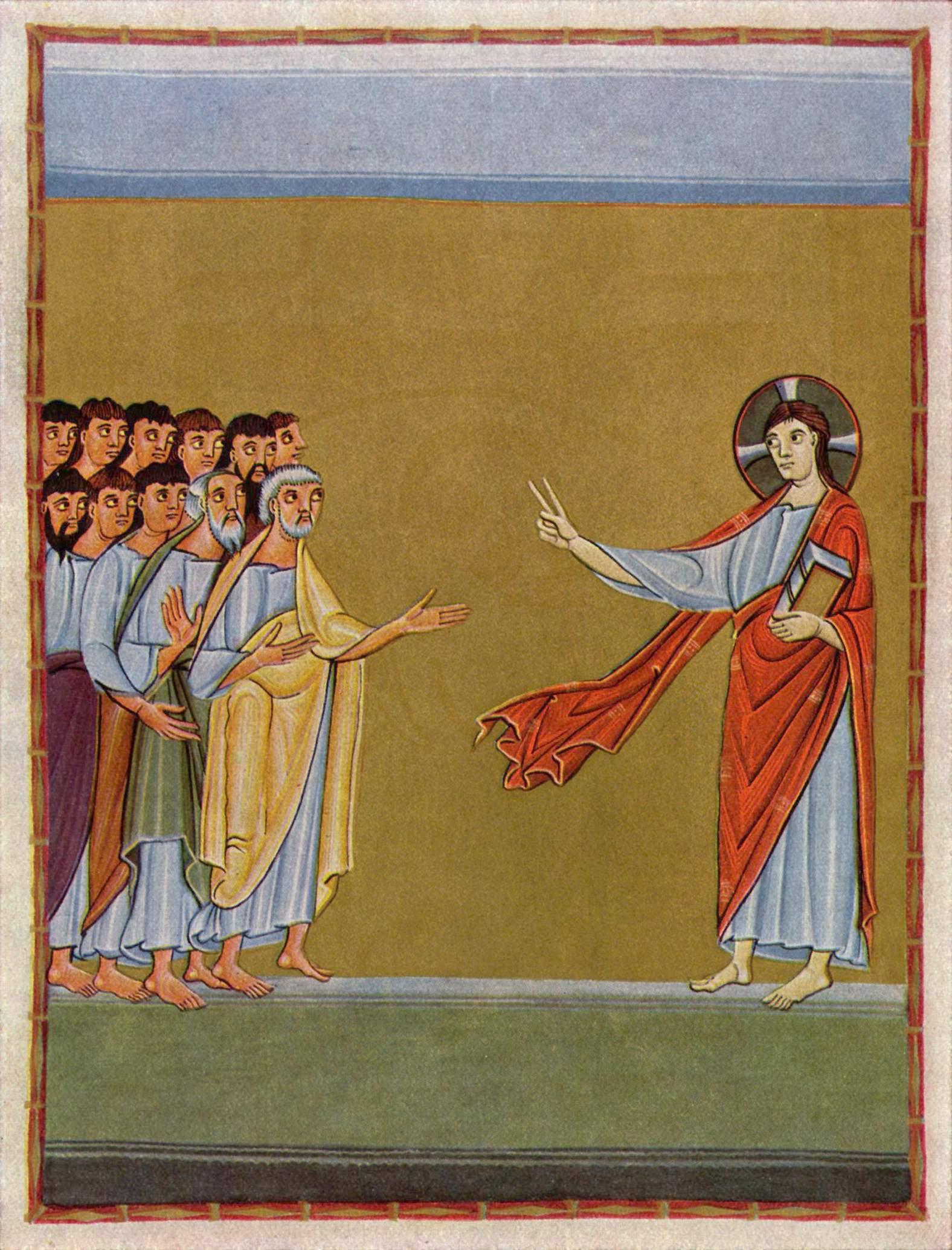
II. Henrik perikópás könyve, Krisztus megjelenik tanítványainak
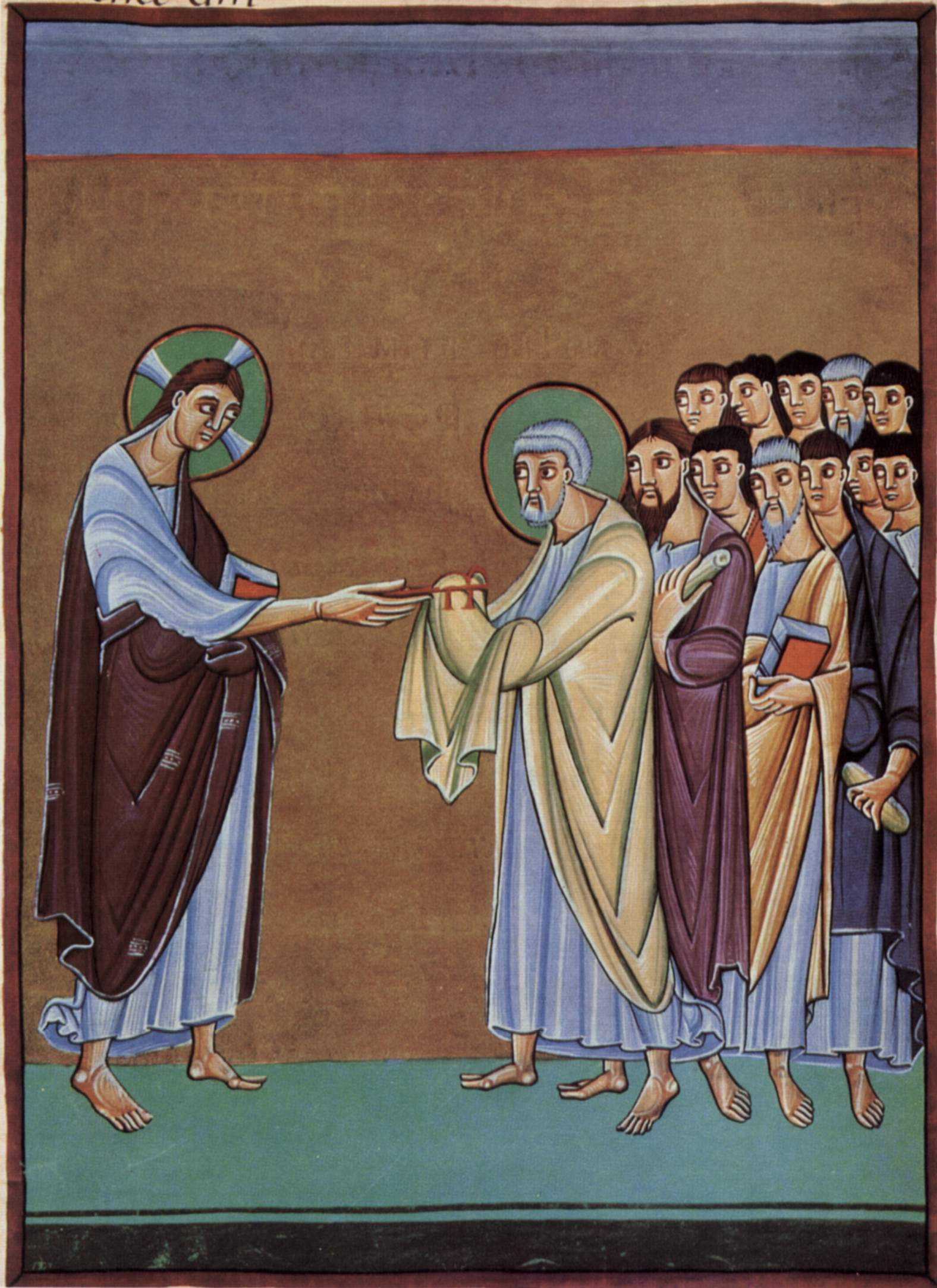
II. Henrik perikópás könyve, Krisztus átnyújtja Szent Péternek a mennyország kulcsát

### Köln

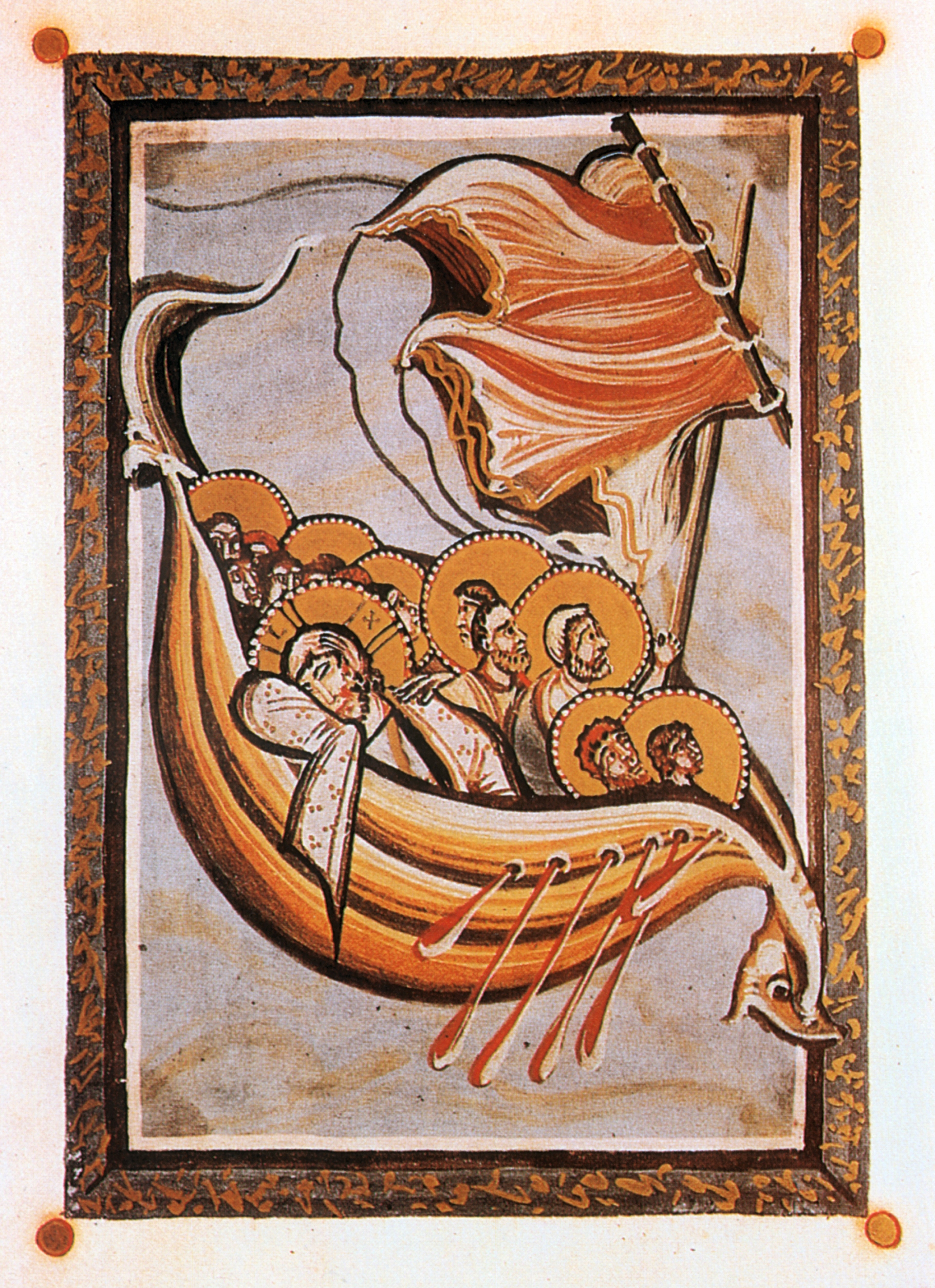
A Hitda-kódex, Vihar a tengeren miniatúrája

A kölni kolostorokat is Trierből szervezték újjá, Brúnó, Köln érseke is trieri elöljárójához fordult, hogy nevezzen ki egy apátot a Szent Pantaleon-kolostor élére. A kölni másolóműhely működése a 10. és a 11. század fordulóján, tehát viszonylag későn indult, legjelentősebb alkotásaik a 11. század első felében készültek. Köln a többi egyházmegyénél szorosabb kapcsolatban állt a császári udvarral, ennek az az oka, hogy Brúnó érsek I. Ottó császár testvére volt. Bár a kölni másolóműhely nem kapott császári megbízásokat kódexek készítésére, a scriptóriumban így is jelentős és értékes kéziratok születtek, amelyek közül néhányat arannyal és ragyogó színekkel díszítettek. Heibert, Köln püspöke nem rokonszenvezett II. Henrik császárral, így III. Ottó korai halála után a kölni központ elvesztette az Ottók uralma alatt megszerzett kiváltságait.
Feltételezhető, hogy a Registrum Gregorii mester által 996 és 1002 között készült, töredékesen megmaradt Trieri evangeliáriumot a 11. században Kölnben őrizték, és ez volt a forrása gyakorlatilag az itt készült összes evangelista-ábrázolásnak és iniciálénak. A kölni másolóműhely munkájára a trieri Liuthar csoport is komoly befolyással volt, ugyanis az egyik Liuthar-féle kéziratot a kölni katedrális számára készítették, és a mai napig is a városban őrzik. Másik fontos bizonyíték, hogy a dedikációs képen a kölni katedrális akkori állapotának vázlatos képe látható. Bevezető szövegéből kiderül, hogy a kódexek Hillinus kanonok megbízásából egy testvérpár, Purchard és Conrad másolók készítették. A kölni másolóműhelyt komoly bizánci hatások is érték, annak következtében, hogy II. Ottó császár bizánci származású felesége többször is ellátogatott a városba, és kívánságára a Szent Pantaleon-templomban temették el. A Szűz Mária-kolostornak egy értékes faliszőnyeget ajándékozott, és korábban, házasságkötése előtt a kölni Gero érsek volt az, aki Bizáncból nyugatra kísérte. Az egész középkorban létezett egy görög kolónia Kölnben, és Heribert püspök szoros kapcsolatban állt azokkal a görög aszkétákkal, akik olyan nagy befolyást gyakoroltak III. Ottóra élete vége felé. A kölni másolóműhely miniátorai nem rajzolták meg előre e képek körvonalait, hanem közvetlenül, sokszor túl sok festéket tartalmazó ecsettel alakították ki az jeleneteket. A gyakran szétfolyt festék, a drámai hatású színek alkalmazásával a kölni másolóműhely egyik jellegzetes stíluselemévé vált.
A Kölnben készült kéziratok közül tizenöt evangeliárium, három szakramentárium és egy perikópás könyv maradt fenn. Egy elmélet szerint Szent Pantaleon kolostora egy olyan központ volt, ahonnan az egyházmegye többi részébe is szállítottak kéziratokat, de erre az feltételezésre nincsenek egyértelmű bizonyítékok. A fennmaradt evangeliáriumokat a Dicsőséges Krisztus, Szent Jeromos és az evangelisták egész oldalas ábrázolásai díszítik. Az egyik evangeliárium, az úgynevezett Hitda-kódex ezen kívül tizenöt újtestamentumi jelenetet is tartalmaz. A szakramentáriumok miniatúrái legfőképpen nonfiguratív díszítőelemek, a kódexek csak kevés egészoldalas illusztrációt tartalmaznak. Az egyik, Varsóban őrzött kéziratban egy Dicsőséges Krisztus kép, a másikban (jelenleg Freiburgban) egy Szent György-ábrázolás, a harmadikban pedig a Dicsőséges Krisztus és Szent György alakjai mellett nyolc jelenet látható Krisztus életéből.
Nyilvánvaló a bizánci hatás a Szent Gereoni szakramentáriumon (996 és 1002 között), amelyet az a két miniátor díszített, akik a jelenleg Milánóban őrzött egyik evangeliáriumon is dolgoztak. A két művész munkája jól elkülöníthető egymástól, egyikük visszafogottabb színeket használt, és jobban törekedett a dekorativitásra. A kézirat miniatúrái többek között az Angyali üdvözlet és a Jézus születése jelenet nyugati mintákkal ötvözött bizánci jellegzetességeket mutat.
A kölni műhely leghíresebb alkotása a Hitda-kódex, amely 1000 és 1020 között készült egy vesztfáliai kolostor, Meschede apátnője, Hitda számára. Stílusának és motívumkincsének előzménye St. Gereon 10. század végi evangeliáriuma. A Hitda-kódexben a dedikációs képen a donátort bizánci stílusban ábrázolták, míg a többi miniatúra tisztán udvari stílust képvisel. A kódex a különböző művészi hatások egymás melletti létezésének egyik kiemelkedő darabja. Dedikációs képén az apátnő-donátor látható a nővérekkel, ahogy a hagyomány szerint felajánlja a kódexet Szent Valburgának, a zárda védőszentjének. A képen a hullámzó talaj, a hegyek fehér körvonalai és a ruhákon látható fényfoltok olyan közép bizánci kéziratokkal hozhatók kapcsolatba, mint az úgynevezett Párizsi zsoltároskönyv és VI. Leó Bibliája. A Hitda-kódex egyes illusztrációi, például a kánai menyegzőt, a vihart a tengeren vagy a sánta meggyógyítását bemutató miniatúrák rendkívüliek, és különböznek az eddig ismert összes ábrázolástól. A kevés, hullámos vonallal megrajzolt jelenetek kifejezőek, szinte modern hatást keltenek.

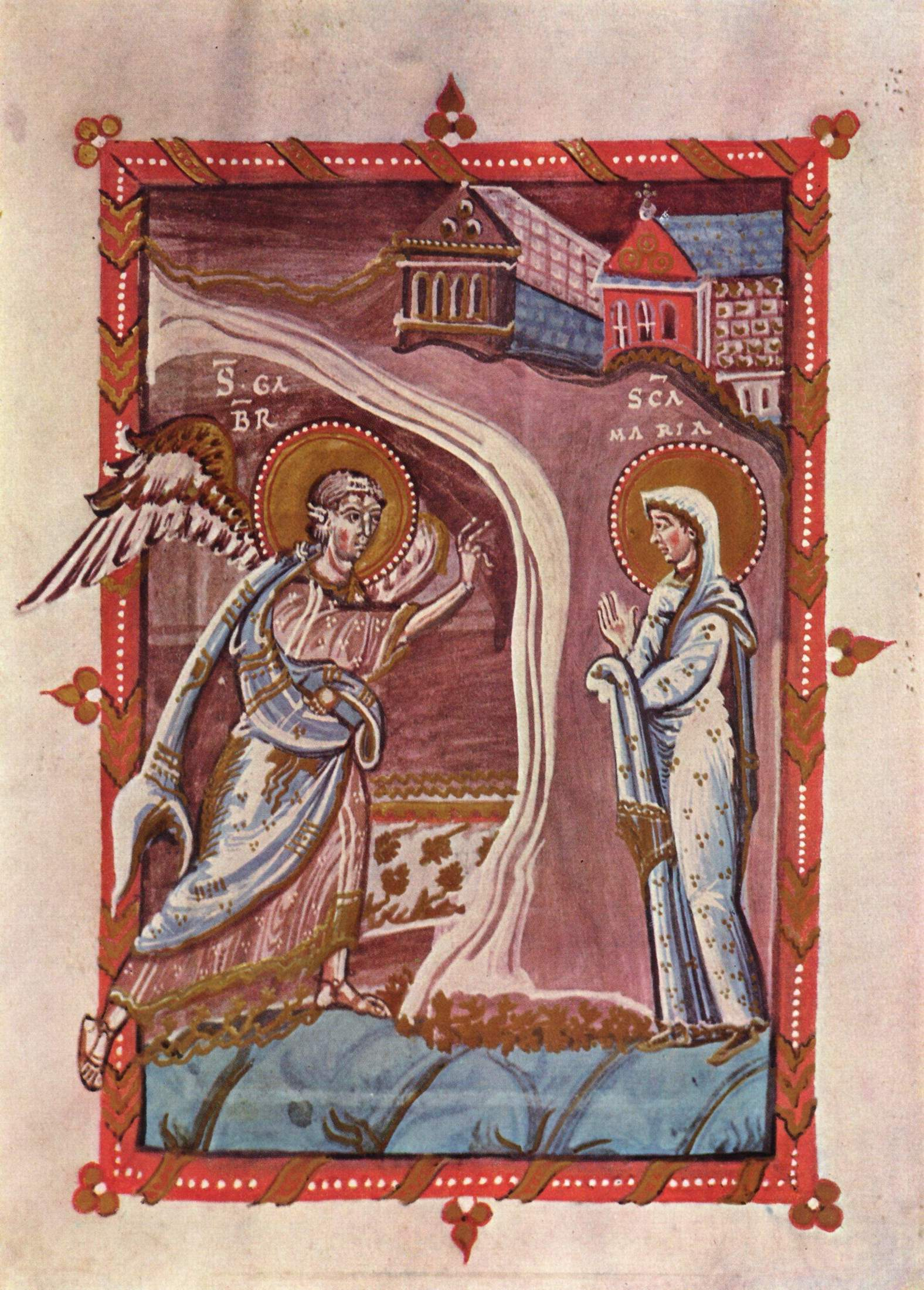
Hitda-kódex, Angyali üdvözlet
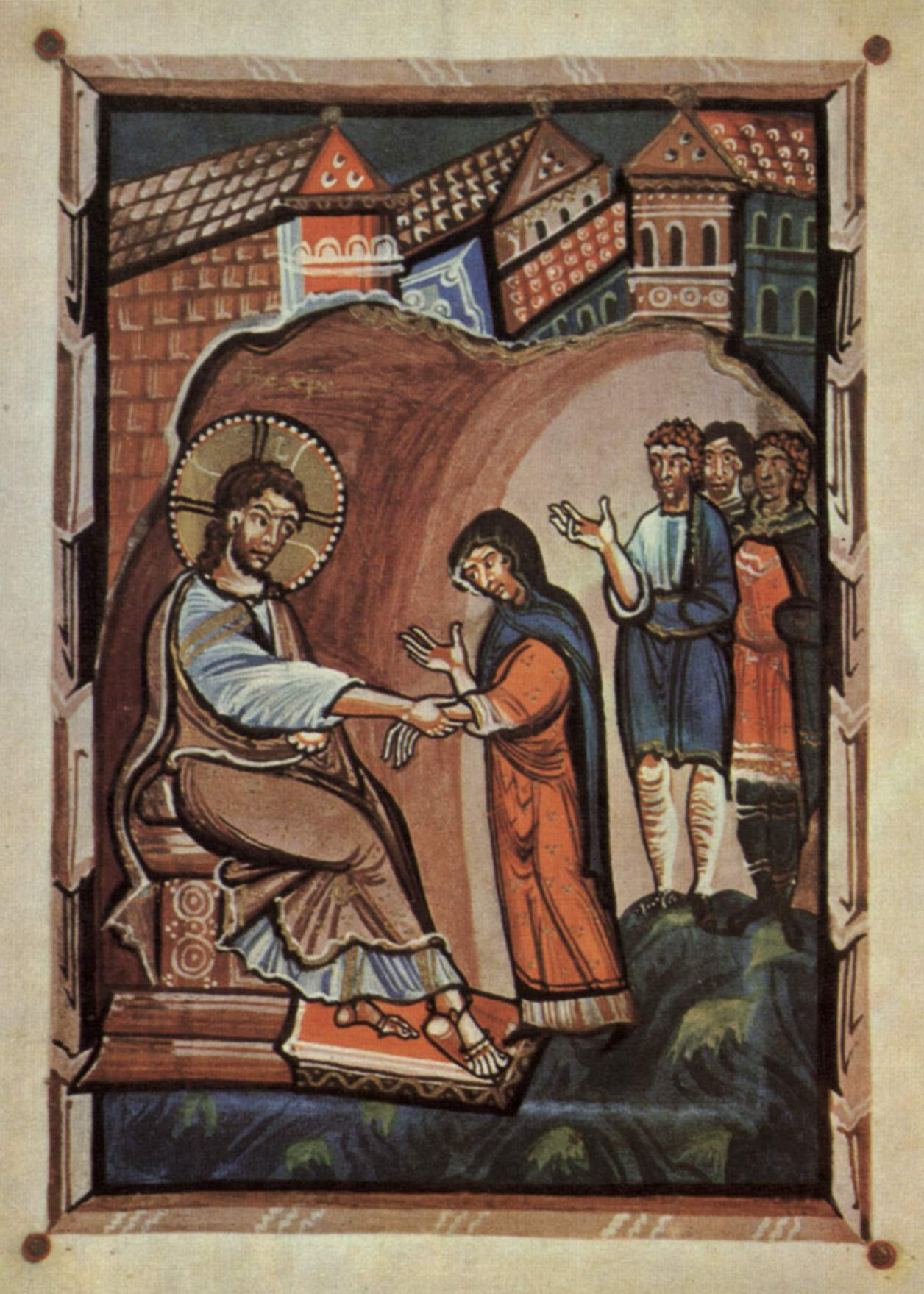
Hitda-kódex, Szent Péter anyósának meggyógyítása
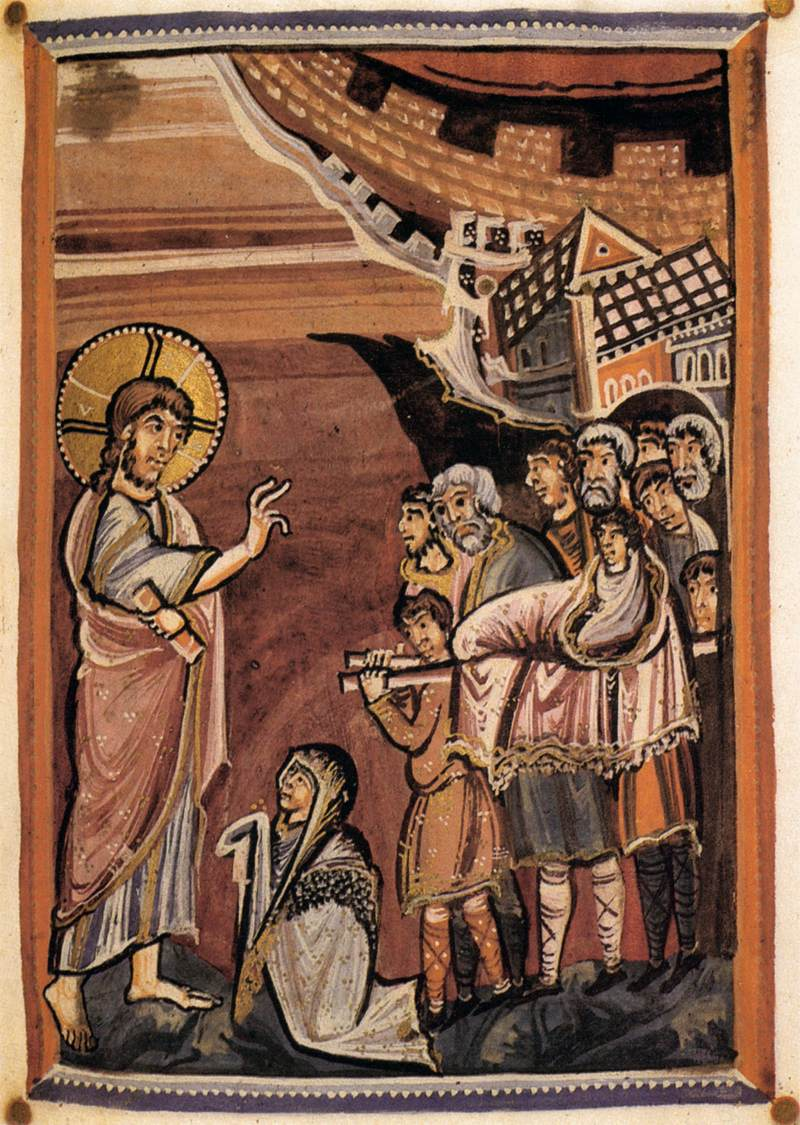
Hitda-kódex, Jézus megjelenik tanítványainak

### Regensburg

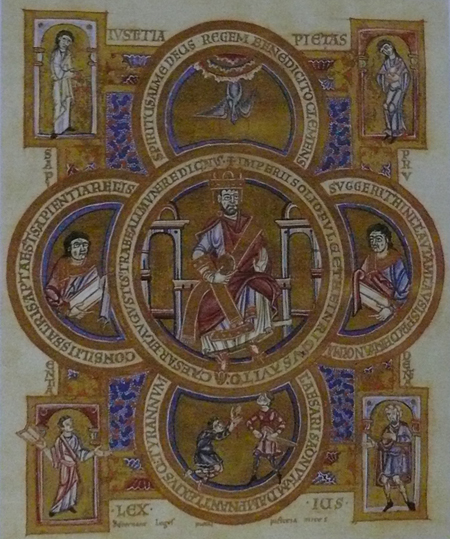
II. Henrik evangeliáriuma

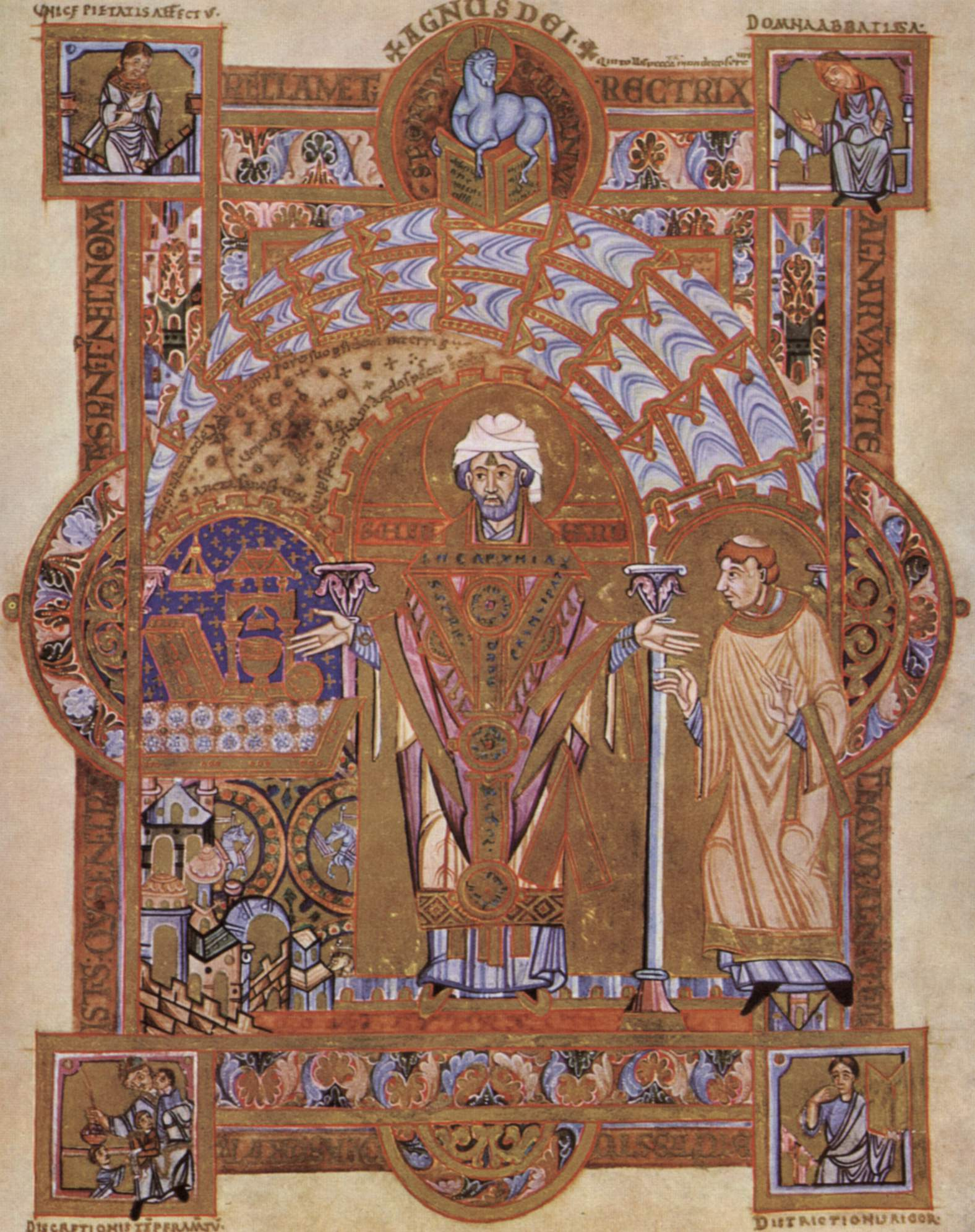
Az Uta-kódex egyik miniatúrája

Regensburg művészi központja két helyen Szent Emmeran és Niedermünster bencés kolostoraiban összpontosult. A kolostorok életét tekintélyes és tehetséges személyek irányították, köztük Wolfgang, Regensburg első püspöke (972–994), Ramwald, a Szent Emmeran-kolostor apátja (975–1002) és két Uta, akik mindketten a niedermünsteri zárda apátnői voltak 975–995 és 1002–1025 között. A második Uta minden bizonnyal egy művelt és kifinomult ízlésű apátnő volt.
A regensburgi egyházi központ reformjára Trier is hatással volt, és ez a hatás a város művészetében is felismerhető. Szent Wolfgam 972 és 994 között Regensburg püspöke a Szent Emmeran kolostor újjászervezésekor is trieri segítséget kért, feltehetően azért, mert korábban ott tanult. Trierből elhívott egy Ramwold nevű szerzetest, aki később a Szent Emmeran kolostor apátja lett. Ramwoldot érdekelték a kéziratok, és hivatali ideje alatt jelentős gyűjtemányre tett szert. Ez zavarosabb időszak alatt átmenetileg visszament Trierbe, majd visszatért Regensburgba, feltehetően újabb kéziratokkal és esetleg ereklyékkel. Az általa felállított másolóműhelyből III. Ottó császár korai haláláig nem túl kiemelkedő darabok kerültek ki. 1002-ben azonban a császári korona Ottó unokatestvérére, II. Henrikre szállt, akinek legfontosabb tartózkodási helye Regensburg volt, és a kolostort ezután császári megbízásokkal árasztotta el. II. Henrik halála (1024) után a regensburgi központ jelentősége lecsökkent, és csak a 11. század végén tett szert újra nagyobb befolyásra.
A regensburgi kéziratok fejlődésére már a 9. század végétől nagy hatást gyakorolt a Kopasz Károly számára készített Codex Aureus, amelyet Arnulf király más kincsekkel együtt a kolostornak ajándékozott. Ramwold utasítására két szerzetes, Arpino és Adalpertis kijavította a kézirat sérüléseit, átfestett néhány képet, és a kódexet egy Ramwoldot ábrázoló teljes oldalas miniatúrával egészítette ki. A regensburgi sciptórium jellegzetessége a karoling mintaképek, elsősorban a tours-i iskola stílusának követése. A miniatúrákra az éles körvonalak, az alakok formális elrendezése és a hátterek geometriai formákkal való díszítése jellemző. Legszebb darabjaik közé tartozik a 11. század közepe táján készült Uta-kódex és II. Henrik császár szakramentáriuma.
A Regensburgban készült legkorábbi ismert jelentős kézirat egy szabálykönyv a nem sokkal korábban, 990 körül alapított Niedermüster-kolostor apácái számára. A könyv Civakodó Henrik megrendelésére készült, akinek anyja, Judit, a kolostor alapítója volt. A kézirat egész oldalas illusztrációi Henriket, Uta apátnőt, Szent Benedeket és a könyv szerzőit ábrázolják. A képek mintás háttereit Egbert zsoltároskönyve és evangeliáriuma alapján készítették.
A rendkívül értékes, II. Henrik császár számára készített szakramentárium (amelyet az uralkodó a bambergi székesegyháznak adományozott) öt olyan díszített oldalt tartalmaz amelyet a Codex Aureusból másoltak. Ezzel szemben az a miniatúra, amelyen Krisztus megkoronázza a császárt bizánci eredetű, és a Keresztrefeszítést ábrázoló képen egy görög felirat látható.

#### Az Uta-kódex
A regensburgi műhely legszebb alkotása egy evangeliarium, amely 1020 körül készült Uta, a niedermünsteri kolostor apátnője számára (München, Staatsbibliothek). A kéziratra jellemző az aranylemezek bőséges használata, ami beborítja a képek hátterének nagy részét, ezen kívül a ruhák és a képkeretek egyes részleteit. A figurákat csak vékony körvonalak választják el attól, hogy teljesen beleolvadjanak a háttérbe. A képek hátterét geometriai alakzatokkal, négyszögekkel, körökkel, ellipszisekkel és rombuszokkal díszítették. Meglepő módon a kéziratot nem egy Krisztus életét bemutató miniatúra-sorozattal díszítették. A feliratok szerves részei az illusztrációknak, például a Keresztrefeszítést ábrázoló képen a bonyolult mintájú keretet szinte teljesen elborítják a feliratok. A kódex csak néhány teljes oldalas illusztrációt tartalmaz, a többi oldalon a képi díszítés az oldalak sarkain látható kisméretű négyszögekben kialakított képekre korlátozódik. Az egyik egész oldalas miniatúrát szintén a Codex Aureából másolták, Isten kezét ábrázolja Máriával, a Gyermekkel, valamint a donátorral, Utával. Egy oldalpáron a Keresztrefeszítést és Szent Erhardot, Niedermünster védőszentjét jelenítették meg. A miniatúrákra jellemző, hogy a feliratok szerves részei a geometriai formákkal díszített kompozíciónak.
Az Uta-evangeliárium stílusjegyeit fejlesztették tovább a II. Henrik megrendelésére készült zsoltároskönyvben (Vatikán, Biblioteca Apostoliana), amely nem sokkal a császár halála előtt, 1024 körül készülhetett, és az uralkodó a montecassinói apátságnak ajándékozott. Ez a zsoltároskönyv a regensburgi másolóközpont utolsó jelentős műve. Az is elképzelhető, hogy a császár halála után a másolóműhely Salzburgba költözött, ugyanis a regensburgi kéziratokra jellemző stílusjegyeket lehet felfedezni az ezután Salzburgban készült kéziratokon.

### Fulda és Hildesheim
Fuldában a lorschi és a rengensburgi központokhoz hasonlóan a korai Ottó-kori kéziratokat karoling minták alapján készítették. A hasonlóság szembetűnő egy 975 körül keletkezett, töredékesen megmaradt szakramentárium hónapokat ábrázoló miniatúráin. A fuldai központ legszebb alkotása a Widuking-zsoltároskönyv, amelyet az evangelisták képeivel és tizenhat teljes oldalas miniatúrával díszítettek. A kézirat, amelynek kötéstáblájába drágaköveket és egy elefántcsont faragványt helyeztek el, a 10. század utolsó negyedében készült. A képek ihletője a Karoling-kori Ada kéziratcsoport egyik elveszett darabja lehetett. A kanyargós vonalakkal megrajzolt képek angolszász hatást is mutatnak. Fulda szoros kapcsolatot tartott angolszász területekkel, alapítója, Szent Bonifác, aki jól ismerte Martell Károlyt és Kis Pipint, is onnan származott.
Fuldában több szakramentáriumot és peripópás könyvet készítettek, mint zsoltároskönyvet. A kéziratok díszítésében, például a Göttingen-szakramentáriumban a karoling stílusjegyeket nem fejlesztették tovább, hanem bizonyos mértékig provincializálták. Az ezredforduló után a fuldai miniátorok egyre inkább a többi központ, különösen Köln és Salzburg hatása alá kerültek, a miniatúrák készítésekor csak „kölcsönvett” elemeket használtak fel, és nem alakították ki saját stílususkat.
A hildesheimi központ Fuldához hasonlóan más központtokban kialakított stíluselemeket ötvözött a kéziratokba. Az itt készült miniatúrákra hatott a karoling uralkodó Kopasz Károly udvarának művészete, a Nagy Károly idejében aktív Ada központ, azonkívül az Ottó-kori regensburgi másolóműhely.

## Elefántcsont-faragás

### Milánó

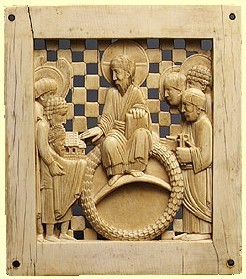
A magdeburgi antependium egyik darabja, ahol a császár felajánl egy templomot Krisztusnak

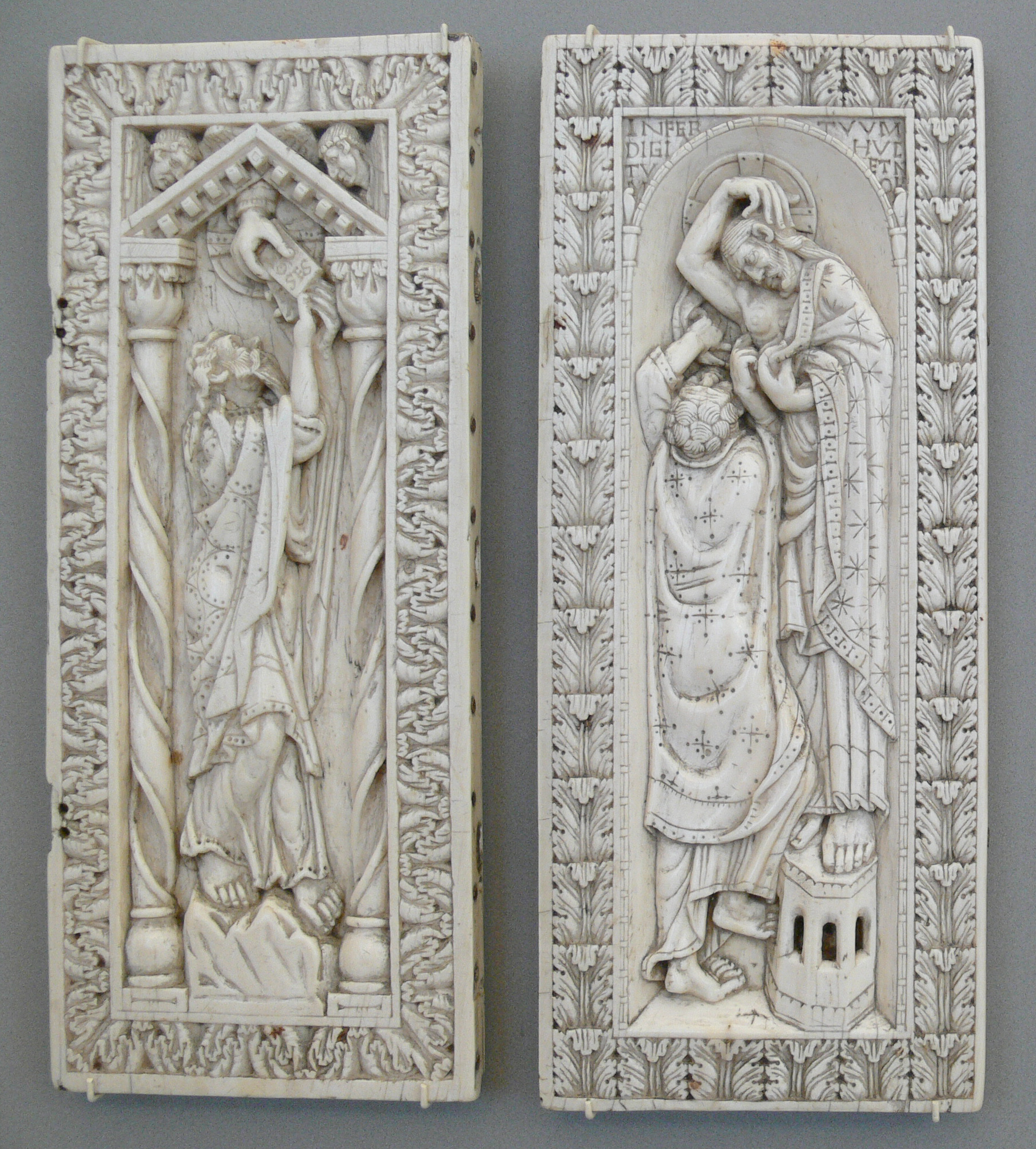
Mózest a törvénytáblákkal és Krisztust Szent Tamással ábrázoló diptichon

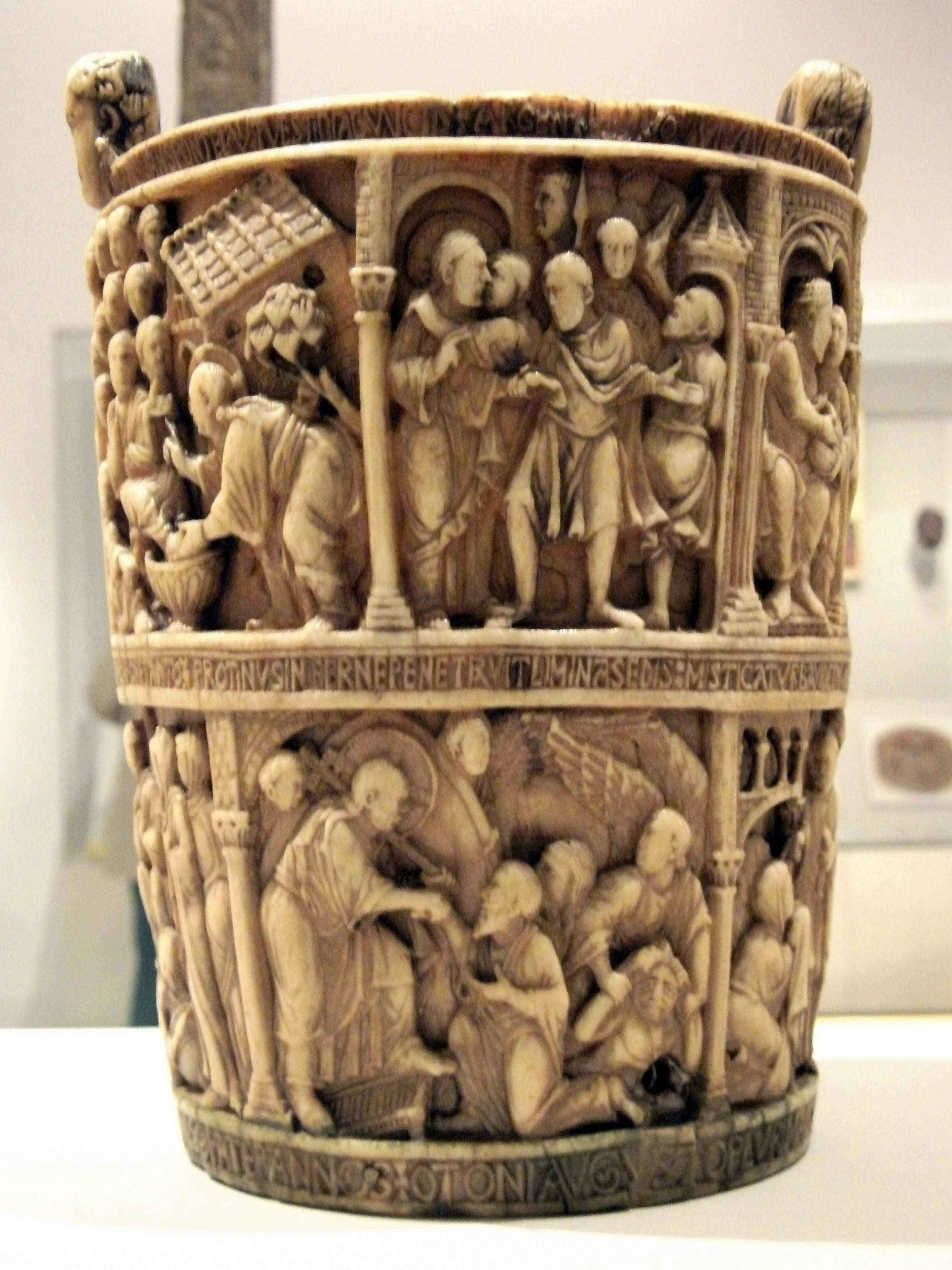
A Basilewsky-szitula

Miután I. Ottó császár birodalmához csatolta Itáliát, politikai hatalma megerősödött, és támogatni kezdte a művészeteket. Lombardia 951-es meghódítása után a milánói szobrászati központ nagy jelentőségre tett szert. Itt készült a császár által a magdeburgi székesegyháznak ajándékozott, legkorábbi (töredékesen) fennmaradt Ottó-kori elefántcsont faragvány, egy antependium (oltártábla), amelynek tizenhat megmaradt darabja különböző múzeumokba szóródott szét. Az oltártábla I. Ottó koronázása után és halála előtt, tehát 962 és 973 között készülhetett. Az elefántcsont lapok túlnyomó többsége újszövetségi jeleneteket ábrázol. A táblák közül négyet a 11. század első felében az úgynevezett Codex Wittikideus kötéstáblájában helyeztek el. A panelek közül az egyik (New York, Metropolitan Museum of Art) egy uralkodót ábrázol, fején a német-római császárok koronájával, ahogy angyalok és szentek társaságában egy templomot ajánl fel Krisztusnak. A templom feltételezhetően a magdeburgi katedrálist jelképezi. A katedrális a 11. század első felében a tűzvészek miatt többször is károsodott valószínűleg egy ilyen tűzvész után használták fel a megsérült oltártábla megmaradt darabjait más célokra. A faragványok stílusjegyei mind a tizenhat panelen egységesek, a négyszögekkel és keresztekkel díszített háttér előtt szoros csoportokban elrendezett, stilizált vonású és öltözékű szilárdan álló alakok jelennek meg.
Szintén Milánóban készült egy szitula, amelyet a felső sávján látható felirat szerint Gotfredus, Milánó érseke megbízásából faragtak. A rajta látható alakokat, Szűz Máriát a Gyermekkel, két angyalt és a négy evangelistát egyszerű építészeti formák keretezik. Az angyalokat kezükben füstölővel és egy hasonló szitulával, az evangelistákat írópult előtt állva ábrázolták. A figurák fölötti boltívekre verses feliratokat véstek. Ez a szitula kapcsolatba hozható azzal az elefántcsont táblával, ami II. Ottót és családját ábrázolja. A Krisztus lába előtt térdelő császári családot Szűz Mária és Szent Mauritius ajánlja Krisztus figyelmébe. A család mindhárom tagja a jellegzetes német-római koronát viseli. A stiláris párhuzamok alapján elképzelhető, hogy mindkét tárgyat ugyanaz a művész készítette.
Egy másik kiemelkedő alkotás a jelenleg a londoni Victoria and Albert Museumban őrzött úgynevezett Basilewsky-szitula, amely 980 körül készült Milánóban, feltehetően II. Ottó császár ünnepélyes bevonulásának alkalmára. A szitulán ábrázolt jelenetek Krisztus haláláról és feltámadásáról egy diptichon hasonló jelenetein alapulnak. A diptichont eddig nem sikerült datálni, csak az tűnik biztosnak, hogy valamikor az 5. és a 9. század között készült. A szitula készítője újraértelmezte a jeleneteket, figyelemre méltó részlet például az, hogy a főpap jellegzetes 5. századi koronáját 9. századira cserélte. Ezek a faragványok nyugati mintákat követnek, viszont ugyanebben az időben olyan táblák is készültek Milánóban, amelyek bizánci alkotások másolatai voltak. Ebből következik, hogy a 10. század végén Milánóban kétfajta elefántcsont-faragási irányzat is létezett, anélkül hogy bármiféle hatást gyakoroltak volna egymásra. Egy szintén 10. századi milánói Jézus életét ábrázoló elefántcsont-faragványciklus darabjait használták fel a 13. században a quedlinburgi kincstár úgynevezett I. Henrik ereklyetartó ládikáján.

### Trier
A másik központban, Trierben a 10. század utolsó két évtizedében számos kiemelkedő művészi színvonalú faragvány készült. A legkorábbi közülük az úgynevezett Codex Aureus kötéstáblájába illesztett feszület. Keletkezési helye egyértelműen bizonyítható, mivel a kódex kötésén a zománcképekkel, drágakövekkel és filigránnal díszített szegély nagyon hasonlít a szintén Trierben készült, Szent András lábereklyéjét tartalmazó ereklyetartó díszítéséhez. A trieri kézművesközpontról viszonylag sok forrásban tesznek említést, ezekből az is kiderült, hogy a város a zománcképek készítésének is egyik központja volt. Ez a feszület feltehetően ugyanannak a művésznek a munkája, aki a Hitetlen Tamást, a Mózest a törvénytáblákkal, a Dicsőséges Krisztust és Szent Pált ábrázoló táblákat faragta. A 990 körül alkotó trieri elefántcsont-faragó mester több alkotását a 19. század végén sikerült összegyűjteni, és ezekből egy nagyszabású művészegyéniségre következtethetünk. Munkáit kivételesen erőteljes, az ideális formavilágtól távol eső, személyes ábrázolásmód jellemzi. A művész teljes mértékben uralta a nehezen megmunkálható anyagot, bámulatba ejtően ábrázolta az emberi test formáit, a mozgásban lévő alakok öltözékét és arckifejezésüket. Alkotásai közül kiemelkedik a Krisztust és Tamást ábrázoló elefántcsont tábla, egy diptichon egyik fele (Berlin, Bode Múzeum). A megjelenő Krisztus és a hozzá felemelkedő, belé kapaszkodó Tamás mozdulatai kifejezőek, az ábrázolásmód annyira erőteljes, hogy szinte háttérbe szorítja a jelenet vallásos jellegét. A dombormű feltűnő jellegzetessége Krisztus szinte durva testalkata és arcvonásainak keménysége. A tábla másik felén a művész azt a pillanatot ábrázolta, amikor Mózes megkapta a törvénytáblákat.
Valószínűleg ugyanebben a műhelyben készült, csak valamivel később az aacheni katedrális kincstárában őrzött, egy császárt, egy egy pápát, két érseket, két püspököt és a mennyország kapuját őrző katonákat ábrázoló szitula. A császár feltehetően III. Ottó, ezt támasztja alá, hogy a szitula drágakövekből készült díszítése alatt az Ottó név olvasható. Azt eddig nem sikerült megállapítani, hogy pontosan mikor és milyen alkalomra készült. A figurák kialakítása a legmagasabb színvonalú udvari művészetet képviseli. A szitula tetején végigfutó perem díszítése angolszász formákat mutat, míg a kétoldalt kialakított maszkok ókori mintákat követnek. Feltűnő, hogy a tárgy semmilyen bizánci hatást nem mutat. Valószínűleg Trierben készült az a Madonnát a Gyermekkel ábrázoló tábla is, amely szoros kapcsolatban áll a Registrum Gregorii mestere által készített miniatúrákkal.

### Liège, Köln
A két nagy elefántcsont-faragó központ mellett Liège és Köln műhelyeiben is figyelemre méltó alkotások készültek. Jellegzetes a Notker liége-i püspök evangeliáriumának kötésébe illesztett Maiestas Dominit és az előtte hódoló donátort ábrázoló elefántcsont lap, amely nyilvánvalóan bizánci mintákat követ, és egy hosszú ideig eleven liége-i illetve Maas-vidéki tradíció megalapozói közé tartozik. Egy Ezékiel látomását, a Dicsőséges Krisztust az evangelisták szimbólumaival ábrázoló táblát szintén Notker püspök megrendelésére készítették valamikor 972 és 1008 között. A liège-i központra jellemző a formák leegyszerűsítése, a térhatást keltő ábrázolásmód és a formák aprólékos kidolgozása. Egy helyi tradíció kialakulása figyelhető meg Kölnben is, ahol a sematikusabb ábrázolásmódot részesítették előnyben. Az itt készült faragványokon a jelenetek zsúfoltak, kevésbé térhatásúak. Az alakok testtartása merevebb és kevésbé emelkedik ki a háttérből. Ennek az ábrázolásmódnak egy jellegzetes példája az az ezredforduló környékén készült tábla, amely két szentet megkoronázó Krisztust jeleníti meg.

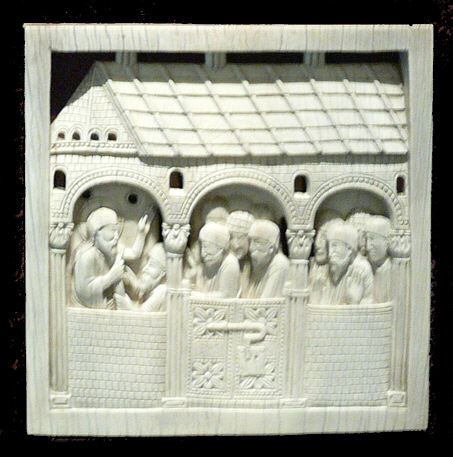
A magdeburgi antependium egyik darabja, Krisztus megjelenik tanítványainak
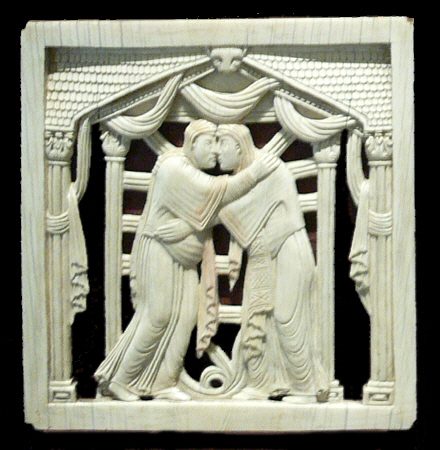
A magdeburgi antependium egyik darabja, Mária és Erzsébet találkozása
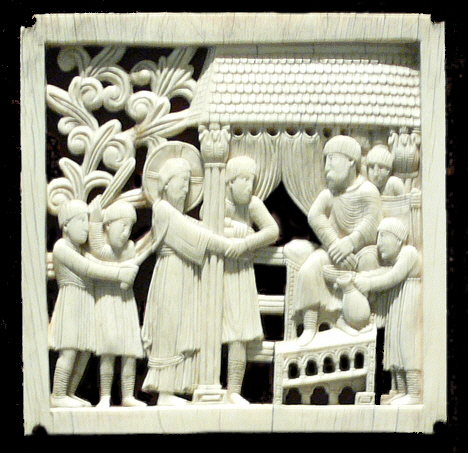
A magdeburgi antependium egyik darabja, Krisztus ostorozása

## Fémművesség

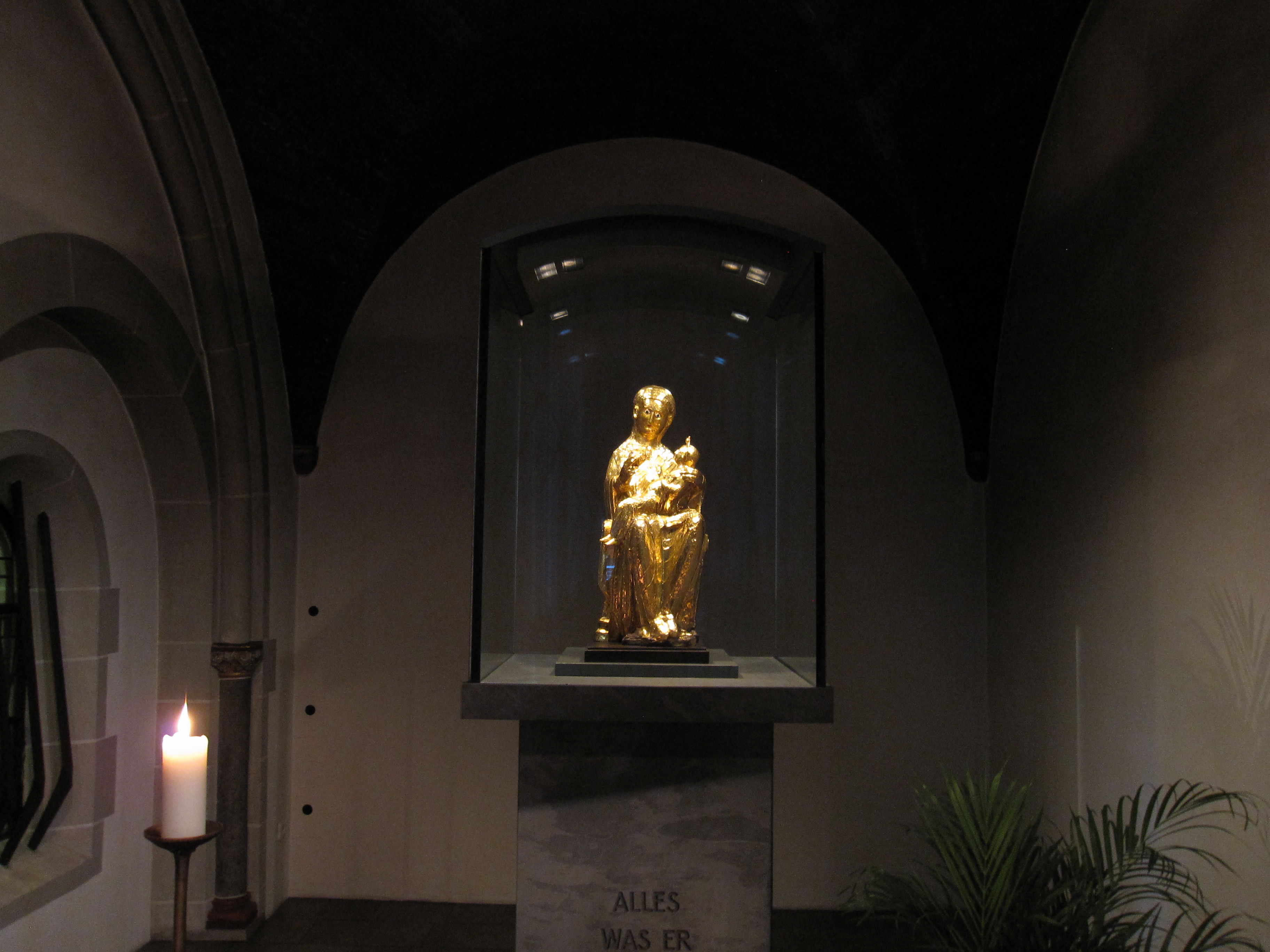
Az esseni Aranymadonna

Az Ottó-kori ötvösművészet jellemző vonása a sematikus ábrázolás, a formák geometriai alakokra való leegyszerűsítése. Ennek ellensúlyozására az alakokat körbevevő kereteket rendkívül gazdagon díszítették. A leggyakoribb ötvösművészeti alkotások a feszületek, a könyvtáblák és az oltártáblák voltak. A feszületeken Krisztus alakja aránytalanul kicsi, így hagytak helyet a drágakövekkel, filigránokkal, gyöngyökkel és zománcképekkel díszített keretnek.
Az egyik ilyen feszület Kölnben készült az esseni Szentháromság-kolostor apátnője, Mathilda (973–1011), I. Ottó császár unokája számára. A Krisztus lába alatt látható zománckép Mathildát és testvérét, Ottót, Bajorország hercegét ábrázolja. Figyelemre méltó a halott Krisztus arcának finom vonalú kialakítása, a súlyos szemhéjak és az elgyötört arcvonások ábrázolása. Egy másik kiemelkedő ötvösművészeti alkotás az úgynevezett Lothár-kereszt. Nevét II. Lothár királyról kapta, akinek pecsétjével számos drágakő és filigránminta mellett a keresztet díszítették. A kereszt két szárának találkozásánál egy Augustus római császárt ábrázoló ókori kámea látható. Feltehetően Kölnben készült az ezredforduló táján az Esseni Aranymadonna-szobor. Stílusjegyei alapján arra következtethetünk, hogy egy ötvösművész és nem szobrász alkotása. Az úgynevezett Gizella-kereszt Regensburgban készült 1006 körül Bajorországi Gizella, Szent István magyar király felesége és II. Henrik császár testvére megrendelésére, amelyet édesanyja emlékére a niedermüsteri kolostornak ajándékozott. A gyöngyökkel és zománcképekkel díszített feszületen Krisztus testét az Ottó-kori ötvösművészet hagyományainak megfelelően geometrikus formákra leegyszerűsítve ábrázolták. Hasonló megjelenítés jellemzi az Uta apátnő részére készített kódex fedőlapját is, ahol a trónon ülő Krisztus alakját a feszületeken látható módon jelenítették meg. Figyelemre méltó, hogy Krisztus alakja annyira kiemelkedik a háttérből, hogy az alkotás majdnem körplasztikának tekinthető. A kézirat kötéstábláját ezenkívül drágakövekkel és zománcképekkel is díszítették.
Trier művészi hagyományai még az ókorba gyökereztek, viszont a Karoling-kor végén a városban szinte teljesen megszűnt a művészi tevékenység, és csak Egbert idejében éledt újjá. Egbert nem csak a scriptórium működését lendítette fel, hanem a várost a fémművesség egyik központjává is tette. A műhelyekből ezüst keresztek és feszületek kerültek ki a katedrális számára, ezen kívül tudomásunk van még egy ereklyetartóról és egy aranykeresztről, amely a reimsi érsek megrendelésére készült.
Az Ottó-kori ötvösművészet egyik jelentős alkotása az Egbert érsek hordozható oltáraként készült Szent András ereklyetartó, tetején az apostol szandál-ereklyéjét szimbolizáló lábbal. Zománcképes és drágaköves díszítése a 9. századi milánói arany oltártábla Karoling-kori hagyományait idézi. Hasonló stílusban készült az a kisméretű drágakövekkel és filigránnal díszített korona, amely Essenben egy Madonna szobor fejét díszíti. Feltételezhetően 983-ban a gyermekkorú III. Ottó koronázásakor használták, így Theophanu császárné kölni, a város művészetét sokáig meghatározó rokoni környezetébe vezet.

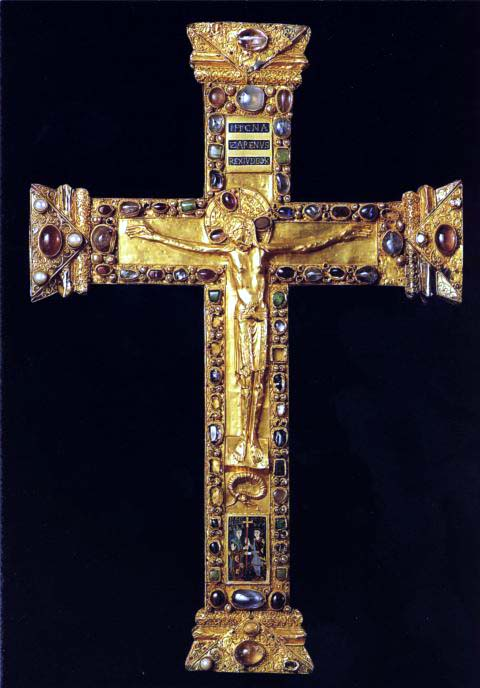
Mathilda keresztje, Essen a dóm kincstára
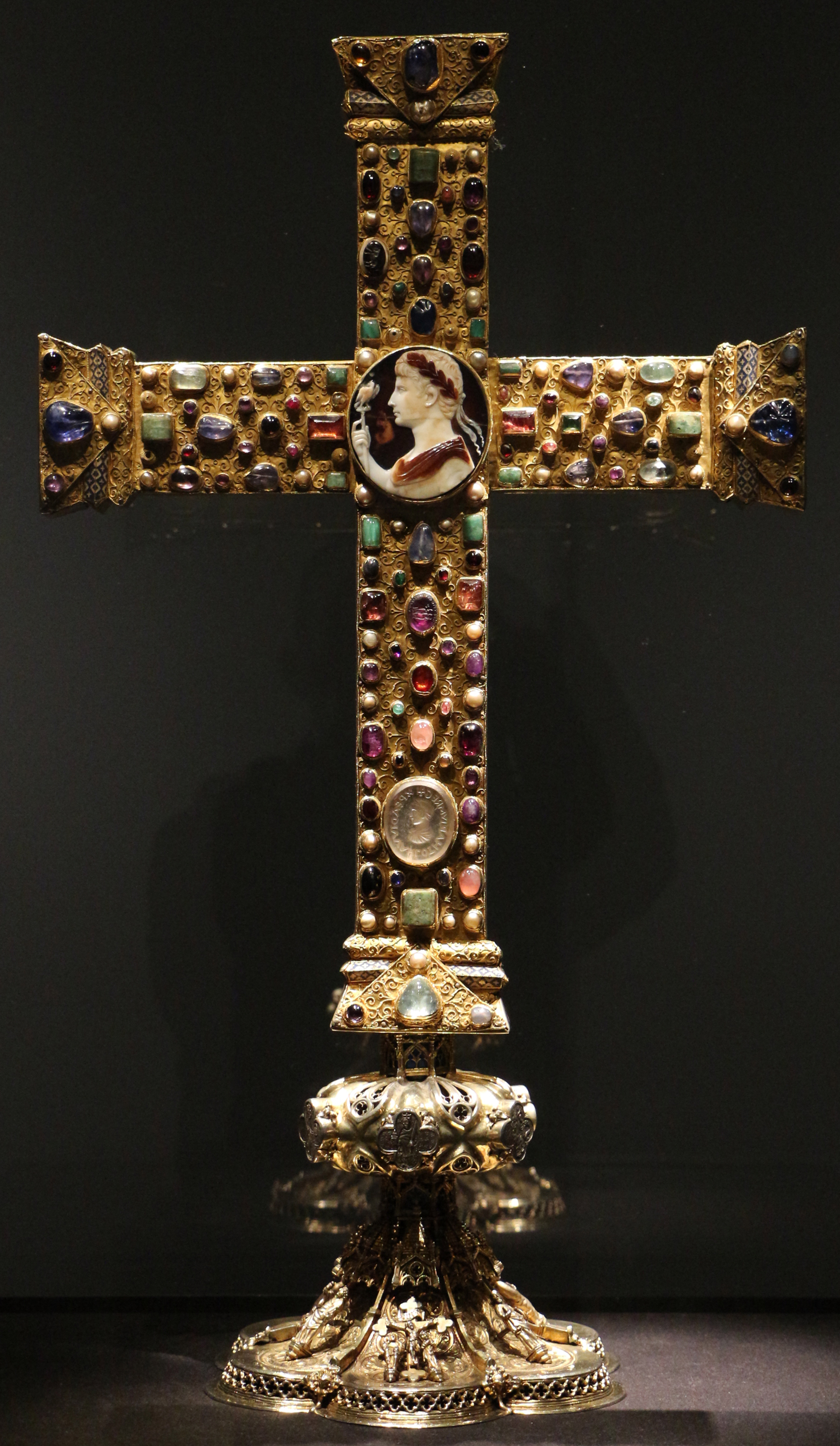
A Lothar-kereszt, Aachen, a dóm kincstára
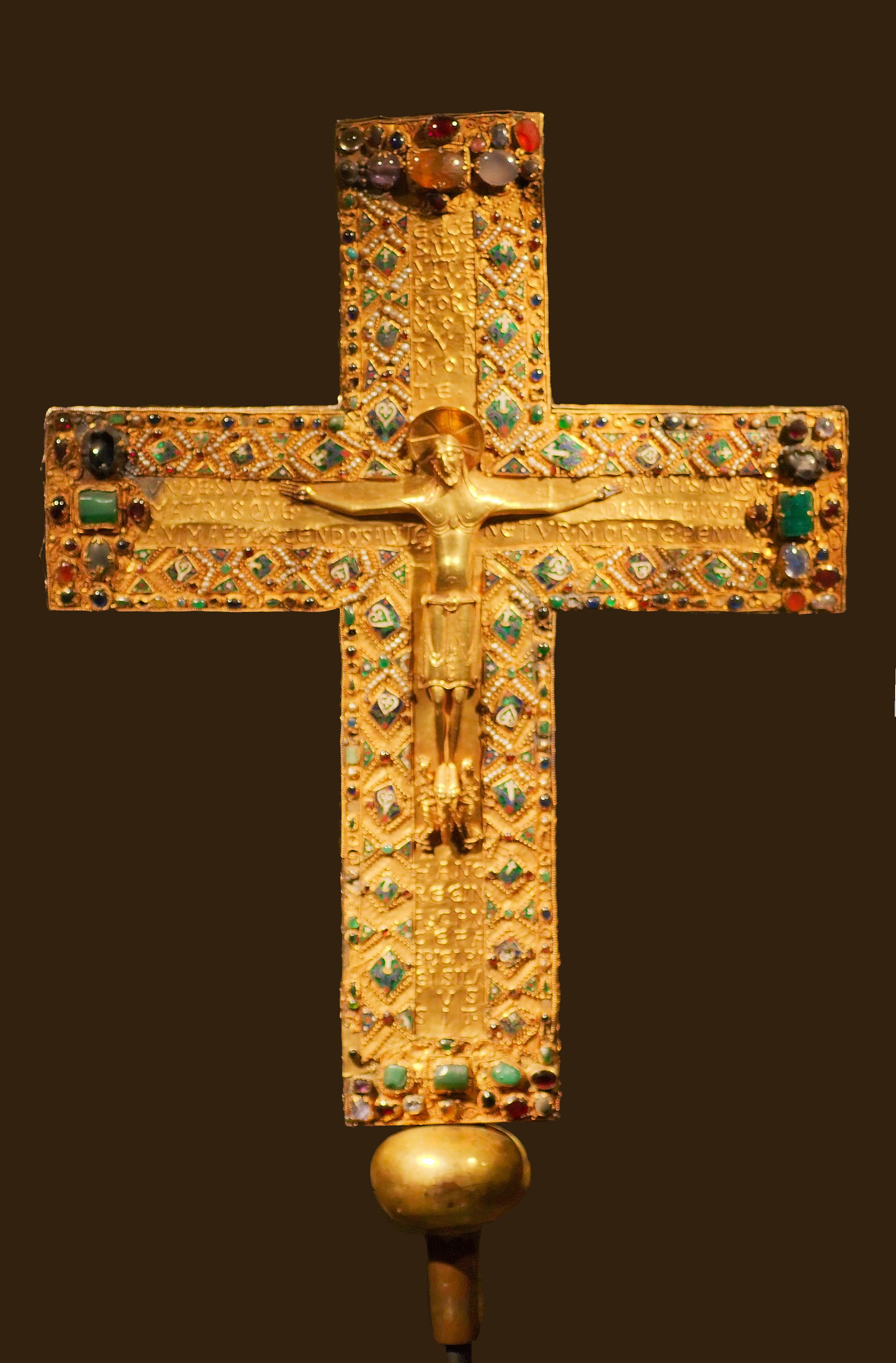
Gizella keresztje, München

### A bázeli katedrális arany oltártáblája

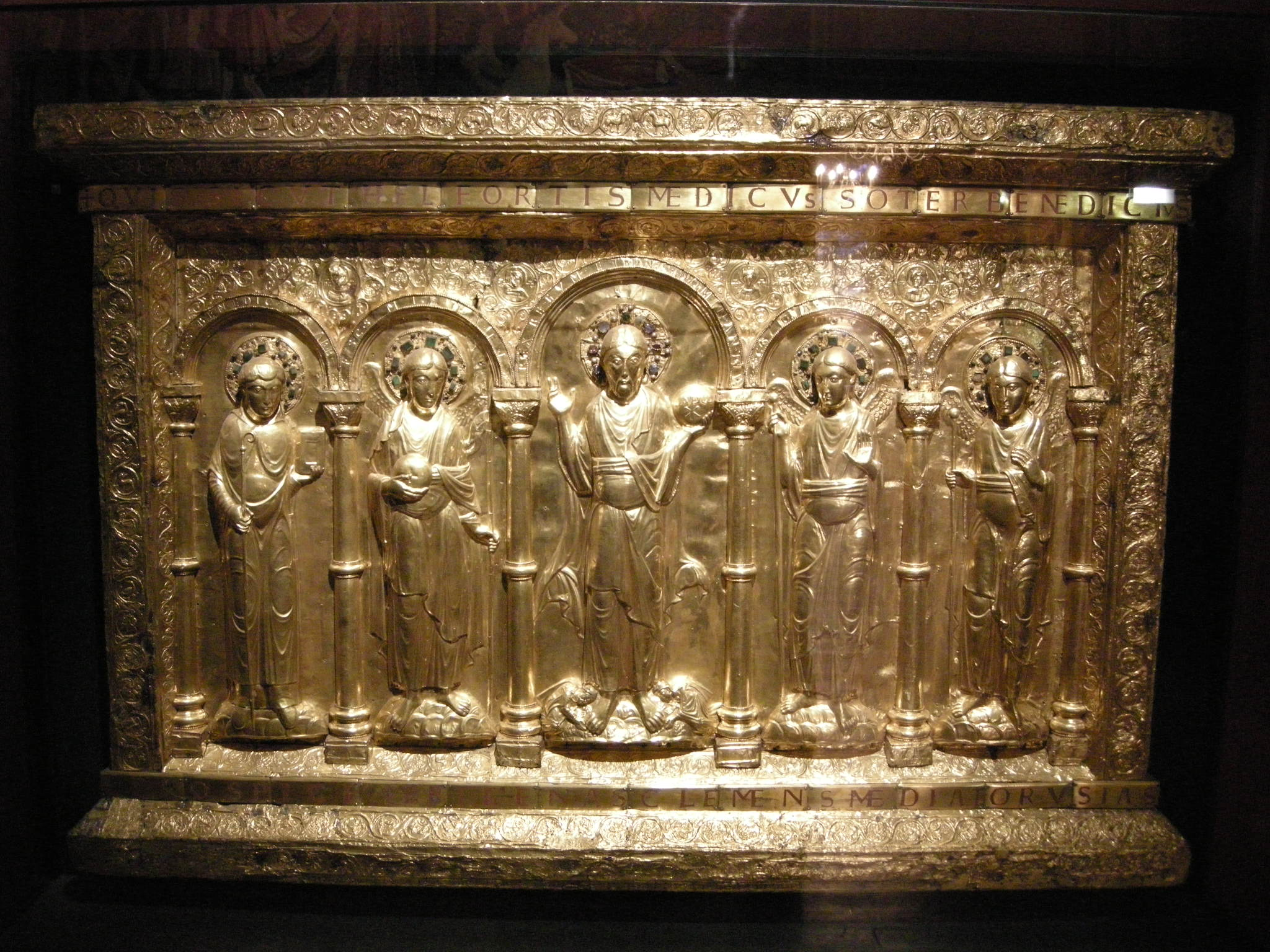
A bázeli katedrális arany oltártáblája

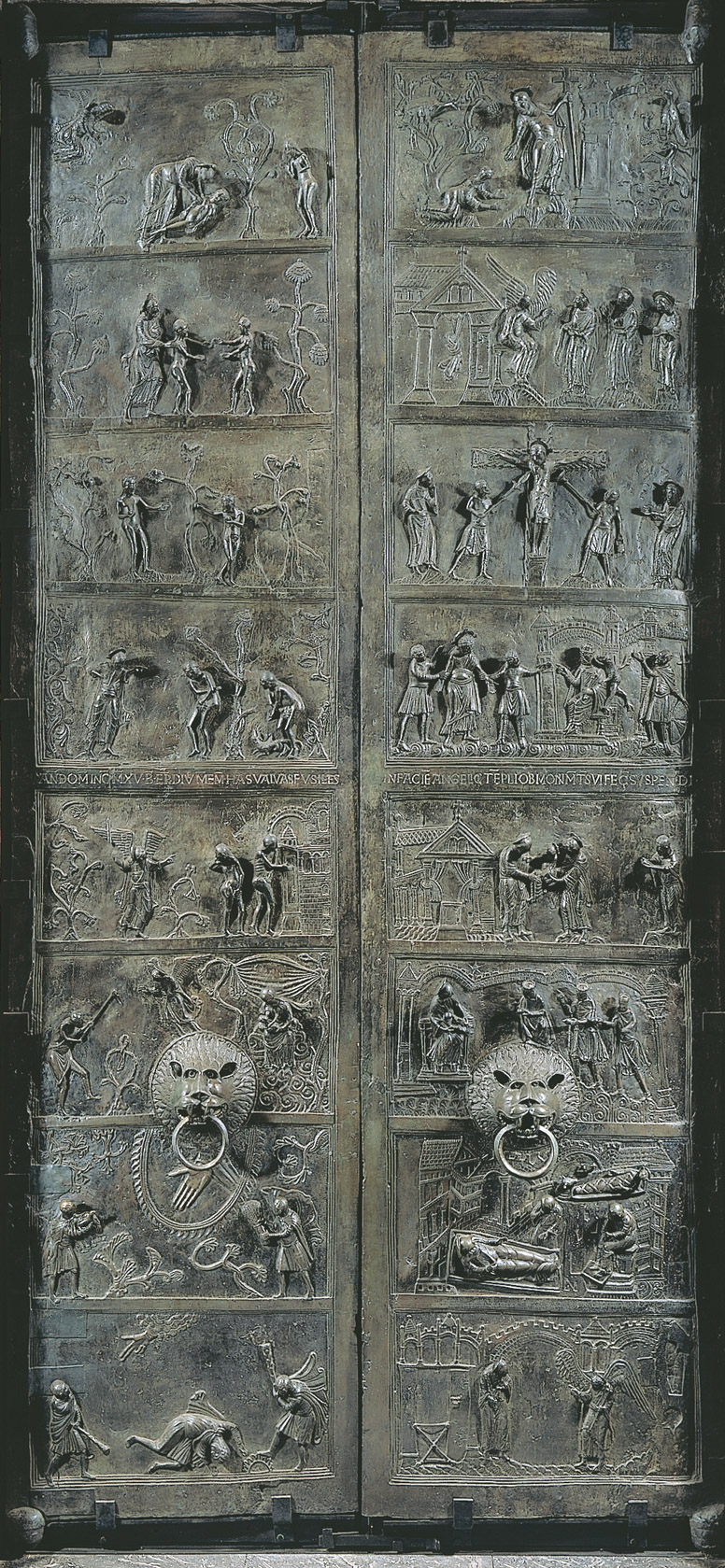
A hildesheimi dóm bronzkapuja

Az Ottó-kori templomok díszítésében jelentős szerep jutott a fémművességnek is. A templomépíttető donátorokról gyakran maradtak fenn olyan feljegyzések, amelyek leírják, mennyi nemesfémet és ékszert adományoztak a templomoknak. Ezenkívül gyakran említenek arannyal borított oltárokat is. Az Ottó-kori ötvösművészet leghíresebb alkotása egy aranylapokkal borított oltártábla (Párizs, Musée Cluny). A százhúsz centiméter magas és majdnem száznyolcvan centiméter széles tábla keletkezési helye ismeretlen, feltételezhetően Mainz vagy Fulda lehetett. A táblát II. Henrik császár és felesége, Kunigunda császárné 1019-ben ajándékozta a bázeli katedrálisnak felszentelésekor, amelyen a császári pár is részt vett.
Az oltártábla alapja fából készült, amelynek oldalait domborított aranylemezekkel borították be. A táblán a két adományozó Krisztus lábánál látható. Az alakok ábrázolásán világosan felismerhetők az udvari művészet hatásai, viszont a művész ennél tovább ment, és a figurákon egy újfajta, a valósághoz közelebb álló ábrázolásmód figyelhető meg, Az alakokat keskeny oszlopok választják el egymástól, a figurák sávját széles ornamentális díszítésű keret szegélyezi. A táblán középen Krisztus látható Gábriel, Mihály és Rafael arkangyalokkal és Szent Benedekkel a Benedek rend alapítójával. Az alakok szinte átmenet nélkül emelkednek ki a háttérből, nélkülöznek minden belső feszültséget, ruhájuk maszkszerűen borítja be testüket.

### A hildesheimi dóm bronzkapuja
Az Ottó-kori fémművészet legkiemelkedőbb darabja az a bronzkapu, amelyet Bernward püspök megrendelésére készítettek a hildesheimi Szent Mihály-templom számára. Rendkívül ambiciózus vállalkozás volt, ugyanis a római idők óta ez volt az első bronzkapu, amelyet egy darabból öntöttek. Ezen kívül az is jelentős újításnak számított, hogy paneleken az alakok kiemelkednek a térből. Itáliában még a 11. században is Bizáncból rendeltek bronzkapukat, és ezeknek nagy része is fakeretbe illesztett különálló panelekből állt. Bernward többször járt Rómában, és feltételezhetően a Santa Sabina-bazilika fából faragott 5. századi ajtaja lehetett az egyik modell, a másik a milánói Sant’Ambrogio-bazilika szintén az 5. században készült ajtaja. Ezenkívül minta lehetett még a Nagy Károly megrendelésére készült aacheni bronzkapu és a Wiligis mainzi püspök által alapított székesegyház bronzkapuja.
A kaput egy művész kartonja alapján többen készítették. A kapuszárnyak feliratán az 1015-ös dátum a munka befejezésére utal. Ugyanekkor szentelték fel a templom nyugati kriptáját, így lehetséges, hogy a kapu eredetileg ennek a bejáratát díszítette. A bronzkapu jelenleg a hildesheimi dóm épületét díszíti. A kapuszárnyakat masszív bronzkeretbe foglalt nyolc-nyolc dombormű alkotja. A bal oldali kapuszárnyon az Ótestamentum első könyvének, a Genezisnek a jeleneteit ábrázolták az ember teremtésétől Káin gyilkosságáig, a másik kapuszárnyon újtestamentumi jelenetek láthatók. A kapuszárnyak így középkori vallásos értelemben vett világtörténetet mutatnak be. A jelenetek a bal felső domborműtől lefelé, majd jobb oldalon fölfelé követik egymást. Az ábrázolások között vízszintes megfeleltetések is vannak, amelyek a két-két jelenet szembeállításával elvont párhuzamokat fejeznek ki. Például a felső sorban, ahol a Isten megteremti Ádámot és Mihály arkangyal érkezik a Teremtő imádására, a másik oldalon a Feltámadt Krisztus előtt Mária Magdolna borul le. Ezek a párosítások végigvonulnak a kapu mind a nyolc sávján.
A domborműveken a háttér egy majdnem teljesen zárt sík, amelyen a növényzet és az épületek csak jelzésszerűen jelennek meg. Ezzel szemben az emberi alakokat időnként teljesen szabad plasztikaként ábrázolták. Az alkotók ügyesen osztották el a képsíkokat és teremtették meg a tér illúzióját. A fő- és mellékszereplőik egyforma méretűek, az alakok közötti feszültség szinte tapintható. Erőteljes gesztusaik, testtartásuk a történet egyértelmű bemutatására szolgál. A figurák szabadon, szinte összevissza mozognak a térben és ez a mozgás szokatlanul erős drámaiságot kölcsönöz a jeleneteknek. A bronzkapu elkészítése óriási technikai felkészülést igényelt, az alapanyag beszerzése pedig hatalmas anyagi áldozatot követelt.

### A hildesheimi dóm bronzoszlopa
Az antik művészet újjáélesztésére tett kísérlet eredménye a hildesheimi dómban 1020 körül felállított oszlop, ami valójában egy hatalmas gyertyatartó. Egyes vélemények szerint az oszlopot csak Bernward püspök halála után, 1030 körül állították fel. Az oszloptörzset spirálisan emelkedő szalagot alkotó domborművek borítják, amelyek az antik római diadaloszlopokra emlékeztetnek. A domborművek Krisztus életét ábrázolják megkeresztelésétől Jeruzsálembe való bevonulásáig. A bronzkapuhoz képest az oszlop domborművei kevésbé kiemelkedő művészi színvonalat képviselnek, az alakok kialakítása elnagyoltabb, kevésbé kifejező. A jelenetek egy részén – ellentétben a bronzkapu ábrázolásaival – a főszereplők nagyobb méretben jelennek meg. Nem kísérelték meg a figurák belső feszültségének ábrázolását, a szereplők mozdulatai és testtartásuk statikus. Az oszlop az Ottó-kori művészi kísérletezés egyedi, semmihez sem köthető, és többet meg nem ismételt alkotásának tekinthető.

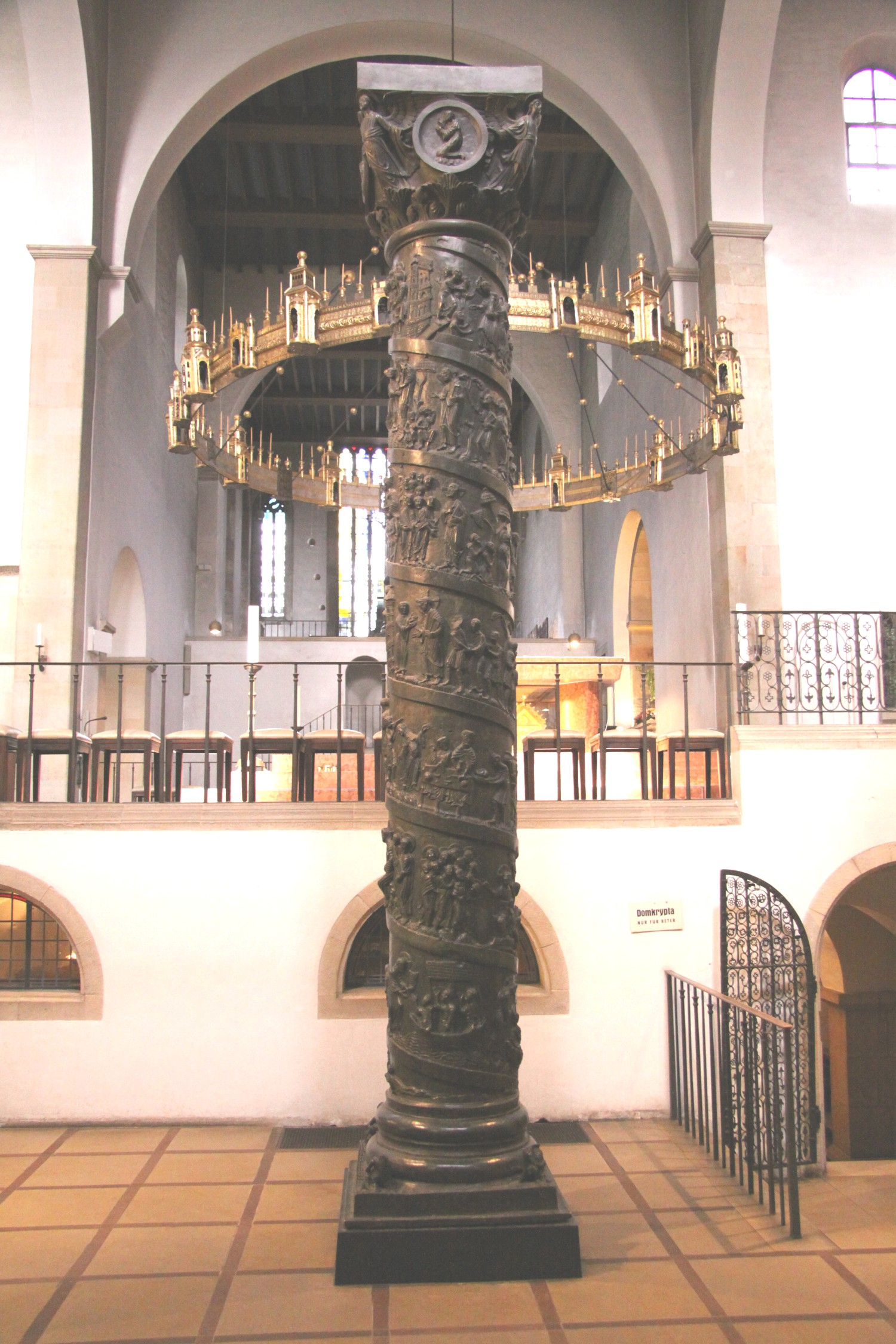
A hildesheimi dóm bronzoszlopa
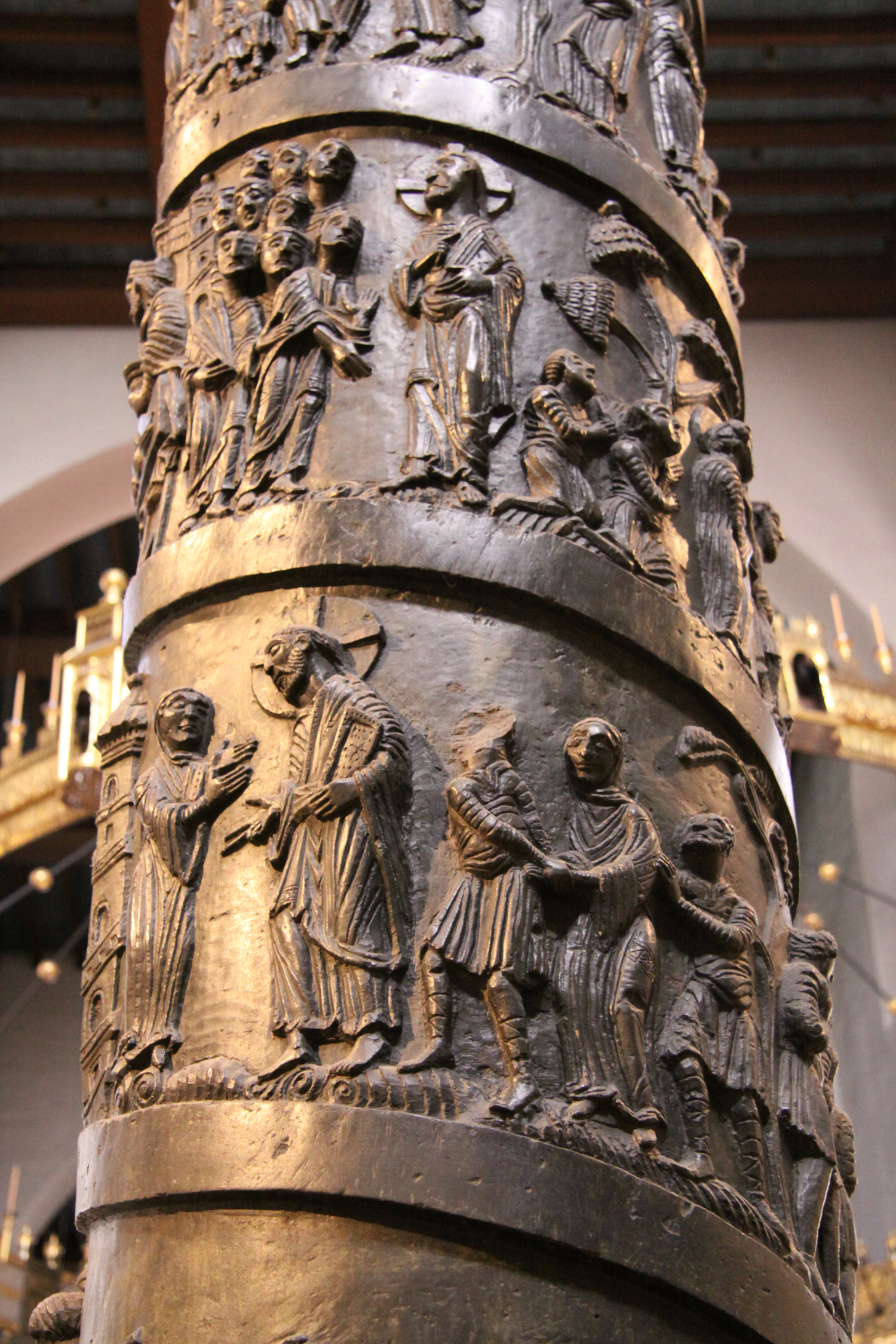
A hildesheimi dóm bronzoszlopa, részlet
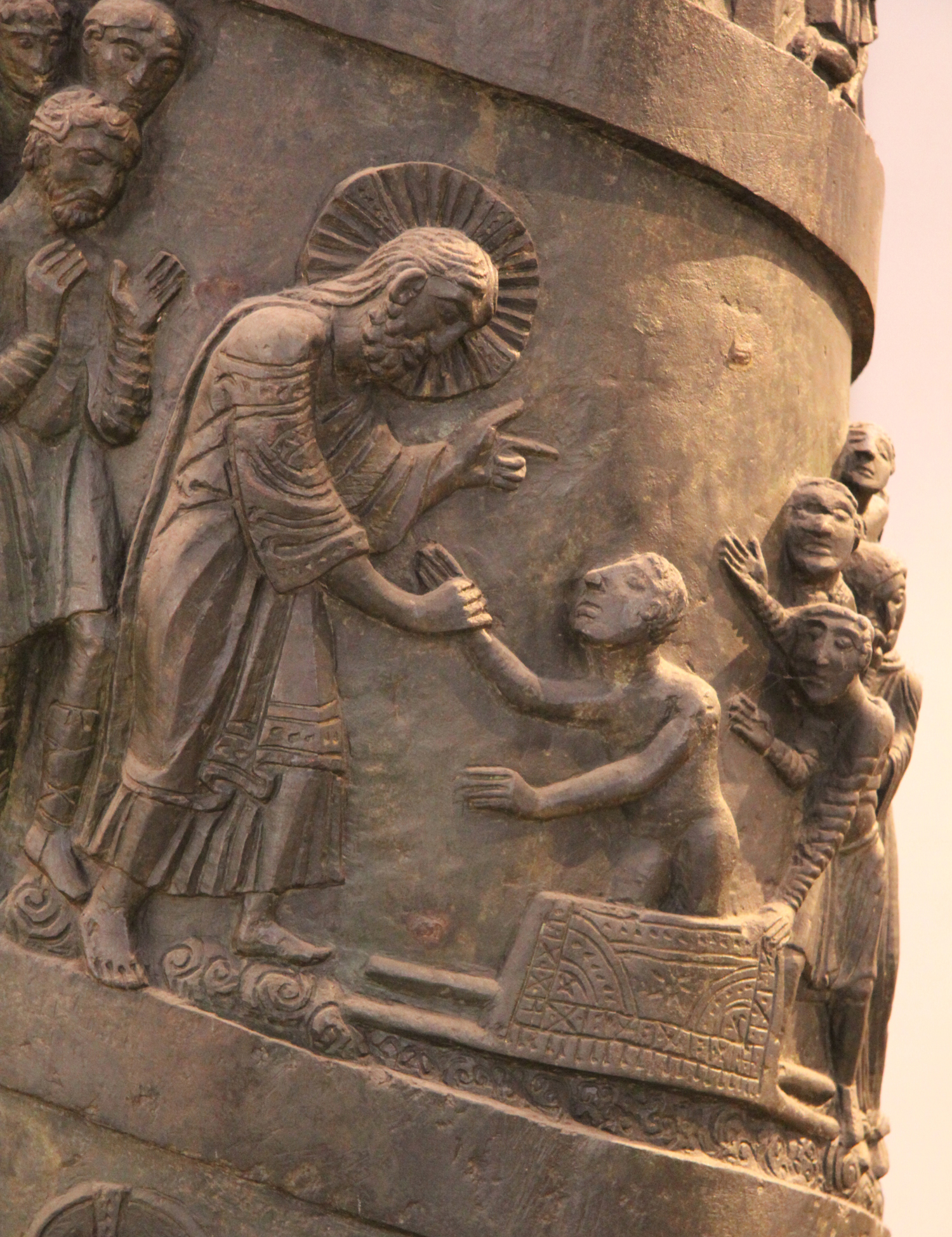
A hildesheimi dóm bronzoszlopa, részlet

## A Gero-feszület
Az Ottó-kori művészet egyik központi témája Krisztus földi életének ábrázolása. A durva testalkatú Krisztus-típus gyakran feltűnik a kor alkotásain. Ennek a típusnak a leghíresebb példája a kölni székesegyház számára Gero érsek megbízásából 970 és 976 között készült életnagyságú feszület. Krisztus alakját szinte naturalisztikus hűség jellemzi, nyoma sincs idealizálásnak sem az arcon sem a testen. A művész behatóan ismerte az emberi test formáit, és a mell- és hasizmokat is természethűen ábrázolta. A halott Krisztus arcát valósághűen, de érzelmek nélkül jelenítette meg. Az élettelen test teljes súlyával feszíti a karokat, a fej oldalra hanyatlik, mialatt a törzs ellenkező irányba mozdul el. Ez a feszület a bizánci mintáktól való teljes eltávolodást árul el. A szobor hátoldalán egy nyílást alakítottak ki, ahova ereklyéket helyeztek el, így a feszület egyben egy ereklyetartóvá is vált, amely a valóságos Krisztus képét hivatott megjeleníteni.

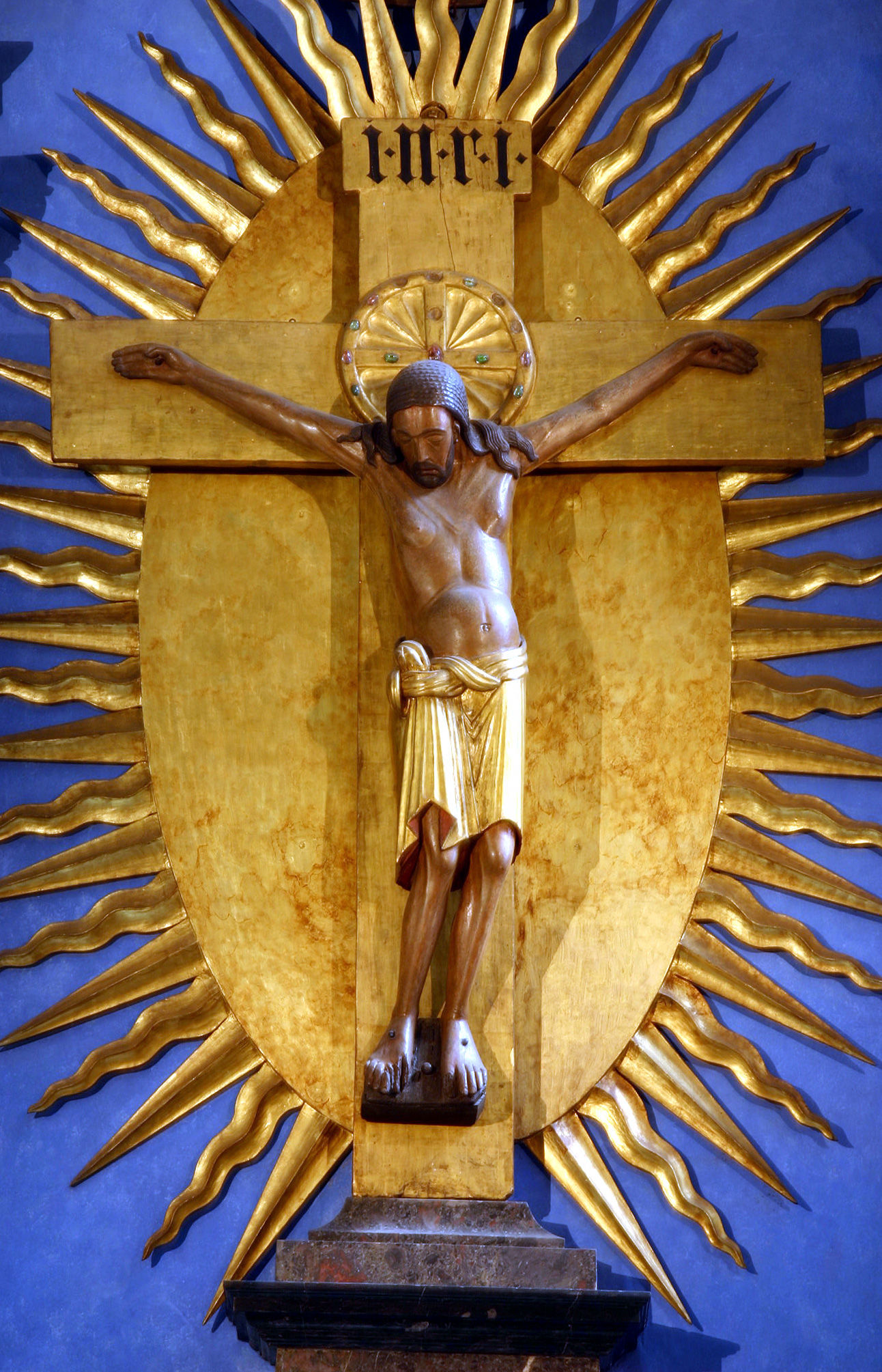
A Gero-feszület, Köln, székesegyház
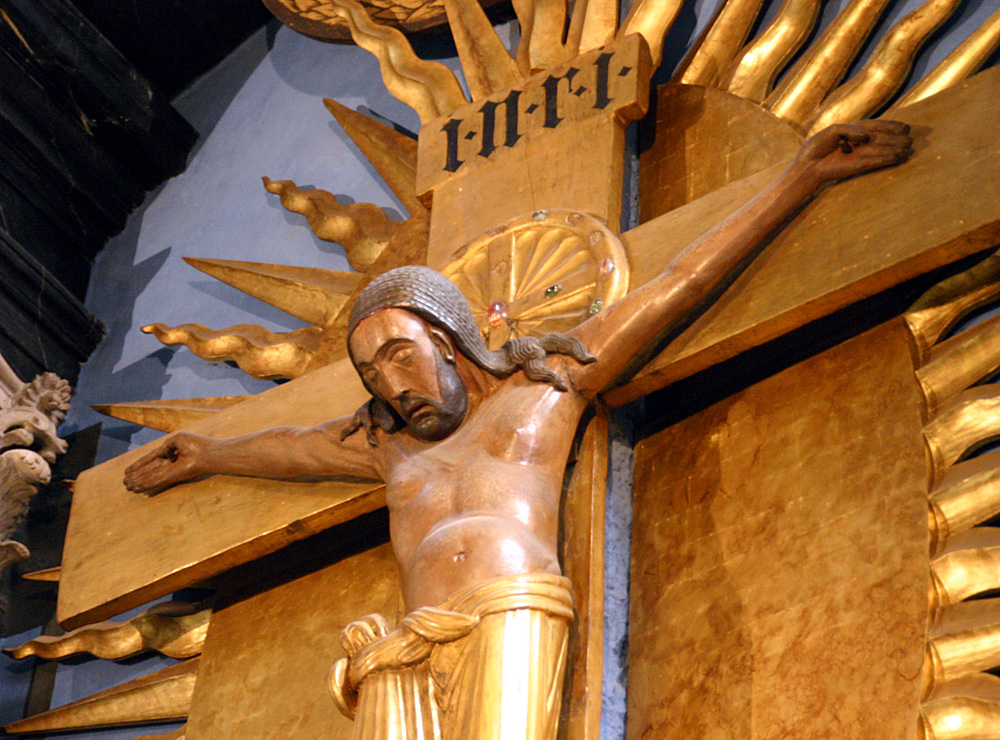
A Gero-feszület, részlet
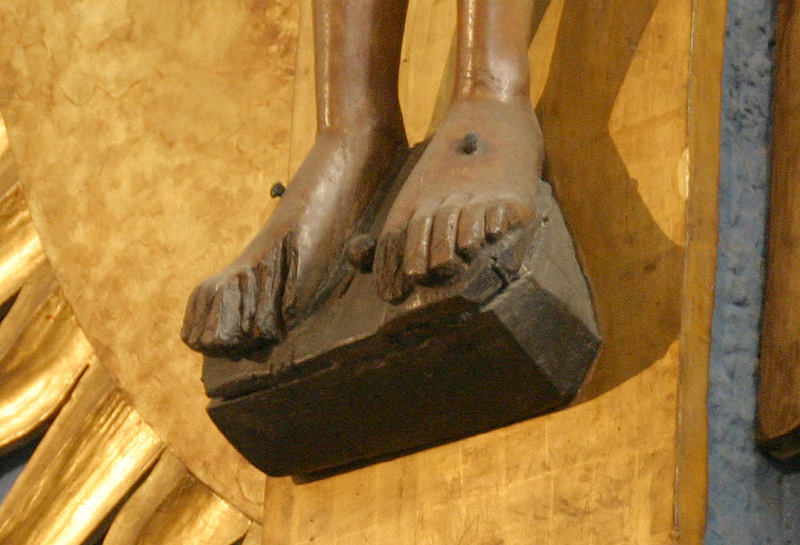
A Gero-feszület, részlet